# Великая Отечественная война

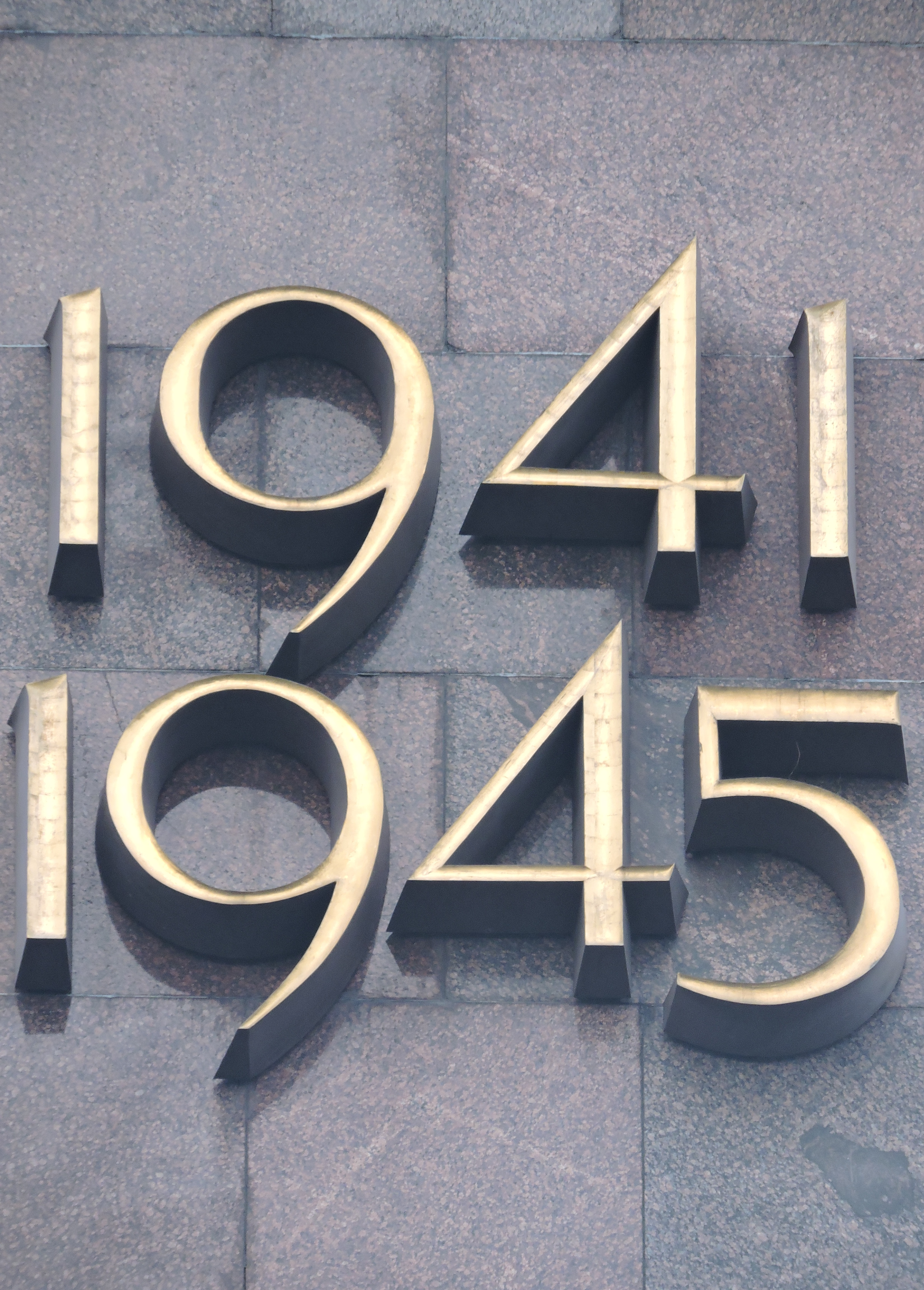
Даты войны на обелиске Монумента героическим защитникам Ленинграда

Великая Отечественная война (ВОВ; 22 июня 1941 — 9 мая 1945 года), также Восточный фронт Второй мировой войны, — война Советского Союза и в дальнейшем его союзников (воинских частей и армий Чехословакии и Польши, далее Югославии и бывших союзников Германии) против осуществивших нападение на него нацистской Германии и других сил «оси» (хортистской Венгрии, фашистской Италии, Румынии, Словакии, Финляндии), начавшаяся с самого крупного вторжения в мировой истории их войск на советскую территорию и закончившаяся освобождением от оккупации блоком «оси» стран Центральной и Восточной Европы и ликвидации в этих регионах входивших в блок «оси» тоталитарных и авторитарных государств вместе с самим блоком. По своим масштабам это был самый крупный и кровопролитный вооружённый конфликт в мировой истории. Восточный фронт являлся главной составной частью Второй мировой войны, завершившейся победой Красной армии и безоговорочной капитуляцией вооружённых сил Германии. Название «Великая Отечественная война» возникло в советской историографии и до сих пор используется, в первую очередь, в России; в большинстве стран мира именуется «Восточный фронт», в нынешней германской и украинской историографии — также «германо-советская война».
Военно-политическое руководство нацистской Германии, рассчитывая на стратегию молниеносной войны («блицкриг»), подготовило план агрессии против Советского Союза, получивший кодовое именование «Директива № 21. План „Барбаросса“». В войне против СССР ставилась цель ликвидировать советское государство, завладеть его ресурсами и «германизировать» территорию страны вплоть до Урала согласно идее «жизненного пространства на Востоке» и расовым доктринам нацистов, в частности, предполагавшим физическое истребление евреев (Холокост на территории СССР) и порабощение, истребление, депортации и ассимиляцию славянских и других народностей («Генеральный план Ост»).
В ходе войны Советский Союз в составе антигитлеровской коалиции нанёс наибольший ущерб вооружённым силам Германии и её европейским союзникам, тем самым сыграв решающую роль в их разгроме в Европе. На протяжении трёх лет (1941—1944) против СССР была задействована основная часть сил Германии. После высадки в Нормандии в июне 1944 года союзных войск по антигитлеровской коалиции на Восточном фронте продолжали оставаться до ⅔ действующей сухопутной армии вермахта. Нюрнбергский трибунал, состоявшийся в 1945—1946 годах, дал оценку развязанной Германией агрессивной войне, военным преступлениям, преступлениям против человечности и вынес приговор нацистским преступникам.

## Название

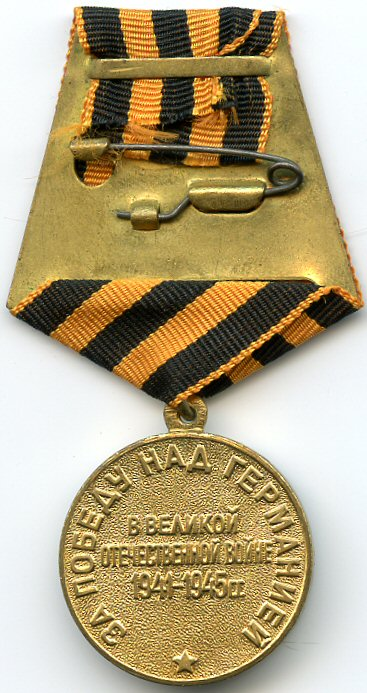
Реверс медали «За победу над Германией в Великой Отечественной войне 1941—1945 гг.», учреждённой Указом Президиума ВС СССР от 9 мая 1945 года

Выражение «Отечественная война» в отношении войны с Германией впервые появилось в выступлении наркома иностранных дел В. М. Молотова по радио 22 июня 1941 года:

В своё время на поход Наполеона в Россию наш народ ответил отечественной войной и Наполеон потерпел поражение, пришёл к своему краху. То же будет и с зазнавшимся Гитлером, объявившим новый поход против нашей страны. Красная Армия и весь наш народ вновь поведут победоносную отечественную войну за Родину, за честь, за свободу.
В число первых употреблений словосочетания «Великая Отечественная война» применительно к войне СССР с Германией входят и статьи газеты «Правда» от 23 и 24 июня 1941 года.
Также термин «Великая Отечественная война» был употреблён в статье В. И. Ленина «Главная задача наших дней», опубликованной в «Известиях» ещё 12 марта 1918 года, вскоре после подписания Брестского мира:

…если Россия идет теперь — а она бесспорно идет — от «Тильзитского» мира к национальному подъёму, к ВЕЛИКОЙ ОТЕЧЕСТВЕННОЙ ВОЙНЕ, то выходом для этого подъёма является не выход к буржуазному государству, а выход к международной социалистической революции.

В радиообращении Сталина к народу 3 июля 1941 года эпитеты «великая» и «отечественная» употребляются раздельно. Поначалу название воспринималось не как термин, а как одно из газетных клише, наряду с другими подобными словосочетаниями: «священная народная война», «священная отечественная народная война», «победоносная отечественная война». Российский историк Олег Будницкий отметил, что название «Великая Отечественная война» родилось по аналогии с Отечественной войной 1812 года. Термин «Отечественная война» был закреплён введением военного Ордена Отечественной войны, учреждённого Указом Президиума Верховного Совета СССР от 20 мая 1942 года.
В 1914—1915 гг. название «Великая Отечественная война» иногда применялось и в неофициальных публикациях к Первой мировой войне.
В англоязычных странах используется термин Eastern Front of World War II (Восточный фронт Второй мировой войны), в немецкой историографии — Deutsch-Sowjetischer Krieg (Немецко-советская война), Russlandfeldzug («Русский поход»), Ostfeldzug («Восточный поход»).
На Украине и ряде европейских стран вместо термина «Великая Отечественная» используется термин «германо-советская» война.

## Военно-политическая ситуация в Европе
По итогу Первой мировой войны (1914—1918) Германия потерпела поражение. Условия Версальского мира, возлагавшего не Германию всю вину за мировую войну, оказались как политически, так и экономически, крайне тяжёлыми, что обострило национальное самосознание. Революционные события в Германии, свергнувшие монархию, предшествовали капитуляции Германии, что позволило германским правым сформировать «легенду об ударе ножом в спину», отрицавшую военное поражение и возлагавшую вину за него на революционеров. Российская империя и Российская республика в ходе войны принадлежали к блоку Антанты, воевавшему с Германией и Центральными державами и одержавшему победу. Однако в результате Октябрьской революции в России была образована советская республика (РСФСР), а к власти пришли большевики, чьё правительство подписало с Германией сепаратный мир; большевики ориентировались на идею мировой революции и поддерживали революционеров социалистической и коммунистической направленности в других странах.
После Октябрьской революции на территории бывшей Российской империи началась гражданская война война между Советской Россией (большевиками) и другими советскими республиками на территории бывшей империи с одной стороны и белыми правительствами России с другой, а кроме того, движениями за независимость и новыми государственными образованиями. Советское правительство не было приглашено на конференцию в Версале, а Антанта не признавала правительство большевиков и оказывала военную поддержку белым, в то время как её представители говорили об опасности распространяющегося большевизма. До подписания Брест-Литовского договора Германия поддерживала движения за независимость и противников большевиков. По итогу договора Германия и Центральные державы получили контроль Польшей, Литвой, Эстонией, Латвией, Финляндией и некоторыми другими районами. По итогу капитуляции Германии перед Антантой и её союзниками эти территории были освобождены в соответствии с условиями Парижской мирной конференции 1919 года в Версале, а Польша, Литва, Эстония, Латвия и Финляндия стали самостоятельными и независимыми государствами.
В результате сепаратного Брест-Литовского договора Советская Россия, с одной стороны, оказалась в числе поверженных государств, а с другой, получила признание Германии и стала субъектом международного права. Сложившаяся в первую очередь для сдерживания Германии Версальско-Вашингтонская система исключала также и Россию, где в Гражданской войне победило правительство большевиков. В 1922 году на основе РСФСР и созданных на территории бывшей Российской империи советских республик был образован Союз Советских Социалистических Республик (СССР). В 1920-е годы было налажено экономическое сотрудничество Германии и СССР, но отношения подрывались курсом большевиков и коммунистов на мировую революцию. Антанта также сотрудничала с Германией, надеясь вовлечь Германию в сдерживание большевизма.
В Германии страх перед «большевизмом» получил обоснование в ходе революции в Германии. Так, марксисты (коммунисты и социал-демократы) участвовали в свержении монархии, а немецкие коммунисты стремились установить власть советов, подобную устанавливаемой в бывшей Российской империи; в Баварии после ликвидации Баварской советской республики в правой среде установился образ «большевизма» как господства инородных элементов, выполняющих волю еврейства и Москвы. Адольф Гитлер, лидер партии нацистов, пришедшей ко власти в Германии в 1933 году, с ранних лет политической карьеры стремился бороться с марксизмом и «большевизмом», который прямо связывал с мировым еврейством (см. теория коммунистического заговора евреев). Для Гитлера евреи были одновременно и революционерами-социалистами, уже свергшими в Германии сильное государство и готовившими новую большевистскую революцию, и капиталистами, эксплуатирующими поверженную Германию. Нацистский антисемитизм соединялся с общими для германских правых империализмом и идеей «жизненного пространства на Востоке». В 1920-е годы Гитлер сформулировал необходимость захвата СССР и превращение его территорий в германские колонии: таким образом были бы устранены и евреи, готовившиеся уничтожить Германию, и было бы обеспечено жизненное пространство. В «Моя борьба» Гитлер постулировал, что так как германские элементы, исторически правившие Российской империей, были уничтожены еврейской революцией, а славяне как низшая раса не могут создать собственное государство, уничтожение власти евреев приведёт и к уничтожению государства в России. Другим врагом в краткосрочной перспективе мыслилась Франция, в то время как Великобритания могла быть потенциальным союзником. В своей докторской диссертации «Стратегия Гитлера» 1965 года немецкий историк Андреас Хиллгрубер подробно остановился на расово-идеологических мотивах нацистского государства для ведения разрушительной войны против Советского Союза: физическое истребление «еврейско-большевистской» элиты страны и самих евреев как её предполагаемых биологических корней; завоевание колониального и жизненного пространства на Востоке для Германской империи и порабощение и истребление славянского населения. Позже Хиллгрубер прямо описал характер операции «Барбаросса» как «намеренную расовую идеологическую войну на уничтожение».
В 1931 году в результате революции в Испании пала монархия, а в 1936 году в Испании произошёл военный переворот правого толка, который вызвал гражданскую войну. Вскоре этот конфликт приобрёл черты опосредованной войны с участием Советского Союза и левых добровольцев из разных стран на стороне республиканского правительства и левых группировок Испании, в то время как нацистская Германия, фашистская Италия и салазаристская Португалия встали на сторону поддержавших переворот испанских националистов во главе с генералом Франсиско Франко. Этот конфликт послужил полигоном и для вермахта, и для Красной армии, чтобы экспериментировать с техникой и тактикой, которые позже были использованы в более широком масштабе во Второй мировой войне.
В 1938—1939 годах произошёл раздел Чехословакии — фактически её захват Германией и Венгрией с переходом одной из областей к Польше. При этом Польша готова была объявить войну СССР, если бы СССР направил свои войска на помощь Чехословакии через польскую территорию. Данный эпизод изучается вне рамок Второй мировой войны.
23 августа 1939 года Германия и СССР заключили пакт о ненападении и Секретный дополнительный протокол к нему, разделивший Восточную Европу между подписавшими сторонами. 1 сентября 1939 года Германия напала на Польшу, вследствие чего Англия и Франция объявили Германии войну. Это считается началом Второй мировой войны. 17 сентября 1939 года СССР занял восточные области Польши (под предлогом защиты коренного населения Западной Украины и Западной Белоруссии), входившие в его зону интересов согласно протоколу. Польское государство было ликвидировано, его территория была разделена между Германией и СССР. Вильнюс был передан Литве, по северной границе которой проходила граница зон влияния Германии и СССР. Зимой 1939—1940 годов СССР пытался захватить Финляндию, признанную его зоной интересов Секретным дополнительным протоколом, и был исключён за это из Лиги наций (Германия вышла из неё в 1933 году).
В течение 1940 года, в соответствии с Секретным дополнительным протоколом, СССР оккупировал и присоединил к себе территории Эстонии, Латвии, Литвы (за исключением Клайпеды, отошедшей в конце 1939 года к Германии), а также Бессарабию и Северную Буковину, отторгнутые от Румынии в июне 1940 года.
Подписав пакт с СССР, посредством которого СССР сохранял себя через союз с Третьим Рейхом, Гитлер надеялся организовать похожий союз с Великобританией, который бы позволил бы ему в дальнейшем захватить СССР, после чего бы Третий Рейх вступил бы в конфронтацию с США.
Разработка плана нападения Германии на СССР велась по указанию Гитлера с июля 1940 года. К этому времени Германия в Западной Европе оккупировала Австрию, Чехию, Данию, Норвегию, Бельгию, Нидерланды, Люксембург, западные территории разделённой Польши, а также нанесла поражение Франции оккупировав часть её территории. Германии удалось кардинально изменить стратегическую ситуацию в Европе, вывести из войны Францию и изгнать с континента британскую армию. Однако в течение последующей битвы за Англию немецкой авиации не удалось достичь господства в воздухе, необходимого для проведения десантной операции на Британские острова. Весной 1941 года Германия была вынуждена оккупировать Югославию ввиду произошедшего там государственного переворота и срочно спасать положение своих итальянских союзников в Греции — по сути, эти вынужденные военные операции на Балканах примерно на два месяца отсрочили вторжение в СССР вооружённых сил европейской коалиции стран «оси», в которую к июню 1941 года, помимо Германии, входили: Италия, Венгрия, Румыния, Болгария, Словакия, Хорватия и Финляндия.

## Подготовка к войне

### В Германии
Решение о войне с СССР и общий план будущей кампании были оглашены Гитлером на совещании с высшим военным командованием 31 июля 1940 года, вскоре после победы над Францией. Ведущее место в планировании нападения занял генеральный штаб сухопутных войск (ОКХ) вермахта во главе с его начальником генерал-полковником Ф. Гальдером. Наряду с генштабом сухопутных войск активную роль в планировании «восточного похода» играл штаб оперативного руководства верховного главнокомандования вооружённых сил Германии (ОКВ) во главе с генералом А. Йодлем, получавшим указания непосредственно от Гитлера.

#### Директива № 21 «Вариант Барбаросса»
18 декабря 1940 года Гитлер подписал директиву № 21 верховного главнокомандования вермахта, получившую условное наименование «Вариант Барбаросса» и ставшую основным руководящим документом в войне против СССР. Вооружённым силам Германии ставилась задача «разгромить Советскую Россию в ходе одной кратковременной кампании», для чего предполагалось использовать все сухопутные войска за исключением тех, которые выполняли оккупационные функции в Европе, а также примерно две трети ВВС и небольшую часть ВМС. Стремительными операциями с глубоким и быстрым продвижением танковых клиньев германская армия должна была уничтожить находившиеся в западной части СССР советские войска и не допустить отхода боеспособных частей в глубь страны. В дальнейшем, быстро преследуя противника, немецкие войска должны были достичь линии, откуда советская авиация была бы не в состоянии совершать налёты на Третий рейх. Конечная цель кампании — выйти на линию Архангельск — Волга — Астрахань, создав там, в случае надобности, условия немецким ВВС для «воздействия на советские промышленные центры на Урале».
31 января 1941 года главнокомандующий сухопутных войск генерал-фельдмаршал В. фон Браухич подписал директиву ОКХ № 050/41 по стратегическому сосредоточению и развёртыванию вермахта, развивавшую и конкретизировавшую принципы войны против СССР, изложенные в директиве № 21, определявшую конкретные задачи всем группам армий, армиям и танковым группам на глубину, которая обеспечивала достижение ближайшей стратегической цели: уничтожение войск Красной Армии к западу от Днепра и Западной Двины.

#### Оперативно-стратегическое планирование
Германское руководство исходило из необходимости обеспечить разгром советских войск на всём протяжении линии фронта. В результате задуманного грандиозного «пограничного сражения» у СССР не должно было оставаться ничего, кроме 30—40 резервных дивизий. Этой цели предполагалось достичь наступлением по всему фронту. Основными оперативными линиями были признаны московское и киевское направления. Их обеспечивали группы армий «Центр» (на фронте 500 км сосредотачивалось 48 дивизий) и «Юг» (на фронте 1250 км сосредотачивалось 40 немецких дивизий и значительные силы союзников). Группа армий «Север» (29 дивизий на фронте 290 км) имела задачу обеспечивать северный фланг группы «Центр», захватить Прибалтику и установить контакт с финскими войсками. Общее число дивизий первого стратегического эшелона, с учётом финских, венгерских и румынских войск, составляло 157 дивизий, из них 17 танковых и 13 моторизованных, и 18 бригад.
На восьмые сутки немецкие войска должны были выйти на рубеж Каунас — Барановичи — Львов — Могилёв-Подольский. На двадцатые сутки войны они должны были захватить территорию и достигнуть рубежа: Днепр (до района южнее Киева) — Мозырь — Рогачёв — Орша — Витебск — Великие Луки — южнее Пскова — южнее Пярну.
После этого следовала пауза продолжительностью двадцать дней, во время которой предполагалось сосредоточить и перегруппировать соединения, дать отдых войскам и подготовить новую базу снабжения. На сороковой день войны должна была начаться вторая фаза наступления. В ходе её намечалось захватить Москву, Ленинград и Донбасс.

#### Обеспечение внезапности операции «Барбаросса»
С самого начала планирования войны против СССР важное место в деятельности германского военно-политического руководства и командования вермахта занимали вопросы дезинформации, стратегической и оперативной маскировки, имевшие целью введение руководства СССР в заблуждение относительно сроков возможного нападения Германии на Советский Союз. Основные мероприятия по дезинформации советского руководства проводились под непосредственным руководством Гитлера и в некоторых случаях при его личном участии.
Дезинформационные мероприятия в политической области должны были демонстрировать приверженность Гитлера советско-германскому пакту о ненападении, убеждать советское руководство в отсутствии у Германии территориальных претензий к СССР, активизировать советско-германские контакты на высшем уровне для обсуждения различных международных проблем, что позволяло бы создавать у советских представителей положительное впечатление о состоянии советско-германских отношений. Большое значение придавалось тому, чтобы не допустить создания в Европе блока антифашистских государств.
Создавая благоприятные условия для подготовки к войне, Гитлер прикрывал свои агрессивные замыслы мероприятиями дипломатического характера, которые были призваны демонстрировать советскому руководству сравнительно высокий уровень развития советско-германских отношений. На фоне демонстрации этих «добрососедских» отношений началась постепенная переброска германских войск с западного на восточное направление, поэтапное оборудование театра будущей войны. Наращивание объёмов производства оружия, военной техники и других товаров военного предназначения, а также проведение дополнительных мобилизационных мероприятий объяснялись необходимостью ведения войны против Великобритании. Успешное проведение операции прикрытия подготовки к агрессии обеспечило вермахту внезапность и стратегическую инициативу на первом этапе войны.
Сталин получал многочисленные доклады разведки о росте противостоящих сил на границе, но не смог правильно определить момент непосредственной угрозы нападения. Советская разведка довольно точно вскрыла германские силы на границе, но заметно переоценила общее количество германских войск, а особенно количество подвижных соединений (моторизованных, танковых, авиацию). Израильский историк Габриэль Городецкий считал, что Сталин пребывал в неведении, полностью полагаясь на советско-германский пакт о ненападении, а когда увидел неизбежное нападение, то просто растерялся (в этом он опирается на воспоминания маршала Жукова). Другие историки объясняют это многочисленностью предупреждений советской разведки из-за неоднократного переноса даты вторжения Гитлером, недоверием Сталина к разведке, и другими факторами[прояснить].

#### Нацистские планы в отношении СССР
Германские планы в отношении оккупации СССР на начало войны не были проработаны и доведены до исполнителей, в результате на различных участках фронта отношения между вермахтом и населением СССР значительно отличались. Выполняя указания фюрера о ликвидации евреев, оккупационные власти широко использовали помощь коллаборантов; вопрос ликвидации колхозов, восстановления частной собственности и религиозных свобод решался по-разному: от раздачи земли на Дону и в Прибалтике, до строгого сохранения колхозов в Беларуси и основной части Украины.
Действия германских властей в отношении партизан и сочувствующих им отличались большой жестокостью. По данному вопросу указания исходили непосредственно от Гитлера и Гиммлера, считавших проявление гуманности излишним. Также были разрушены все попытки создания национальных правительств, хотя бы и полностью подконтрольных Берлину. Аналогично с этим, Гитлер считал недопустимым создание крупных соединений из населения СССР, в результате чего самыми большими единицами были так называемые восточные легионы. Основная же часть военнослужащих вермахта из населения СССР (так называемые хиви), входили в состав немецких дивизий, составляя в 1943 году в них 15-20 % состава (600 000 военнослужащих). Это позволило вермахту компенсировать потери и обходиться меньшим количеством немцев на фронте. Такие объединения как Русская освободительная армия, Русский корпус, казачьи войска были незначительны по составу и имели скорее пропагандистское, чем военное значение.
Хозяйственное использование оккупированных земель предполагало максимальный вывоз продовольствия и сырья в Германию. Промышленность и транспорт восстанавливались в оккупации частично, система образования упрощалась, сводясь к начальному образованию и церковно-приходским школам. Исключением являлась самостоятельно управляемая Локотская республика, имевшая более полумиллиона населения, собственную администрацию и вооружённые силы, добившуюся во время оккупации значительного экономического успеха. В дальнейшем немецкими планами после войны предполагалась передача Германии Крыма, постепенная колонизация Белоруссии и Украины, присоединение Прибалтики непосредственно к рейху, изгнание и постепенное сокращение населения славянских земель. Однако в связи с военным поражением Германии эти планы не были реализованы.

### В СССР
Благодаря форсированной индустриализации в ходе довоенных пятилеток (с 1925 года) СССР по абсолютным показателям промышленного производства занял второе место в мире после США, при этом доля оборонных расходов составила 32,5 % госбюджета. При этом на востоке страны производилось лишь 20 % промышленной продукции. Перевести экономику на военные рельсы в СССР удалось в 1942 году после пуска около 2600 эвакуированных из западных районов предприятий. Германия перевела экономику на военные рельсы только в 1943 году.
В 1927—1937 годах на старой западной государственной границе было построено 13 укреплённых районов, а в 1938—1939 годах дополнительно началось возведение ещё 8 укрепрайонов. В 1940—1941 годах началось строительство ещё 20 таковых на новой государственной границе. 21 мая 1941 года решением правительства было намечено сформировать укреплённые районы в две очереди: на новой границе — к 1 июля, на старой — к 1 октября 1941 года. Таким образом, укреплённые районы как на новой, так и на старой границе к моменту нападения нацистской Германии оказались, по существу, не готовыми к бою.
К 1 сентября 1939 года СССР имел 99 дивизий, к 22 июня 1941 года — 303 дивизии. Численность РККА за этот период выросла почти втрое (до 5,3 млн чел.), однако, после окончания мобилизации должна была составить 8,9 млн чел. Вермахт к июню 1941 года был полностью мобилизован (7,3 млн чел.).
26 июня 1940 года вышел указ «О переходе на восьмичасовой рабочий день, на семидневную рабочую неделю и о запрещении самовольного ухода рабочих и служащих с предприятий и учреждений», запрещавший увольнение с предприятий и вводивший уголовную ответственность за опоздания и прогулы. При этом работники могли быть переведены на другие предприятия принудительно, что устанавливал указ от 19 октября 1940 года «О порядке обязательного перевода инженеров, техников, мастеров, служащих и квалифицированных рабочих с одних предприятий и учреждений в другие». 3 октября 1940 года был издан указ «О государственных трудовых резервах СССР», по которому в специальные учебные заведения мобилизовались подростки с 14 лет и обучение в которых происходило в сочетании с выполнением производственных норм.
18 сентября 1940 года советскому правительству был представлен доклад «Об основах стратегического развёртывания Вооружённых Сил Советского Союза на Западе и Востоке на 1940—1941 гг.». Генеральный штаб верно определил развёртывание главных сил нацистской Германии к северу от устья реки Сан. Тем не менее главную группировку войск после обсуждения доклада руководителями партии и правительства 5 октября 1940 года было решено развернуть к югу от Бреста, то есть против неосновных сил противника, с тем чтобы мощным ударом на люблин-бреславском направлении на первом же этапе войны отрезать Германию от Балканских стран, вывести их из войны, лишив тем самым рейх важнейших экономических баз. В этом Юго-Западному фронту должна была содействовать 4-я армия из состава Западного фронта, основные силы которого должны были овладеть Восточной Пруссией.
В середине 1940 года были разработаны «Соображения об основах стратегического развёртывания Вооружённых Сил Советского Союза на Западе и Востоке на 1940—1941 гг.», которые перерабатывались до начала войны не менее пяти раз (июль, сентябрь, октябрь 1940 года, март, май 1941 года). 15 мая 1941 года руководство Генерального штаба отмечало, что главный противник — Германия содержит свою армию полностью отмобилизованной, имея развёрнутые тылы. Был сделан вывод, что «в этих условиях она имеет возможность упредить советские войска в развёртывании и нанесении внезапного удара». Тем не менее в рабочих вариантах «Соображений» предлагалось «упредить противника в развёртывании и атаковать германскую армию в тот момент, когда она будет находиться в стадии развёртывания и не успеет ещё организовать фронт и взаимодействие родов войск». В расчётах по-прежнему определялись решительные цели и глубокие задачи войскам. Прорабатывались действия войск по нанесению двух ударов: одного, главного — на Краков, Катовице и другого — на Варшаву, Дембшин с выходом к 30-му дню операции на рубеж Лодзь, Оппельн.

## Положение к 22 июня 1941 года

### Германия
К 22 июня 1941 года у границ СССР было сосредоточено и развёрнуто 3 группы армий (в первом стратегическом эшелоне 157 дивизий, из них 17 танковых и 13 моторизованных, и 18 бригад, включая войска союзников). Поддержку с воздуха осуществляли 3 воздушных флота.
В полосе от Гольдапа до Мемеля на фронте протяжённостью 230 км располагалась группа армий «Север» (29 немецких дивизий при поддержке 1-го воздушного флота) под командованием генерал-фельдмаршала В. Лееба. Входящие в её состав дивизии были объединены в 16-ю и 18-ю армии, а также 4-ю танковую группу. Директивой от 31 января 1941 года ей ставилась задача «уничтожить действующие в Прибалтике силы противника и захватом портов на Балтийском море, включая Ленинград и Кронштадт, лишить русский флот его опорных баз». На Балтике для поддержки группы армий «Север» и действий против Балтийского флота немецким командованием было выделено около 100 кораблей, в том числе 28 торпедных катеров, 10 минных заградителей, 5 подводных лодок, сторожевые корабли и тральщики.
Южнее, в полосе от Голдапа до Влодавы на фронте протяжённостью 500 км располагалась группа армий «Центр» (50 немецких дивизий и 2 немецкие бригады, поддерживаемые 2-м воздушным флотом) под командованием генерал-фельдмаршала Ф. Бока. Дивизии и бригады были объединены в 9-ю и 4-ю полевые армии, а также 2-ю и 3-ю танковые группы. Задачей группы было: «Наступая крупными силами на флангах, разгромить войска противника в Белоруссии. Затем, сосредоточив подвижные соединения, наступающие южнее и севернее Минска, возможно быстрее выйти в район Смоленска и создать тем самым предпосылки для взаимодействия крупных танковых и моторизованных сил с группой армий „Север“ с целью уничтожения войск противника, действующих в Прибалтике и районе Ленинграда».
В полосе от Полесья до Чёрного моря на фронте протяжённостью 1300 км была развёрнута группа армий «Юг» (44 немецкие, 13 румынских дивизий, 9 румынских и 4 венгерские бригады, которые поддерживались 4-м воздушным флотом и румынской авиацией) под командованием Г. Рундштедта. Группировка была разбита на 1-ю танковую группу, 6-ю, 11-ю и 17-ю немецкие армии, 3-ю и 4-ю румынские армии, а также венгерский корпус. По плану «Барбаросса» войскам группы «Юг» предписывалось: имея впереди танковые и моторизованные соединения и нанося главный удар левым крылом на Киев, уничтожить советские войска в Галиции и западной части Украины, своевременно захватить переправы на Днепре в районе Киева и южнее обеспечить дальнейшее наступление восточнее Днепра. 1-й танковой группе предписывалось во взаимодействии с 6-й и-17-й армиями прорваться между Рава-Русской и Ковелем и через Бердичев, Житомир выйти к Днепру в районе Киева. Далее, двигаясь вдоль Днепра в юго-восточном направлении, она должна была воспрепятствовать отходу оборонявшихся советских частей на Правобережной Украине и уничтожить их ударом с тыла.
Помимо этих сил на территории оккупированной Норвегии и в Северной Финляндии — от Варангер-фьорда до Суомуссалми — была развёрнута отдельная армия вермахта «Норвегия» под командованием генерала Н. Фалькенхорста. Она находилась в непосредственном подчинении верховного командования германских вооружённых сил (ОКВ). Армии «Норвегия» ставились задачи — захватить Мурманск, главную военно-морскую базу Северного флота Полярный, полуостров Рыбачий, а также Кировскую железную дорогу севернее Беломорска. Каждый из трёх её корпусов был развёрнут на самостоятельном направлении: 3-й финский корпус — на кестеньгском и ухтинском, 36-й немецкий корпус — на кандалакшском и горнострелковый немецкий корпус «Норвегия» — на мурманском.
В резерве ОКХ находилось 24 дивизии. Всего для нападения на СССР было сосредоточено 181 дивизия (в том числе 19 танковых и 14 моторизованных, 18 бригад) в составе 5,5 млн чел., 3712 танков, 47 260 полевых орудий и миномётов, 4950 боевых самолётов.

### Советский Союз
На 22 июня 1941 года в приграничных округах и флотах СССР в составе 15 армий из 172 дивизий (в том числе 40 танковых, укомплектованных примерно наполовину): 3 289 850 солдат и офицеров, 59 787 орудий и миномётов, 10 743 самолёта (новые самолёты составляли лишь около 20 %), 12 782 танка (из них 1475 танков Т-34 и КВ). В составе трёх флотов имелось около 220 тысяч человек личного состава, 182 корабля основных классов — 3 линкора, 7 крейсеров, 45 лидеров и эсминцев и 127 подводных лодок. Непосредственную охрану всей государственной границы несли пограничные части (сухопутные и морские) восьми пограничных округов (из них 5 на западе). Вместе с оперативными частями и подразделениями внутренних войск они насчитывали около 100 тысяч человек.
Функции предстоящего прикрытия границы возлагались на войска пяти приграничных округов: Ленинградского, Прибалтийского особого, Западного особого, Киевского особого и Одесского. С моря их действия должны были поддерживать три флота: Северный, Краснознамённый Балтийский и Черноморский.
Войска Прибалтийского военного округа под командованием генерала Ф. И. Кузнецова включали в себя 8-ю и 11-ю армии, 27-я армия находилась на формировании западнее Пскова. Эти части занимали участок от Балтийского моря до южной границы Литвы протяжённостью 300 км.
Войска Западного особого военного округа под командованием генерала армии Д. Г. Павлова прикрывали минско-смоленское направление от южной границы Литвы до реки Припять на фронте протяжённостью 470 км. В состав этого округа входили 3-я, 4-я и 10-я армии. Кроме того соединения и части 13-й армии формировались в районе Могилёв, Минск, Слуцк. Эта группа советских войск насчитывала 44 дивизии, в том числе 12 танковых, укомплектованных менее чем наполовину: 2,5 тыс.танков, в том числе 0,5 тыс. новых Т-34 и КВ.
Войска Киевского особого военного округа (58 дивизий, в том числе 16 танковых, укомплектованных чуть более чем наполовину: 4,8 тыс. танков, в том числе 0,8 тыс. новых Т-34 и КВ) под командованием генерала М. П. Кирпоноса в составе 5-й, 6-й, 12-й и 26-й армий и соединений окружного подчинения занимали позиции на участке границы протяжённостью 860 км от Припяти до Липкан.
Войска Одесского военного округа (9-я армия, мощнейшая из советских армий: 22 дивизии, в том числе 4 танковых, укомплектованных менее чем наполовину: 0,8 тыс.танков) под командованием генерала Я. Т. Черевиченко прикрывали границу на участке от Липкан до устья Дуная протяжённостью 480 км. При образовании в последних числах июня Южного фронта в него кроме 9-й армии вошла также 18-я армия.
Войска Ленинградского военного округа под командованием генерала М. М. Попова должны были защищать границы северо-западных районов страны (Мурманская область, Карело-Финская ССР и Карельский перешеек), а также северное побережье Эстонской ССР и полуостров Ханко. Протяжённость сухопутной границы на этом участке достигала 1300 км, а морской — 380 км. Здесь располагались — 7-я, 14-я, 23-я армии и Северный флот.
Ещё 7 армий (16-я, 19-я, 22-я, 24-я, 28-я, 20-я, 21-я) в составе 77 дивизий образовывали второй стратегический эшелон РККА, из которых 23 дивизии предназначалось на юго-запад, 9 на запад и 19 формировались западнее Москвы. Из 32 предназначенных в западные округа дивизий 16 прибыли туда к 22 июня. Из-за катастрофического разгрома белостокской группировки советских войск в начале войны весь второй эшелон был направлен на Западный фронт.

### Соотношение сил
Мощнейшей из немецких групп армий была группа «Центр», имевшая в своём составе 2 танковых группы из 4-х. Она превосходила войска советского Западного фронта по живой силе почти вдвое, при этом уступая по танкам почти вдвое и по самолётам — в 1,2 раза.
Мощнейший из советских — Юго-Западный фронт с 9-й отдельной армией — превосходили противостоявшие им группу армий «Юг» по танкам в 7 раз, по самолётам в 2,6 раз, по орудиям в 1,7 раз, примерно равняясь по живой силе.
Несмотря на превосходство Красной армии по основным показателям, за исключением личного состава (по причине недоукомплектованности, в отличие от вермахта; после окончания мобилизации численность РККА должна была составить 8,9 млн чел.), немецкие войска на направлениях своих главных ударов имели многократное преимущество над непосредственно противостоявшими им советскими частями:
- 6-я немецкая армия и 1-я танковая группа против советской 5-й армии на юге;
- 4-я немецкая армия и 2-я танковая группа против 4-й советской армии в центре;
- 3-я танковая группа против 11-й советской армии[56].

По мнению Мельтюхова, существенного качественного превосходства техники у вермахта не было. Так, все имевшиеся на вооружении Германии танки были легче 23 тонн, в то время как у РККА имелись средние танки Т-34 и Т-28 весом свыше 25 тонн, а также тяжёлые танки КВ и Т-35 весом свыше 45 тонн. При этом историки, как правило, выделяют средние танки Т-34 и тяжёлые танки КВ как «новые». Тем не менее по огневой мощи эти танки равнялись немецкому танку T-IV, уступавшему им в бронировании и, соответственно, массе. По немецкой классификации только T-IV считался тяжёлым танком (0,6 тыс. шт.), по ней в советской армии было 1,9 тыс. тяжёлых танков.
Что касается самолётов, то около 70 % немецкой авиации было сосредоточено для нападения на СССР, в то время как СССР на западной границе имел около 40 % своей авиации. В люфтваффе доля истребителей и бомбардировщиков была равной (примерно по 1 тыс. на восточной границе), в СССР истребители составляли около половины, а бомбардировщики — около четверти. При этом новых моделей было: истребителей — около 1 тыс. шт., бомбардировщиков — около 0,5 тыс. шт. Лётная подготовка советских лётчиков составляла 30—180 часов, а немецких 450 часов, что давало последним качественное преимущество.
|                          | Вермахт   | Красная армия | Соотношение |
| ------------------------ | --------- | ------------- | ----------- |
| Дивизии                  | 166       | 190           | 1 : 1,1     |
| Личный состав            | 4 329 500 | 3 262 851     | 1,3 : 1     |
| Орудия и миномёты        | 42 601    | 59 787        | 1 : 1,4     |
| Танки и штурмовые орудия | 4364      | 15 687        | 1 : 3,6     |
| Самолёты                 | 4795      | 10 743        | 1 : 2,2     |

|          | Личный состав | Стрелковое оружие | Арт. вооруж. | Танки  | Самолёты | Боевые корабли | Мех. транспорт |
| -------- | ------------- | ----------------- | ------------ | ------ | -------- | -------------- | -------------- |
| Всего    | 5 434 729     | 7 983 119         | 117 581      | 23 106 | 24 488   | 910            | 528 571        |
| Исправно |               |                   |              | 18 691 | 21 030   |                |                |

## Силы сторон и их союзники

### Численность и государственная принадлежность сил
| Сравнительные таблица расстановки сил действующей армии на Восточном фронте, 1941—1945 гг. | |                                                                 |
| Дата                                                                                       | Силы Оси на Восточном фронте | Советские войска                                                |

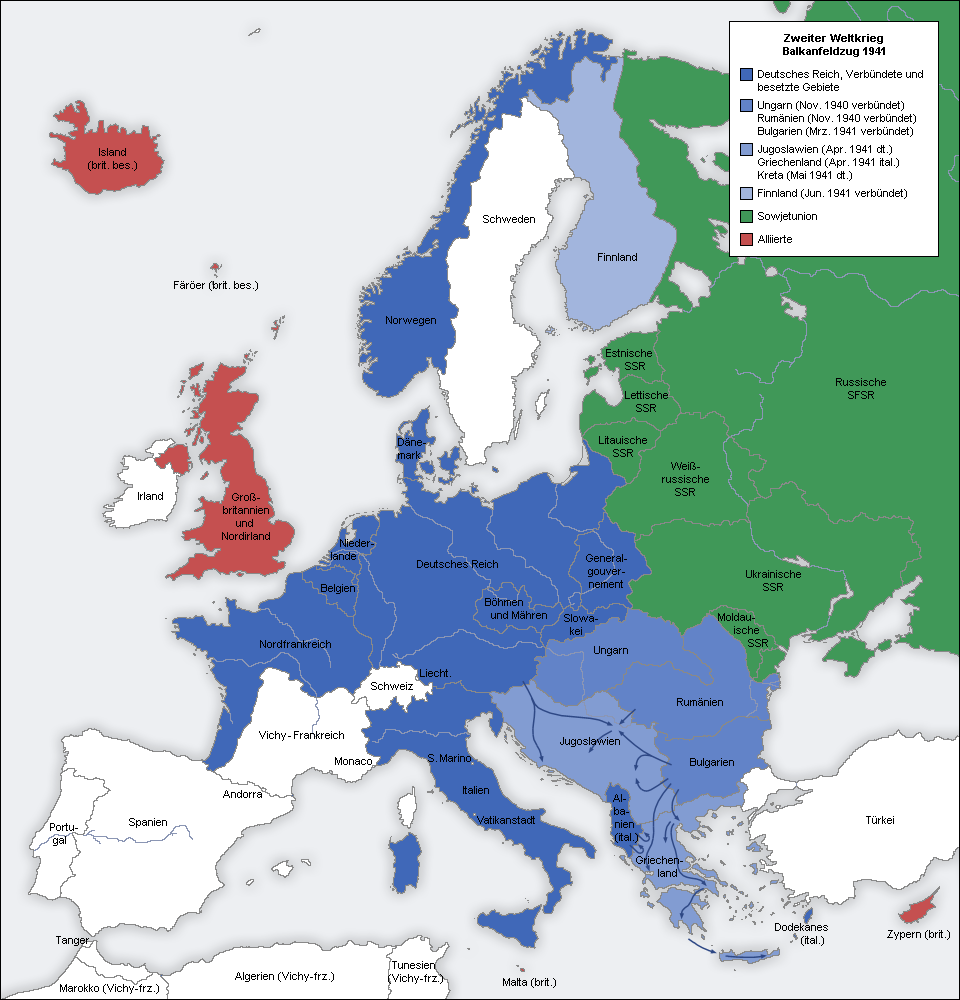
Синий цвет — Германия, её завоевания и союзники. Красный — территории, подконтрольные Великобритании. Зелёный — СССР

| июнь 1941                                                                                  | 3 050 000 (Восточный фронт) и 67 000 (северная Норвегия) немцы, 500 000 финны, 150 000 румыны, 62 000 итальянцы, словаки и др. Итого: 3 829 000 (80 % от сил армии)  | 2 680 000 (на фронте) Всего: 5 080 977 (общая численность)      |
| Июнь 1942                                                                                  | 2 600 000 (Восточный фронт) и 90 000 (северная Норвегия) немцы, 430 000 финны, 600 000 румыны, венгры, итальянцы, словаки и др. Итого: 3 720 000 (80 % от сил армии) | 5 313 000 (на фронте); 383 000 (в госпитале) Всего: 9 350 000   |
| Июль 1943                                                                                  | 3 403 000 (Восточный фронт) и 80 000 (северная Норвегия) немцы, 400 000 финны, 150 000 румыны, венгры, словаки и др. Итого: 3 933 000 (63 % от численности армии)    | 6 724 000 (на фронте); 446 445 (в госпитале) Всего: 10 300 000  |
| Июнь 1944                                                                                  | 2 460 000 (Восточный фронт) и 60 000 (Норвегия) немцы, 300 000 финны, 550 000 румыны, венгры, словаки и др. Итого: 3 370 000 (62 % от численности армии)             | 6 425 000 (на фронте)                                           |
| Январь 1945                                                                                | 2 230 000 немцы, 100 000 венгры Итого: 2 330 000 (60 % от численности армии)                                                                                         | 6 532 000 (+360 000 поляки, румыны, болгары, и др. (на фронте)) |
| Апрель 1945                                                                                | 1 960 000 (в основном немцы) | 6 410 000 (+450 000 поляки, румыны, болгары, и др. (на фронте)) |

Численность вооружённых сил вермахта в разные годы войны (в тыс. чел.)
| Год  | Действующая армия | Армия резерва | Сухопутные силы в целом | Военно-воздушные силы | Военно-морской флот | Войска СС | Всего. Вооружённые силы и войска СС |
| 1939 | 2741              | 996           | 3737                    | 400                   | 50                  | 35        | 4222                                |
| 1940 | 3650              | 900           | 4550                    | 1200                  | 250                 | 50        | 6050                                |
| 1941 | 3800              | 1200          | 5000                    | 1680                  | 404                 | 150       | 7234                                |
| 1942 | 4000              | 1800          | 5800                    | 1700                  | 580                 | 230       | 8310                                |
| 1943 | 4250              | 2300          | 6550                    | 1700                  | 780                 | 450       | 9480                                |
| 1944 | 4000              | 2510          | 6510                    | 1500                  | 810                 | 600       | 9420                                |
| 1945 | 3800              | 1500          | 5300                    | 1000                  | 700                 | 830       | 7830                                |

В войне против Советского Союза участвовали армии союзников Германии — Италии, Венгрии, Румынии, Финляндии и Словацкой республики. Помимо этого, в вермахте и СС служили граждане дружественных Третьему Рейху стран и марионеточных государств; также на стороне Третьего Рейха в боевых действиях участвовали граждане оккупированных Третьим Рейхом стран, в том числе и граждане СССР.
В то же время на стороне Советского Союза в РККА создавались формирования, действовавшие от имени правительств стран, оккупированных Третьим Рейхом. На стороне Советского Союза в боевых действиях также участвовали граждане стран «Оси», в том числе и самого Третьего Рейха.

### Союзники Третьего Рейха

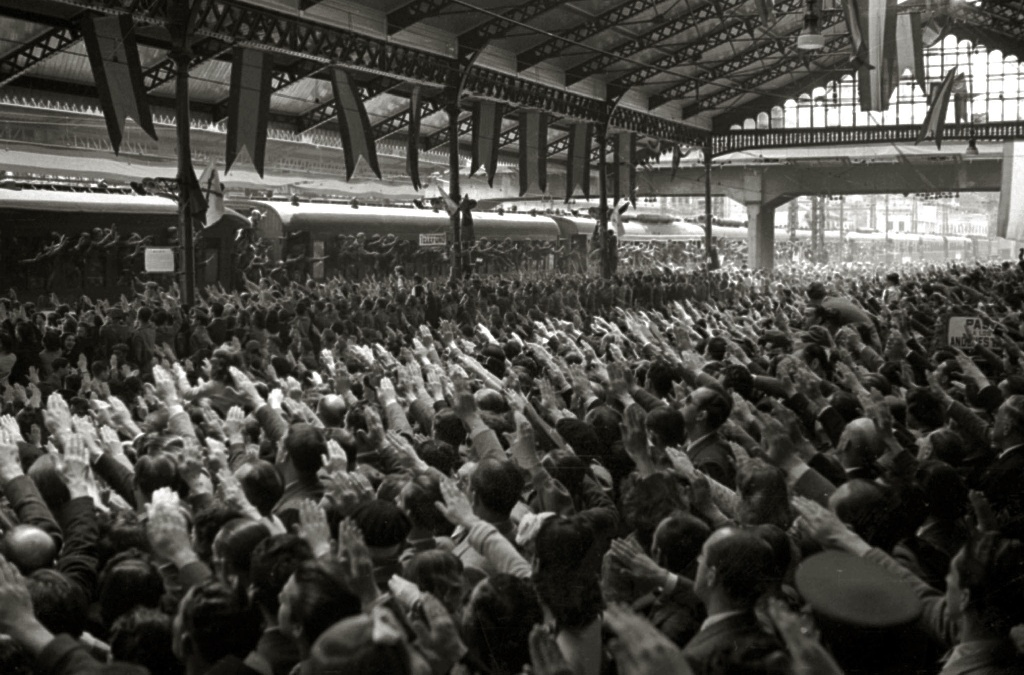
Прибытие Голубой дивизии добровольцев франкистской Испании на вокзал в Сан-Себастьяне, 1942

Фашистская Италия летом 1941 года направила для участия в войне против СССР экспедиционный корпус, в июле 1942 года преобразованный в общевойсковую армию численностью до 200 тыс. чел. Италия не имела территориальных претензий к СССР. Она стремилась к доминированию на Средиземноморском театре (лозунг: «Корсика-Ницца-Савоя и Мальта-Кипр — итальянские»), а также к расширению своих территорий на Балканах за счёт Югославии (район Триест—Фиуме).
Румыния направила армию в 200 000 человек: охранные части, авиаэскадрильи, Черноморский флот и Дунайская военная флотилия. Ближайшими целями Румынии были Бессарабия и Северная Буковина — территории, которые силой отобрал у неё СССР в 1940 году, перспективными — Черноморское побережье от Дуная до Днепра, включая Крымский полуостров. Судя по всему, этих территорий в случае победы нацистской Германии Румыния бы не получила.
Венгрия имела три полевые армии и экспедиционный корпус, численностью войск свыше 500 тыс. человек. Целью Венгрии были Закарпатье, Северная Трансильвания и некоторые югославские территории.
Финляндия 25 июня 1941 года двинула против СССР две армии, охранные части, ВВС и ВМФ, общая численность войск до 450 тыс. человек. Целью было вернуть земли, присоединённые СССР в 1940 году по итогам Зимней войны. В финской историографии для названия этих военных действий преимущественно используется термин «Война-продолжение» (фин. Jatkosota), что, с одной стороны, подчёркивает тот факт, что в ходе этой войны Финляндия вновь подверглась агрессии со стороны СССР.
В войне против СССР непосредственно участвовали воинские части Словацкой республики, существовавшей при поддержке Третьего Рейха при оккупации Чехии, эквивалентные 2,5 дивизиям (две пехотные дивизии, один гаубичный полк, один полк противотанковой артиллерии, один зенитно-артиллерийский полк, один авиаполк и один танковый батальон — в общей сложности, 42,5 тыс. военнослужащих, 246 орудий и миномётов, 35 танков и 160 самолётов).
Третье Болгарское царство не объявляло войну СССР, и болгарская армия не участвовала в войне против СССР, но было принято решение «умиротворить Германию, сделав множество сравнительно незначительных уступок». В ходе войны Болгария направила несколько делегаций высокопоставленных офицеров в оккупированную часть СССР, важную роль в этом деле сыграл начальник Генерального штаба болгарской армии Константин Лукаш. Несмотря на отсутствие официальных заявлений о войне с обеих сторон, болгарский флот был вовлечён в ряд стычек с советским Черноморским флотом, который атаковал болгарские суда. Участие Болгарии в оккупации Греции и Югославии и военные действия против греческих и югославских партизан также высвободили немецкие дивизии для отправки на Восточный фронт. Кроме того, Болгария предоставила в распоряжение немецкого военного командования все основные аэродромы и порты Варна и Бургас, которые немцы использовали для снабжения войск на Восточном фронте.
Дружественная Третьему Рейху франкистская Испания в 1941 году направила для участия в войне против СССР одну пехотную дивизию (получившую название «голубая дивизия»), в военно-воздушных силах Германии действовали испанские «голубые эскадрильи».
Независимое государство Хорватия, созданное в оккупированной Югославии, в 1941 году участвовало в создании хорватских легионов Германии и Италии — пехотные, воздушный и морской. Ещё три дивизии Вермахта и две дивизии войск СС, укомплектованные хорватами и боснийскими мусульманами, приняли участие в боях против Красной армии во время освобождения ею Югославии и Венгрии, в то время как непосредственно армия Хорватии оставалась на Балканах. Тем не менее, де-юре хорватский полк вермахта был частью хорватской армии, возглавлялся хорватскими офицерами и был организован правительством Хорватии.

### Коллаборационистские формирования Третьего Рейха

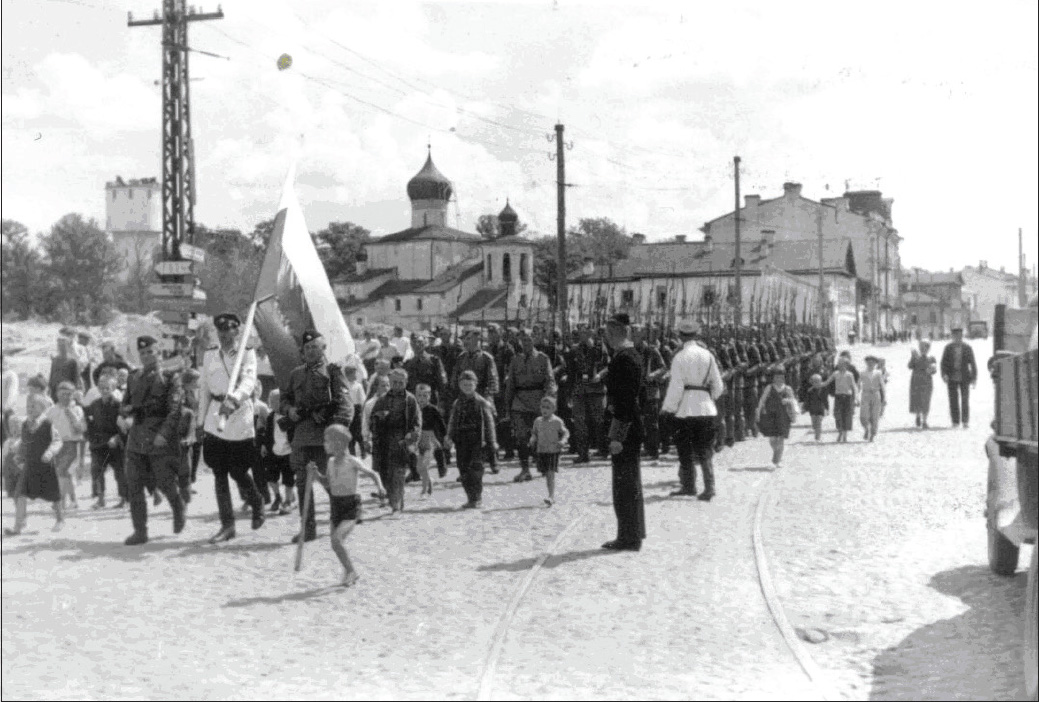
Парад Русской освободительной армии с флагом России в Пскове, 1943

Вермахт и войска СС пополнили свыше 1,8 млн человек из числа граждан других государств и национальностей. Из них в годы войны было сформировано 59 дивизий, 23 бригады, несколько отдельных полков, легионов и батальонов. Многие из них носили наименования по территориальной или национальной принадлежности: «Валлония», «Галичина», «Богемия и Моравия», «Викинг», «Денмарк», «Гембез», «Лангемарк», «Нордланд», «Недерланд», «Шарлемань» и другие. В эти формирования набирались граждане оккупированных стран Европы.
На стороне Германии выступала Русская освободительная армия (РОА), формируемая главным образом из числа изменивших присяге русских советских военнопленных, в 1945 году находившаяся под командованием бывшего генерала РККА Андрея Власова, председателя Комитета освобождения народов России (КОНР). От фамилии Власова происходит термин «власовцы», который часто применяется и к другим русским прогерманским формированиям, к которым он не имел отношения, таким как Русская освободительная народная армия (РОНА), сначала бывшая вооружёнными силами «Локотской республики», созданной на оккупированных территориях РСФСР, позже ставшая 29-й гренадёрской дивизией СС, дивизия «Руссланд», бригада СС «Дружина», а также к «хиви» — персоналу вспомогательных подразделений вермахта. На стороне Германии также действовали Русский корпус генерала Штейфона, корпус генерал-лейтенанта царской армии Петра Краснова и ряд отдельных частей, сформированных из граждан СССР и белоэмигрантов.
Спецбатальоны Абвера, состоящие из украинских националистов из ОУН — «Нахтигаль» и «Роланд». «Нахтигаль» захватывал Львов, участвовал в боях с РККА под Винницей. Батальон «Роланд» был направлен для поддержки немецких войск в Румынию, затем в Молдавию, но участия в боевых действиях не принимал. К осени[когда?]

 украинские батальоны были расформированы, а их личный состав был сведён в одно подразделение — 201-й батальон охранной полиции[страница не указана 1651 день].
На стороне Третьего Рейха также использовались национальные формирования из уроженцев Северного Кавказа и Закавказья — Батальон Бергманн, Грузинский легион, Азербайджанский легион, Северокавказский отряд СС и т. д. Также из граждан СССР создавались такие формирования, как Украинская освободительная армия и Украинская национальная армия вермахта, Белорусская краевая оборона, формально подчинявшаяся Белорусской центральной раде (марионеточной администрации в оккупированной Беларуси), и Легион «Идель-Урал».
В составе армии гитлеровской Германии воевал 15-й казачий кавалерийский корпус СС генерала фон Паннвица и другие казачьи части. Для того, чтобы обосновать использование казаков в вооружённой борьбе на стороне Германии, была разработана «теория», в соответствии с которой казаки объявлялись потомками остготов.

### Союзники и иностранные формирования СССР

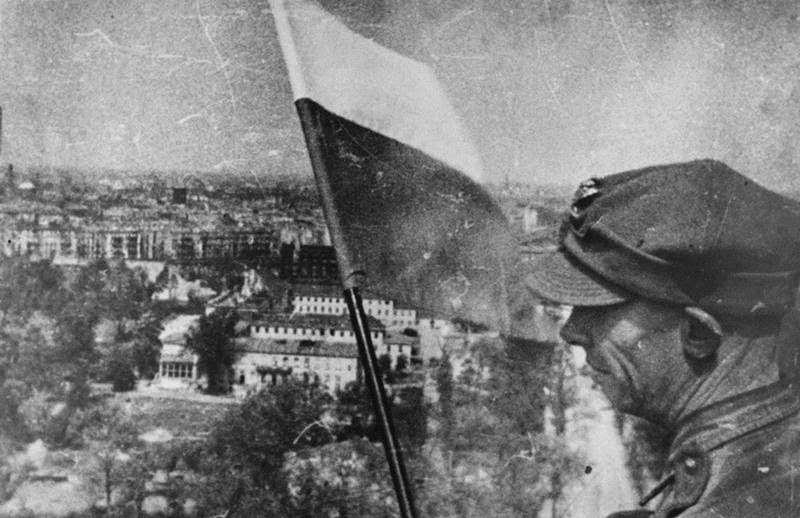
Солдат армии Польши, формировавшейся в РККА, устанавливает флаг Польши на колонне Победы. 2 мая 1945 года, Берлин.

У СССР также были формирования, в которые набирались формирования из иностранных граждан, и на стороне СССР сражались как граждане оккупированных «осью» государств, в том числе и мобилизованных в вермахт, так и граждане самой «оси». Наибольшего размера в первом случае достигли польские формирования: в 1944 году Польша стала полноценным союзником СССР с собственным суверенным правительством, а польские формирования РККА стали армиями польского государства. Некоторое сходство советских и германских иностранных формирований отмечается современными восточноевропейскими историками, к освобождению Европы при участии РККА относящимися критически: например, «коллаборационистскими» считаются в представленной Институтом национальной памяти Польши историографии польские части РККА.

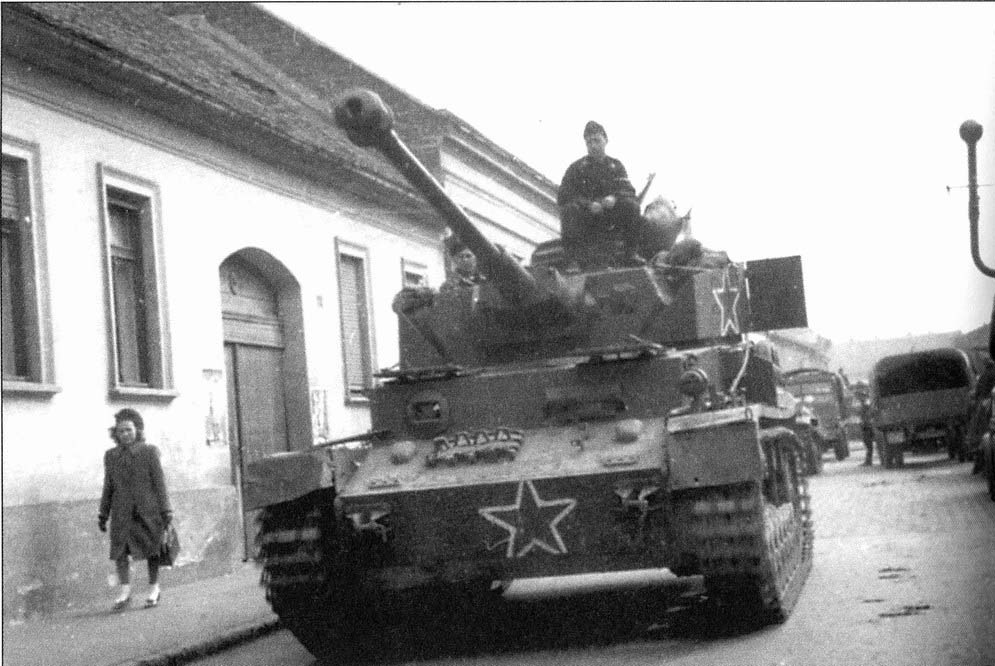
Болгарские солдаты в Венгрии на немецком танке Pz.Kpfw. IV; на танке нарисована пятиконечная звезда, чтоб танк можно было отличить от вражеского

Кроме того, с 1944 года по требованию СССР в операциях РККА участвовали армии Болгарии и Румынии, причём как и иностранные формирования, армии иностранных государств также входили в РККА. Так, за пять дней до подписания перемирия, 7 сентября 1944 года, с согласия румынского правительства румынская армия перешла в оперативное подчинение командующего 2-м Украинским фронтом: 4-я армия была подчинена 27-й советской армии РККА, а 1-я армия — 53-й армии РККА; воздушную поддержку обеспечивал 1-й авиационный корпус ВВС Румынии. Болгарские войска также входили в состав РККА: 1-я болгарская армия вошла в состав 3-го Украинского фронта, началась перестройка болгарской армии при участии советского правительства из «буржуазной» в «демократическую», так как её организация считалась устаревшей, и так как в её командовании были промонархические и профашистские круги. 1-я болгарская армия в ходе боёв на стороне РККА потеряла 16,4 тыс. человек убитыми и ранеными, что относительно её личного состава составляло 12,5 %.
На стороне СССР воевали граждане государств, оккупированных Третьим Рейхом, во время войны представленных правительствами в изгнании. Так, от имени Сражающейся Франции на стороне СССР действовал авиаполк «Нормандия — Неман»; от имени правительства Чехословакии в изгнании действовали чехословацкие военные части в РККА, объединённые в 1-й Чехословацкий армейский корпус. С ноября 1944 года началось формирование норвежских отрядов в СССР, которые принимали участие в освобождении Финнмарка, и на 21 января эти формирования, включая 1 батальон, насчитывали 1350 человек. 13 февраля 1945 года распоряжением заместителя наркома обороны Н. А. Булганина норвежские отряды численностью до 2 тыс. человек были приняты на довольствие за счёт ресурсов 14-й армии.
Подобным образом от имени польского правительства в изгнании была создана «армия Андерса», не принявшая участия на Восточном фронте; в 1943 году СССР разорвал отношения с правительством в изгнании. С 1943 года началось формирование новых польских частей в РККА, первой стала 1-я Варшавская пехотная дивизия; 21 июля 1944 года было официально учреждено Войско Польское, когда были оглашены манифест Польского комитета национального освобождения (ПКНО), временного просоветского правительства Польши, и декрет Крайовой Рады Народовой, временного просоветского парламента Польши, об объединении партизанской Армии Людовой с 1-й польской армией РККА в единое Войско Польское, а также декрет о назначении Верховного командования Войска Польского. Во второй половине 1944 года, когда были организованы две общевойсковые армии с авиацией и бронетанковым оружием, численность польской армии возросла до 300 тысяч человек. 31 июля советское командование постановило, что только ПКНО как правительственный орган польского суверенного государства имеет право мобилизации военнообязанных с территории Польши в польскую армию. В дальнейшем созданная в СССР польская армия пройдёт всю оставшуюся войну плоть до участия в штурме Берлина.
Граждан враждебных государств в боевых действиях использовал не только Третий Рейх, но и СССР. В числе участников войны на стороне СССР были и военнослужащие стран «Оси», в том числе и граждане самой Германии.
Так, из румынских военнопленных были сформированы две дивизии РККА — 1-я румынская добровольческая пехотная дивизия имени Т. Владимиреску и 2-я румынская добровольческая пехотная дивизия «Хория, Клошка ши Кришан». Так как альтернативного правительства у Румынии не было, эти дивизии были сформированы с Румынским национальным комитетом — созданной при участии советских политорганов организации румынских перебежчиков, целью которой было провозглашено свержение режима Антонеску в Румынии. После отстранения Антонеску от власти и перехода Румынии на сторону Антигитлеровской коалиции эти дивизии действовали от имени Румынии и впоследствии были переданы ей.

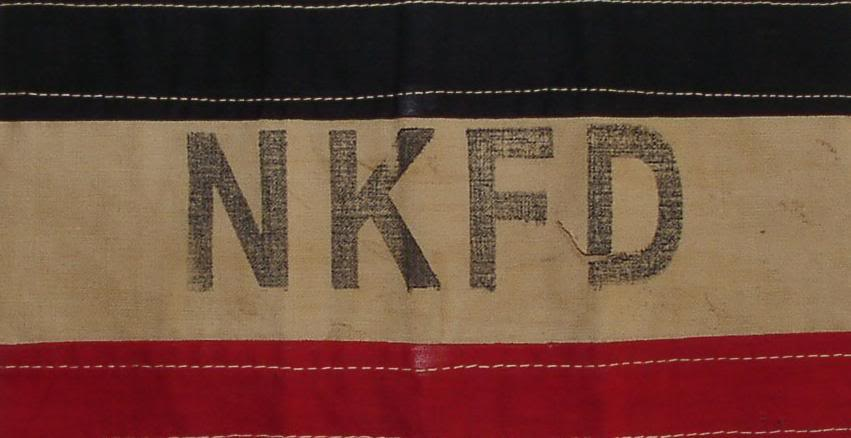
Нарукавная повязка члена Национального комитета «Свободная Германия». Организация не имела единого военного формирования, но создавала Боевые группы, участвовавшие в боевых действиях на стороне РККА

Похожая ситуация была с немецкими военнопленными. Из пленных немецких военнослужащих был сформирован Национальный комитет «Свободная Германия» (НКСГ). У этой организации не было единого воинского формирования, аналогичного армии Власова, однако его члены могли участвовать в боевых действиях на стороне СССР в составе Боевых групп (нем. Kampfgruppen). Изначально они представляли собой небольшие диверсионно-разведывательные группы, направляемые в тыл нацистов, где они сочетали саботаж и разведку и боевые действия против немецких войск с ведением антифашистской пораженческой пропаганды, будучи, таким образом, вспомогательной силой советских партизан и РККА; с начала 1945 года организация стала формировать отдельные роты, которые отправлялись на фронт. Точно известно участие групп НКСГ в боевых действиях против войск Третьего Рейха при Восточно-Прусской операции, осаде Бреслау и в Курляндском котле, также в менее значительных операциях в Данциге, при крепостях Грауденц и Торн. Были и свидетельства якобы участия немецких добровольцев на стороне РККА в Берлинской операции, однако известными, по крайней мере на данный момент, документами они не подтверждаются. По фамилии Вальтера фон Зейдлиц-Курцбаха, одного из руководителей НКСГ, бывшего генерала вермахта, членов НКСГ в Германии стали называть «армией Зейдлица», хотя сам Зейдлиц занимался лишь пропагандой. Не все немецкие военнослужащие, перешедшие на сторону РККА, были набранными в НКСГ военнопленными: некоторые дезертировали и перешли на сторону РККА. Например, многие из примерно 800 бывших узников концлагерей, завербованных в бригаду СС Дирлевангера, перешли на сторону РККА в декабре 1944 года.
В некоторых случаях военнопленные враждебных государств могли действовать от имени альтернативных правительств на стороне СССР, претендовавших на территорию враждебных государств. Так, на заключительном этапе войны было сформировано дружественное СССР Временное национальное правительство Венгрии, которому свою армию пришлось создавать с нуля в условиях сохранения армии Венгрии за профашистским марионеточным правительством, и из венгерских военнопленных были созданы Будайский добровольческий полк и отдельные роты, участвовавшие в боях с армией профашистского правительства Венгрии; к концу войны были созданы две дивизии, но активного участия в войне они принять не успели.
Кроме того, так как на территорию Независимого государства Хорватия претендовало правительство Югославии, то пленные хорваты набирались в создаваемые с 1943 года югославские части РККА: например, в 1943 году был создан батальон, выросший и оформившийся как 1-я отдельная Югославская пехотная бригада. Туда же набирались и другие военнопленные вермахта, бывшие гражданами Югославии. Правительство Югославии в изгнании отказывалось от подобных частей, и они действовали от имени Национального комитета освобождения Югославии Тито, признанного СССР временным правительством Югославии. Югославские части были политической проблемой: во-первых, при существовании армии у самого Тито СССР создавал параллельные формирования от его имени, во-вторых, без согласия признанного королевского правительства в изгнании, в-третьих, эти формирования составлялись из югославских солдат вермахта, что вызывало сомнения в их надёжности.

## Территории военных действий

### СССР
Белорусская ССР (оккупация), Карело-Финская ССР (оккупация), Молдавская ССР (оккупация), Латвийская ССР (оккупация), Литовская ССР (оккупация), Украинская ССР (оккупация), Эстонская ССР (оккупация), а также целый ряд территорий других союзных республик. Области РСФСР: Архангельская (авианалёты), Астраханская (авианалёты), Брянская, Вологодская, Воронежская, Горьковская (авианалёты), Калининская, Калужская, Курская, Ленинградская (блокада), Липецкая, Московская (сражения), Мурманская, Новгородская (сражения), Орловская, Псковская, Ростовская, Рязанская, Саратовская (авианалёты), Смоленская, Сталинградская (сражения), Тамбовская (авианалёты), Тульская, Ярославская (авианалёты). Края: Краснодарский, Красноярский (боевые действия на море) и Ставропольский. А также: Абхазская АССР (ГССР), Кабардино-Балкарская АССР, Казахская ССР (авианалёт на город Гурьев, высадка диверсантов), Калмыцкая АССР, Крымская АССР, Марийская АССР (авианалёт), Северо-Осетинская АССР, Чечено-Ингушская АССР, Чувашская АССР (авианалёт).

### Другие страны
От Великой Отечественной войны не отделяются боевые действия советских вооружённых сил на территории других оккупированных стран и государств фашистского блока — Германии, оккупированной Польши, Финляндии, Норвегии, Румынии, Болгарии, Сербии, Богемии и Моравии, Венгрии, а также входившей в состав Германии Австрии, созданных нацистской Германией Хорватии и Словакии.

## Основные периоды Великой Отечественной войны
В ходе Великой Отечественной войны российская историография рассматривает три основных периода:

Первый период (22 июня 1941 г. — ноябрь 1942 г.). Нападение Германии на СССР. Начальный период войны. Крах блицкрига. Битва за Москву. Неудачи и поражения лета 1942 г.
Второй период (ноябрь 1942 г. — декабрь 1943 г.). Коренной перелом в ходе войны. Победы в Сталинградской и Курской битвах, в битве за Днепр.
Третий период (январь 1944 г. — 9 мая 1945 г.). Изгнание врага за пределы территории СССР. Освобождение от оккупации стран Европы. Распад фашистского блока. Берлинская операция. Безоговорочная капитуляция Германии.
Советско-японская война рассматривается как логическое продолжение Великой Отечественной войны. — Великая Отечественная война 1941—1945 годов: — В 12 т. Т. 1. Основные события войны.

## Первый период войны (22 июня 1941 — 18 ноября 1942)

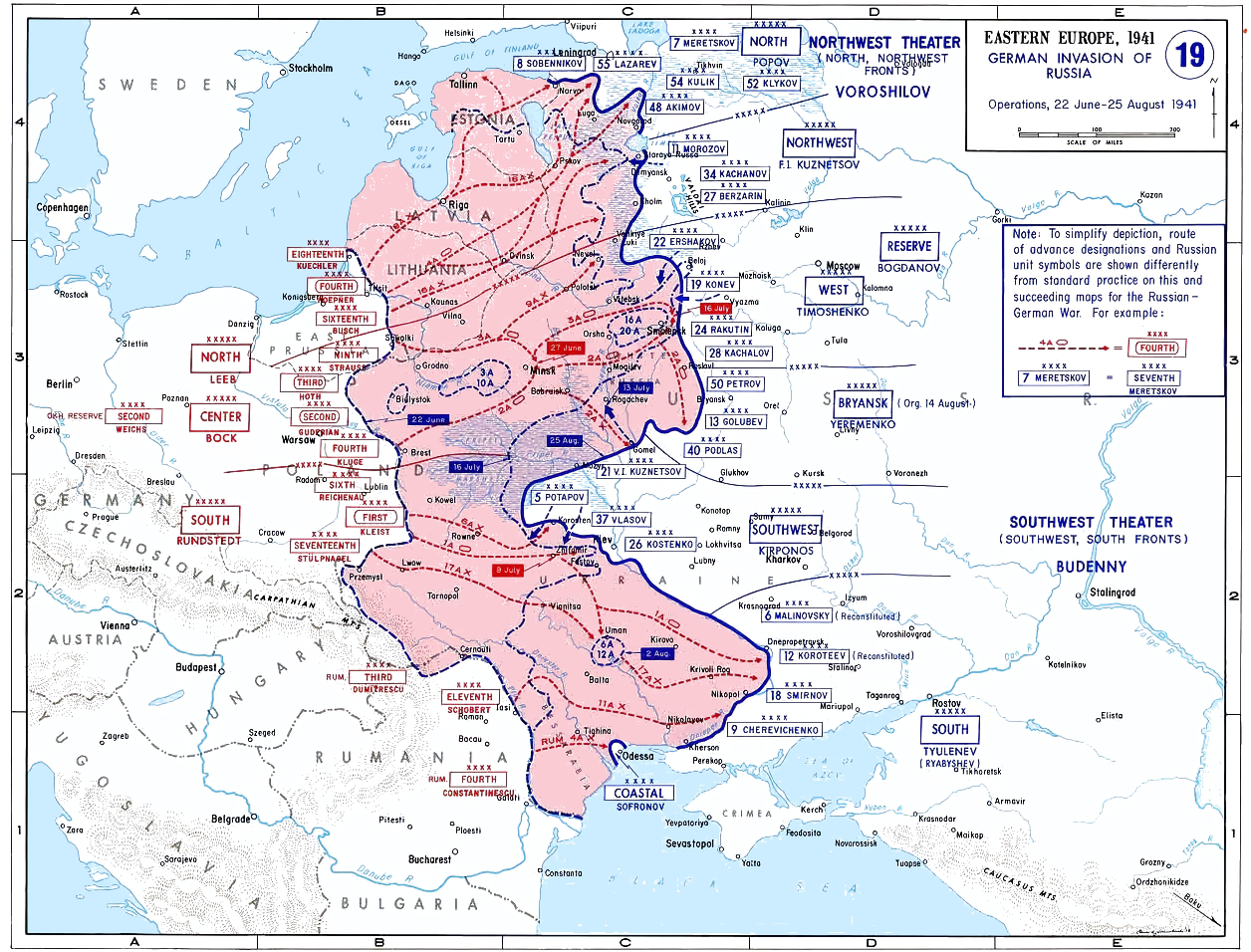
Вторжение немецких войск на территорию СССР

18 июня 1941 года некоторые соединения приграничных военных округов СССР были приведены в боевую готовность. 13—15 июня в западные округа были отправлены директивы НКО и ГШ («Для повышения боевой готовности…») о начале выдвижения частей первого и второго эшелонов к границе под видом «учений». Стрелковые части округов первого эшелона, согласно этим директивам, должны были занимать оборону в 5—10 км от границы; части второго эшелона, стрелковые и механизированные корпуса, должны были занять оборону в 30—40 км от границы.
На севере Балтики осуществление плана «Барбаросса» началось вечером 21 июня, когда немецкие минные заградители, базировавшиеся в финских портах, выставили два больших минных поля в Финском заливе. Эти минные поля, в конечном счёте, смогли запереть советский Балтийский флот в восточной части Финского залива.
Между 2:30 и 3:00 часами 22 июня 1941 года (время согласно поздним воспоминаниям В. М. Молотова), либо в 5:30 (как утверждалось в выступлении Молотова по радио в тот же день), посол Германии в СССР В. Шуленбург явился к Народному комиссару иностранных дел СССР В. М. Молотову и сделал заявление, содержание которого сводилось к тому, что советское правительство проводило подрывную политику в Германии и в оккупированных ею странах, проводило внешнюю политику, направленную против Германии, и «сосредоточило на германской границе все свои войска в полной боевой готовности». Заявление заканчивалось следующими словами: «Фюрер поэтому приказал германским вооружённым силам противостоять этой угрозе всеми имеющимися в их распоряжении средствами». Вместе с нотой он вручил комплект документов, идентичный тем, которые Риббентроп вручил Деканозову. В тот же день войну СССР объявили Италия и Румыния; Словакия — 23 июня.
22 июня 1941 года в 3:06 Начальник штаба Черноморского флота контр-адмирал Иван Елисеев приказал открыть огонь по германским самолётам, которые вторглись далеко в воздушное пространство СССР, чем и вошёл в историю: это был самый первый боевой приказ дать отпор напавшим на СССР немецким войскам в Великой Отечественной войне.
В 3:07 Г. К. Жуков получил первое сообщение о начале боевых действий.
22 июня 1941 года началось вторжение Германии в СССР. В 4:00 имперский министр иностранных дел Риббентроп вручил советскому послу в Берлине Деканозову ноту об объявлении войны и три приложения к ней: «Доклад министра внутренних дел Германии, рейхсфюрера СС и шефа германской полиции Германскому правительству о диверсионной работе СССР, направленной против Германии и национал-социализма», «Доклад министерства иностранных дел Германии о пропаганде и политической агитации советского правительства», «Доклад Верховного командования германской армии Германскому правительству о сосредоточении советских войск против Германии». Ранним утром 22 июня 1941 года после артиллерийской и авиационной подготовки немецкие войска перешли границу СССР. 

В этот же день румынские и немецкие войска форсировали Прут, а также попытались форсировать Дунай, но советские войска им не дали это сделать и даже захватили плацдармы на румынской территории. Однако в июле — сентябре 1941 года румынские войска при поддержке немецких войск оккупировали всю Бессарабию, Буковину и междуречье Днестра и Южного Буга
(подробнее см.: Приграничные сражения в Молдавии, Румыния во Второй мировой войне).
22 июня в 12 часов дня Молотов выступил по радио с официальным обращением к гражданам СССР, сообщив о нападении Германии на СССР и объявив о начале отечественной войны.
В соответствии с Указом Президиума Верховного Совета СССР от 22 июня 1941 года, с 23 июня была объявлена мобилизация военнообязанных 14 возрастов (1905—1918 годов рождения) в 14 военных округах из 17. В трёх остальных округах — Забайкальском, Среднеазиатском и Дальневосточном — мобилизация была объявлена через месяц особым решением правительства скрытным способом как «большие учебные сборы».
Начиная с 22 июня 1941 года бомбардировщики немецких люфтваффе начали использовать финские аэродромы. Первые 43 немецких самолёта совершили вторжение в воздушное пространство СССР из воздушного пространства Финляндии около 4 часов утра 22 июня 1941 года над Карельским перешейком. Ранним утром 25 июня силы советской авиации под руководством командующего ВВС Ленинградского военного округа А. А. Новикова начали шестидневную воздушную операцию против Финляндии, нанося авиаудары по финской территории с использованием 263 бомбардировщиков. Основная цель этих авиаударов не была достигнута, финские и немецкие военные аэродромы практически не пострадали. 26 июня президентом Ристо Рюти было заявлено, что Финляндия теперь находится в состоянии войны с СССР, и с территории Финляндии против СССР началось совместное наступление финских и германских войск.

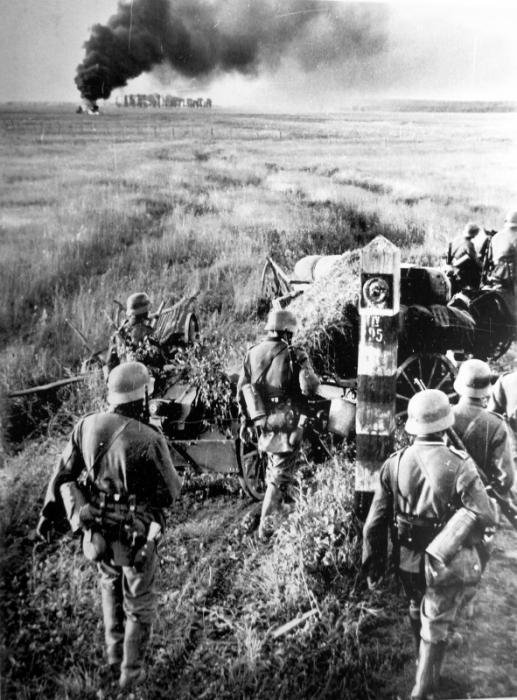
Германские войска вторгаются на территорию СССР, июнь 1941

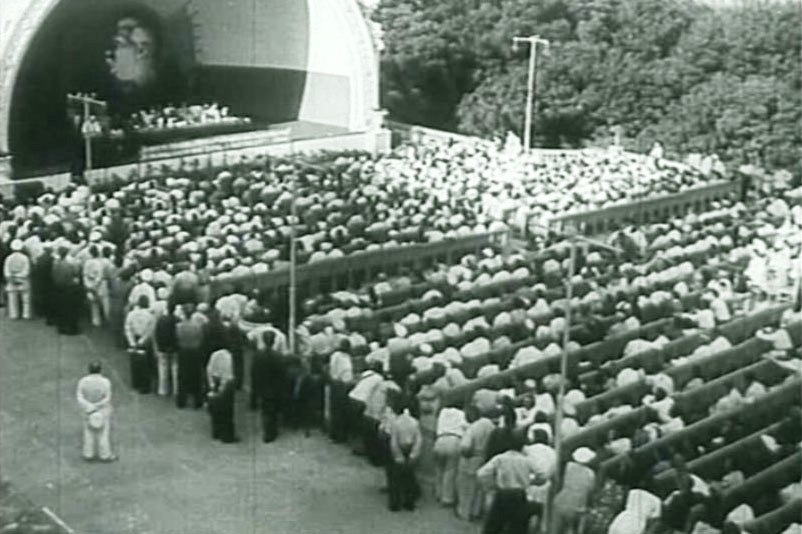
Объявление начала войны в Баку. 22 июня 1941 года

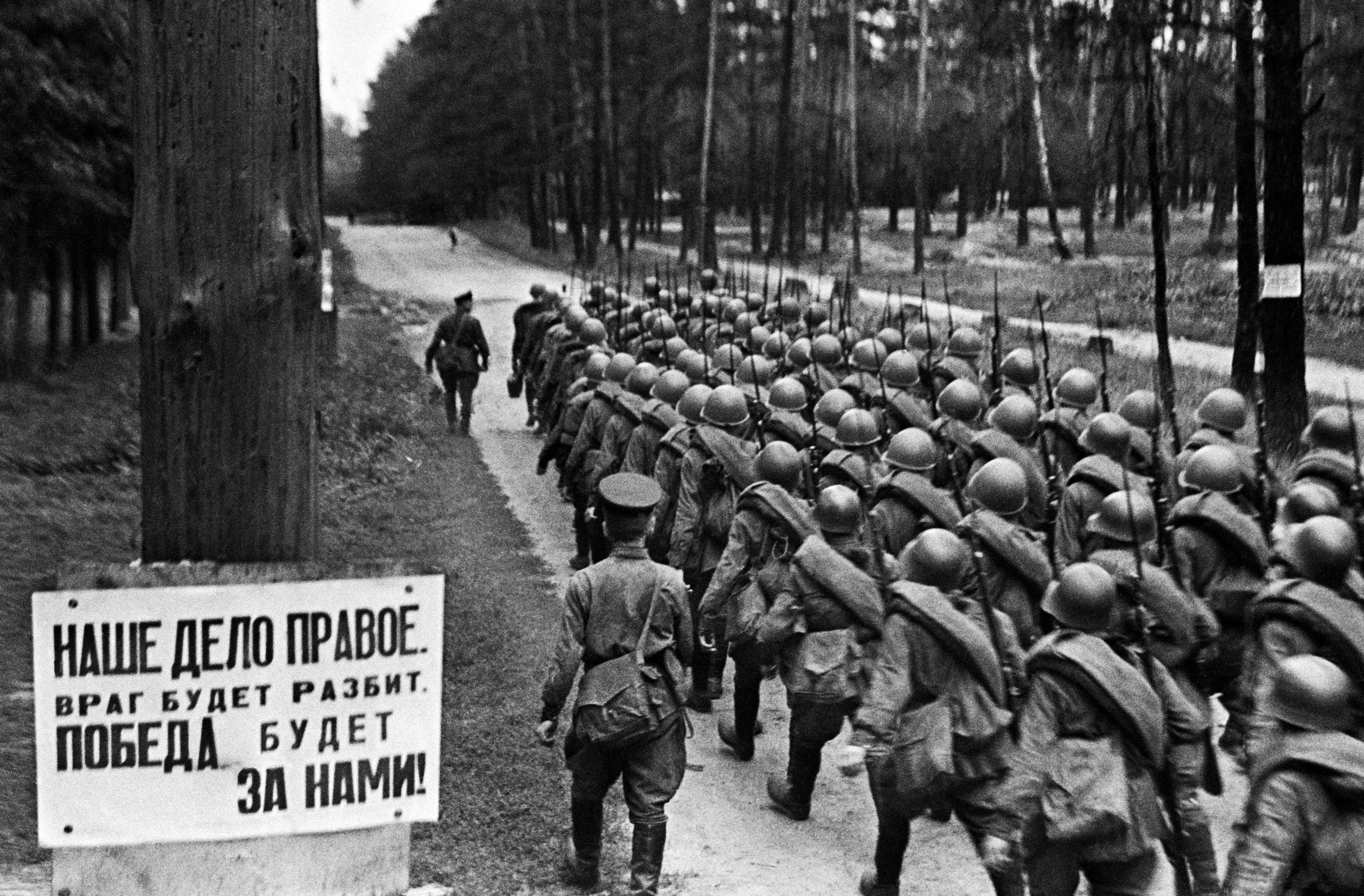
Советская пехота маршем выдвигается на фронт, второй день войны, 23 июня 1941

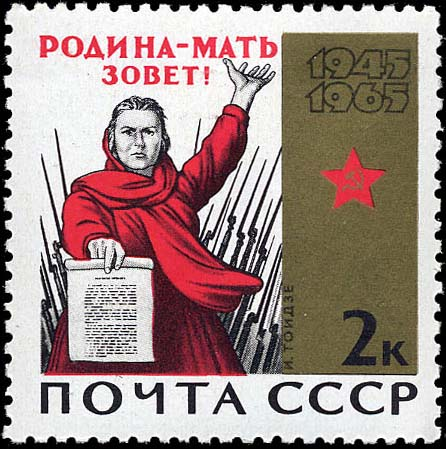
Родина-мать зовёт! — почтовая марка с изображением плаката первых дней Великой Отечественной войны (автор — Ираклий Тоидзе)

23 июня была создана Ставка Главного Командования (с 8 августа Ставка Верховного Главнокомандования). 30 июня был создан Государственный комитет обороны (ГКО). И. В. Сталин 8 августа стал Верховным Главнокомандующим.
С июня начало формироваться народное ополчение. 26 июня 1941 года прозвучало: «Вставай, страна огромная!»; это было первое исполнение песни «Священная война», ставшей гимном Великой Отечественной войны.
10 августа ГКО издал постановление о мобилизации военнообязанных 1890—1904 годов рождения и призывников 1922—1923 годов рождения на территории Кировоградской, Николаевской, Днепропетровской областей и районов западнее Людиново — Брянск — Севск Орловской области. 15 августа эта мобилизация была распространена на Крымскую АССР, 20 августа — на Запорожскую область, 8 сентября — на ряд районов Орловской и Курской областей, 16 октября — на Москву и Московскую область. В целом к концу 1941 года было мобилизовано свыше 14 млн человек.
Тем временем немецкие войска захватили стратегическую инициативу и господство в воздухе и в приграничных сражениях нанесли поражения советским войскам, преимущественно на западном направлении (Прибалтика и Белоруссия). На юго-западном направлении (Украина) и северо-западном (Ленинград) блицкриг не удался.

### Летне-осенняя кампания 1941 года
В начальный период войны в приграничных районах СССР на территории Литвы, южной части Латвии, Белоруссии и Западной Украины 22—29 июня 1941 года (время окончания приграничных сражений довольно условное), развернулись боевые действия войск прикрытия и пограничных войск. Они стали частью трёх одновременных стратегических оборонительных операций (с 22 июня по 9 июля 1941 г.), в рамках которых было проведено приграничное оборонительное сражение:
- Прибалтийская стратегическая оборонительная операция (22 июня — 9 июля 1941); в её рамках проведены приграничное сражение в Литве и Латвии и контрудар на шяуляйском направлении.
- Белорусская стратегическая оборонительная операция (22 июня — 9 июля 1941). В рамках данной операции проведены приграничное оборонительное сражение, Белостокско-Минское сражение и контрудары на борисовском и лепельском направлениях 6—9 июля 1941 г. 13-й и 20-й армиями, 5-м и 7-м мк, ВВС фронта.
- Львовско-Черновицкая стратегическая оборонительная операция (22 июня — 6 июля 1941); в её рамках проведены: приграничное оборонительное сражение, Битва за Дубно — Луцк — Броды, Львовско-Луцкая и Станиславско-Проскуровская фронтовые оборонительные операции.

В эти три операции историография объединяет сражения по территориальному принципу и принципу задействованных со стороны СССР сил (3 приграничных округа и соответственно 3 фронта). В этих операциях РККА руководствовалась довоенными планами прикрытия, исходившими из того, что вермахт удастся остановить на границе, а затем нанести контрудары с перенесением войны на территорию противника, и утратившими актуальность в результате первых же немецких прорывов, а также изданной к исходу первого дня войны Директивой НКО СССР от 22.06.1941 № 3, предписывающей перейти в наступление и захватить районы Люблина и Сувалок, из которых велось вторжение в СССР. Противодействие вермахту на этом этапе часто сводилось к героической обороне отдельных рубежей и разрозненным контрударам.
Как отмечается в монографии института военной истории (ИВИ) МО РФ:

Ожесточёнными боями, развернувшимися 9—10 июля на подступах к Луге, Смоленску, Киеву и Кишинёву, начальный период войны закончился.
С этого времени перед войсками обеих сторон возникли новые задачи. В сражение вступали соединения второго стратегического эшелона советских Вооружённых Сил. Начинались новые стратегические оборонительные операции.— «История военной стратегии России» под ред. академика РАЕН В. А. Золотарёва
Более продолжительной стала Стратегическая оборонительная операция в Заполярье и Карелии (29 июня — 10 октября 1941). В рамках данной операции проведены: оборонительные операции на мурманском, кандалакшском и кестеньгском направлениях, Выборгско-Кексгольмская фронтовая оборонительная операция, оборонительные операции на ухтинском, ругозерском, петрозаводском и олонецком направлениях.
В результате приграничных сражений вермахт нанёс тяжёлое поражение Красной армии.
Примерно за три недели войны немецкие войска оккупировали всю Прибалтику, Белоруссию, значительную часть Украины и Молдавии. На северо-западном и юго-западном направлениях противник вторгся на территорию СССР до 500 км, на западном — до 600 км. Средний темп наступления немецких войск составил от 15 до 30 км в сутки. В приграничных сражениях и в последующих оборонительных операциях были полностью разгромлены 28 советских дивизий (12 стрелковых, 10 танковых, 4 моторизованные, 2 кавалерийские), ещё свыше 72 дивизий понесли потери в людях и технике от 50 % и более. Общие потери советских войск к 30 июля составили 651 065 чел. (безвозвратные — 447 015 чел., санитарные — 204 050 чел.) По неполным данным фронтов и штаба, дальнебомбардировочная авиация потеряла за это время 3468 самолётов, советские войска потеряли около 9,5 тыс. орудий, 12 тыс. миномётов, 6 тыс. танков (почти половина всех танков, имевшихся в западных военных округах на начало войны). При этом многие танки были не уничтожены в бою, а брошены или взорваны при отступлении из-за поломок и отсутствия топлива. В результате огромных потерь танков и последовавшей эвакуации танковых заводов из Ленинграда и Харькова к концу 1941 г. советские войска испытывали острую нехватку танков.

#### Оборонительные операции групп фронтов

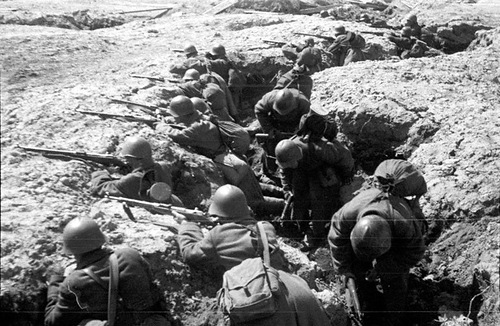
254-я стрелковая дивизия на позициях под Старой Руссой. Лето 1941 года

С середины июля 1941 года в связи с образованием нескольких новых фронтов Ставка стала практиковать организацию операций групп фронтов, к участию в которых привлекались два-три фронтовых объединения, силы и средства авиации дальнего действия, войска ПВО страны, а на приморских направлениях — флоты и флотилии. Таким путём удавалось создавать группировки, способные удерживать стратегический фронт достаточно продолжительно. Фактически стратегические оборонительные операции этого периода происходили на тех же трёх основных направлениях, что и первые.
Оборонительная операция группы фронтов проводилась, как правило, на одном из стратегических направлений и представляла собой совокупность фронтовых и армейских операций, сражений, ударов и боевых действий (в первом периоде войны преимущественно оборонительных), проводимых по единому замыслу и под руководством Ставки ВГК :
- Ленинградская стратегическая оборонительная операция (10 июля — 30 сентября 1941 года). Приняли участие: Северный фронт, Северо-Западный фронт, Ленинградский фронт, Балтийский флот.
- Смоленское сражение (10 июля — 10 сентября 1941 года). Задействованы силы четырёх фронтов: Западный фронт, Центральный фронт, Брянский фронт, Резервный фронт.
  - Ельнинская наступательная операция (30 августа — 6 сентября 1941 года)
- Киевская стратегическая оборонительная операция (7 июля — 26 сентября 1941 года). Принял участие Юго-Западный фронт.
- Донбасско-Ростовская стратегическая оборонительная операция (29 сентября — 16 ноября 1941)
  - Окружение 18-й армии Южного фронта (5—10 октября 1941 года)
- Московская стратегическая оборонительная операция (30 сентября — 5 декабря 1941)
  - Тульская оборонительная операция (24 октября — 5 декабря 1941 года)

#### Операции на южном участке фронта
- Приграничные сражения в Молдавии
- Оборона Одессы (5 августа — 16 октября 1941 года)
- Крымская оборонительная операция (18 октября — 16 ноября 1941 года). После утраты Ишуньских позиций Приморская армия отступает к Севастополю, 51-я армия к Керчи. Начало обороны Севастополя (30 октября 1941 — 4 июля 1942 года)

#### Результаты летне-осенней кампании 1941 года

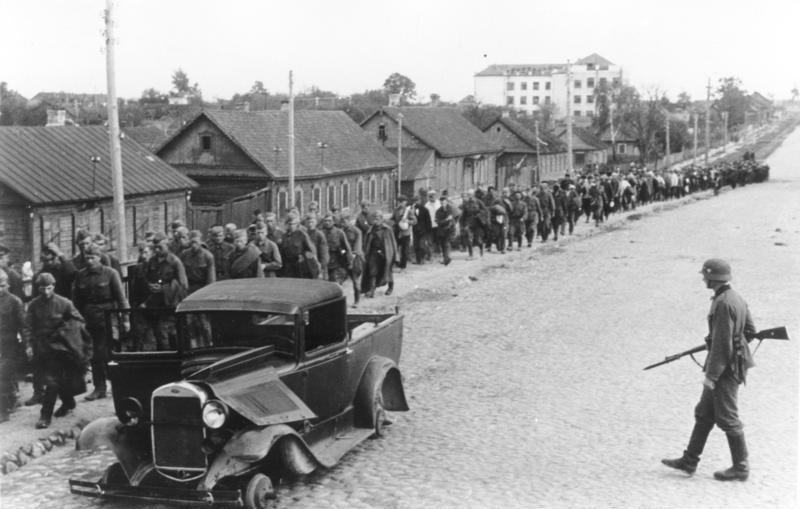
Колонна пленных красноармейцев. Минск, 1941

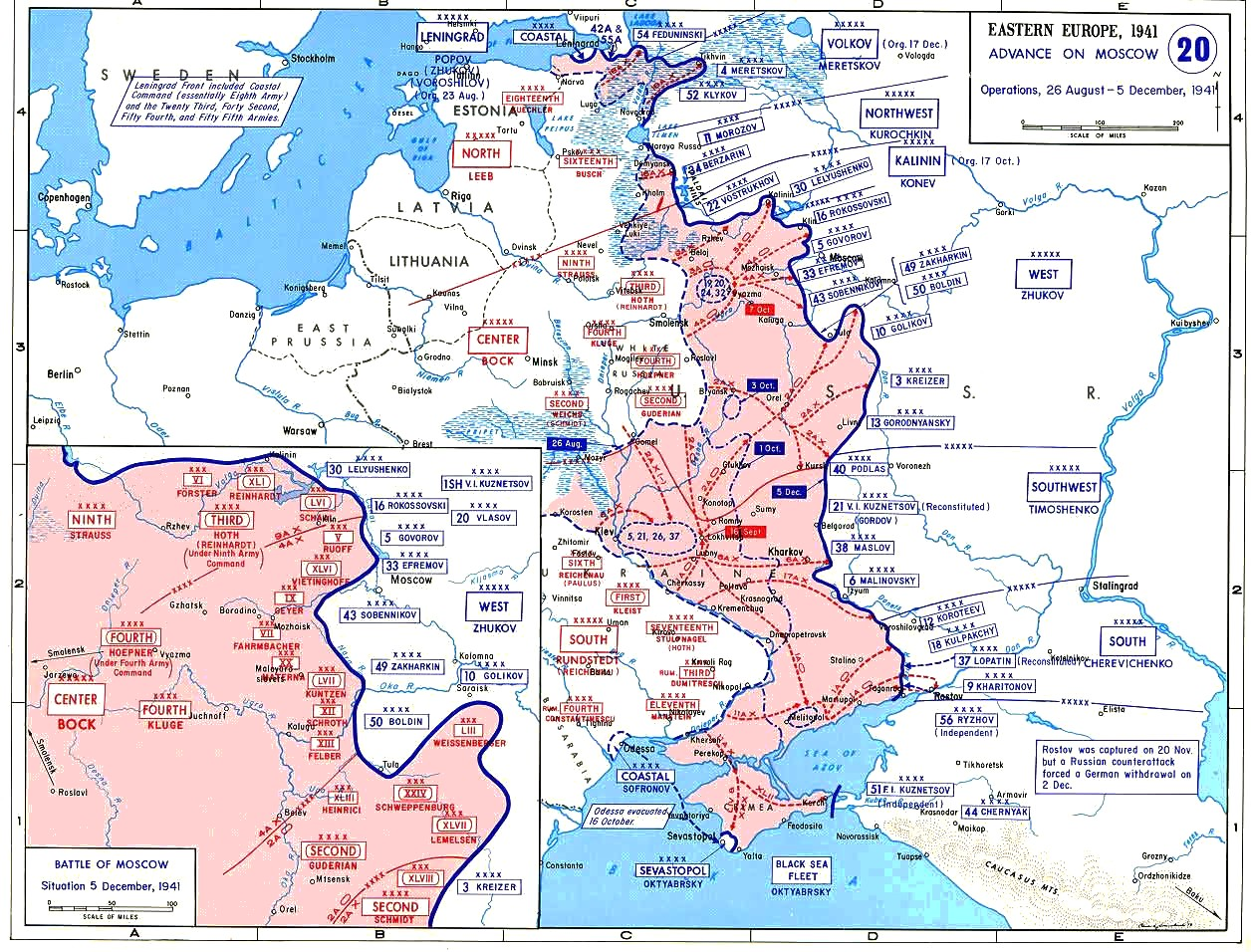
Наступление вермахта осенью 1941 г.

Наступление на Москву не было проведено германским командованием до наступления холодов, так как 3-я и 2-я танковые армии группы «Центр» были направлены в помощь соответственно группе армий «Север» на ленинградском и «Юг» на киевском направлениях. При этом если киевскую группировку советских войск уничтожить удалось, то на севере немцам даже не удалось выйти на ближние подступы к Ленинграду. После этого не только 3-я и 2-я, но и 4-я танковая группа (из группы армий «Север») были направлены на Москву. Как писал Гейнц Гудериан в своих мемуарах «Воспоминания солдата»: 

Бои за Киев, несомненно, означали собой крупный тактический успех. Однако вопрос о том, имел ли этот тактический успех также и крупное стратегическое значение, остаётся под сомнением. Теперь всё зависело от того, удастся ли немцам добиться решающих результатов ещё до наступления зимы, пожалуй, даже до наступления периода осенней распутицы. Правда, планируемое наступление с целью зажать Ленинград в более тесное кольцо было уже приостановлено… Однако главный удар должна была нанести усиленная группа армий «Центр» в направлении на Москву. Осталось ли для этого необходимое время?

Исследователи также указывают на важное значение того факта, что до зимы вермахту не удалось занять Москву. В сборнике «Страны „оси“ и Союзники» (Англия, 1994 г.), К. Рейнгардт пишет:

«…Планы Гитлера и перспективы успешного завершения войны Германией рухнули, видимо, в октябре 1941 года и, безусловно, с началом русского контрнаступления в битве за Москву в декабре 1941 года».— The Axis and Allies / Edited by J.Erickson and D.Dilks. Edinburgh, 1994. P.207
Новозеландский историк Дэвид Стахел отмечает, что многие генералы вермахта были против решения Гитлера после победы в смоленском сражении (20 июля 1941) отказаться от продолжения наступления на Москву в соответствии с планом Барбаросса и перености направление главного удара на захват Украины и Ленинграда. В том числе против выступали начальник штаба Франц Гальдер и руководители ГА «Центр». Для разговора с Гитлером был послан Гейнц Гудериан, однако переубедить Гитлера ему не удалось.
К 1 декабря 1941 года германские войска захватили Литву, Латвию, Белоруссию, Молдавию, Эстонию, значительную часть РСФСР, Украины, продвинулись вглубь до 850—1200 км, потеряв при этом 740 тысяч человек (из них 230 тысяч убитыми), данные потери были беспрецедентными для вермахта с начала Второй мировой войны и ставили под вопрос успешность реализации плана «Барбаросса». Безвозвратные потери РККА к концу 1941 года составили 3 миллиона 138 тысяч человек.
СССР потерял огромное количество разнообразной военной техники, в том числе около 8000 самолётов, большей частью на аэродромах в первые дни войны, однако и люфтваффе также несли значительные потери: только за первый месяц боёв немецкие войска потеряли около 1200 самолётов, что было больше, чем за два месяца Битвы за Британию.
СССР потерял важнейшие сырьевые и промышленные центры: Донбасс, Криворожский железорудный бассейн. Были оставлены Минск, Киев, Харьков, Смоленск, Одесса, Днепропетровск. Оказался в блокаде Ленинград. Попали в руки врага или оказались отрезанными от центра важнейшие источники продовольствия на Украине и юге России. На оккупированных территориях оказались миллионы советских граждан. Сотни тысяч мирных граждан погибли или были угнаны в рабство в Германию.

### Зимняя кампания 1941—1942 годов

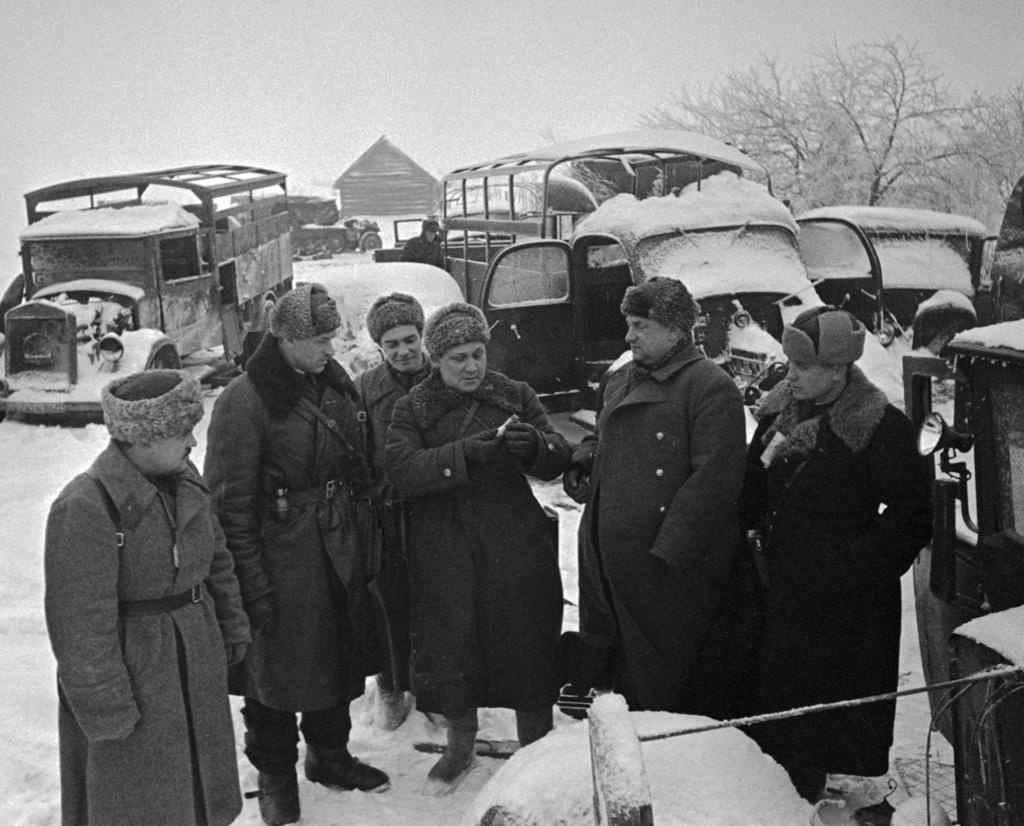
Командующий 16-й армией генерал-лейтенант К. К. Рокоссовский (второй слева), член Военного Совета А. А. Лобачёв и писатель В. П. Ставский осматривают захваченную советскими войсками технику противника, фотография А. Капустянского, 10 декабря 1941 года

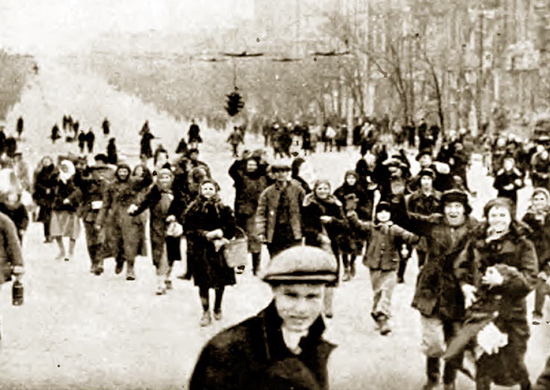
Освобождение Ростова от немецких захватчиков. 29 ноября 1941 г.

16 ноября 1941 года немцы начали второй этап наступления на Москву, планируя окружить её с северо-запада и юго-запада. На дмитровском направлении они достигли канала Москва-Волга и переправились на его восточный берег под Яхромой, на химкинском направлении захватили Клин, форсировали Истринское водохранилище, заняли Солнечногорск и Красную Поляну, на красногорском — взяли Истру. На юго-западе Гудериан подошёл к Кашире. Однако в конце ноября — начале декабря были остановлены на всех направлениях. Попытка взять Москву провалилась.
5 декабря 1941 года началось советское контрнаступление под Москвой. Советские войска отбросили противника на западном направлении на 80—250 км, завершили освобождение Московской и Тульской областей, освободили многие районы Калининской и Смоленской областей. Была устранена угроза потери Москвы.
10 ноября 1941 года советские войска начали Тихвинскую стратегическую наступательную операцию. К 30 декабря советские войска нанесли тяжёлый урон восьми дивизиям противника, была освобождена утерянная территория, было восстановлено железнодорожное сообщение по ветке Тихвин — Волхов, немцы навсегда утратили инициативу под Ленинградом.
17 ноября 1941 года немецкие войска начали наступление на Ростов-на-Дону, но в тот же день и советские войска перешли в контрнаступление. Немцы заняли Ростов 21 ноября, но 29 ноября советские войска его освободили. Удалось отбросить немецкие войска на 60-80 километров, южный фланг советско-германского фронта стабилизировался на полгода (Миус-фронт).

#### Провал плана «Барбаросса»
Немецкая армия была остановлена под Ленинградом, Москвой и Ростовом-на-Дону; стратегических целей, намеченных планом «Барбаросса», достичь не удалось.
М. Ю. Мягков указывает на вывод немецкого историка К. Рейнгардта о том, что «под Москвой потерпела крах стратегия Гитлера, направленная на завоевание мирового господства». Также Рейнгардт отмечает, что в декабре 1941 г. — январе 1942 г. в штабе ОКВ «многие генералы уже пришли к выводу, что война Германией проиграна».

#### Планы советского командования
5 января 1942 года состоялось расширенное совещание в Ставке ВГК для обсуждения стратегических планов на ближайшее будущее. Основной доклад сделал начальник Генштаба маршал Б. М. Шапошников. Он изложил не только план дальнейшего отбрасывания противника от Москвы, но и планы масштабного стратегического наступления на других фронтах: прорыв блокады Ленинграда и разгром противника на Украине и в Крыму. Против плана стратегического наступления выступил Г. К. Жуков. Он указал, что из-за недостатка танков и артиллерии прорвать немецкую оборону не представляется возможным, и что предлагаемая стратегия приведёт лишь к бесполезным потерям в живой силе. Жукова поддержал начальник Госплана СССР Н. А. Вознесенский, указавший на невозможность обеспечения предложенного плана достаточным количеством техники и вооружений. В поддержку плана выступили Л. П. Берия и Г. М. Маленков. Подведя итог дискуссии, И. В. Сталин утвердил план, сказав: «Мы должны быстро разбить немцев, чтобы они не смогли наступать, когда придёт весна».

#### Операции зимней кампании 1942 года
В соответствии с принятым планом, в начале 1942 года были предприняты наступательные операции: Ржевско-Вяземская стратегическая наступательная операция, Керченско-Феодосийская десантная операция и другие. Все эти наступления противнику удалось отразить с большими потерями для советских войск.
Командир 3-й гвардейской стрелковой бригады К. Д. Сухиашвили писал в мае 1942 года:

Безнаказанно проходит дело по отношению виновников больших потерь. Из практики убедился, что, если армейские командиры докладывают: «Приказ выполняется, медленно двигаюсь вперёд мелкими группами», это значит, что сосед стоит на месте и хочет обмануть необстрелянного соседа, а своим подчинённым передаёт: «Вы так, полегонечку, делайте вид, что наступаете». Противник наваливается сначала на одного, самого активного, а самые активные бывают новые, необстрелянные части… Очковтирательства и неправильного доклада младший должен больше бояться, чем неисполнения приказа. За неисполнение приказа кругом пугают расстрелом, а неправильным докладом я протягиваю время. Сказать, что не могу наступать, нельзя, а не наступать и докладывать: «Выполняем приказ, медленно ползём вперёд мелкими группами» можно, и никто не расстреляет…
…То же самое очковтирательство наблюдал и в системе формирования, комплектования и пополнения. Части отправляются на фронт абсолютно не подготовленные. Как будто нарочно сделана такая мясорубка, которая должна молоть наших людей и нашу хорошую дорогую технику. Почему это делается? Думаю, для того, чтобы втереть очки Правительству и обмануть Великого Сталина: «Вот мы какие молодцы, столько-то бригад организовали, столько-то дивизий и т. п.», а на самом деле у всех соединений и у нас проходило так: формировались в Казалинске, только кончили формирование, сразу посадили в эшелоны, оружие дали в Люблине, только раздали оружие, двинулись в путь. Изучением оружия занимались на остановках в вагонах. Пополнение получили 1000 человек, совершенно не подготовленных, не знают оружия и не умеют воевать. Приходится учить на передовой.

18 января 1942 года началась Барвенково-Лозовская операция. Две недели продолжались ожесточённые бои, в результате которых советским войскам удалось прорвать немецкую оборону на фронте протяжённостью 100 км, продвинуться в западном и юго-западном направлениях на 90—100 км и захватить плацдарм на правом берегу Северского Донца.

### Лето—осень 1942 года

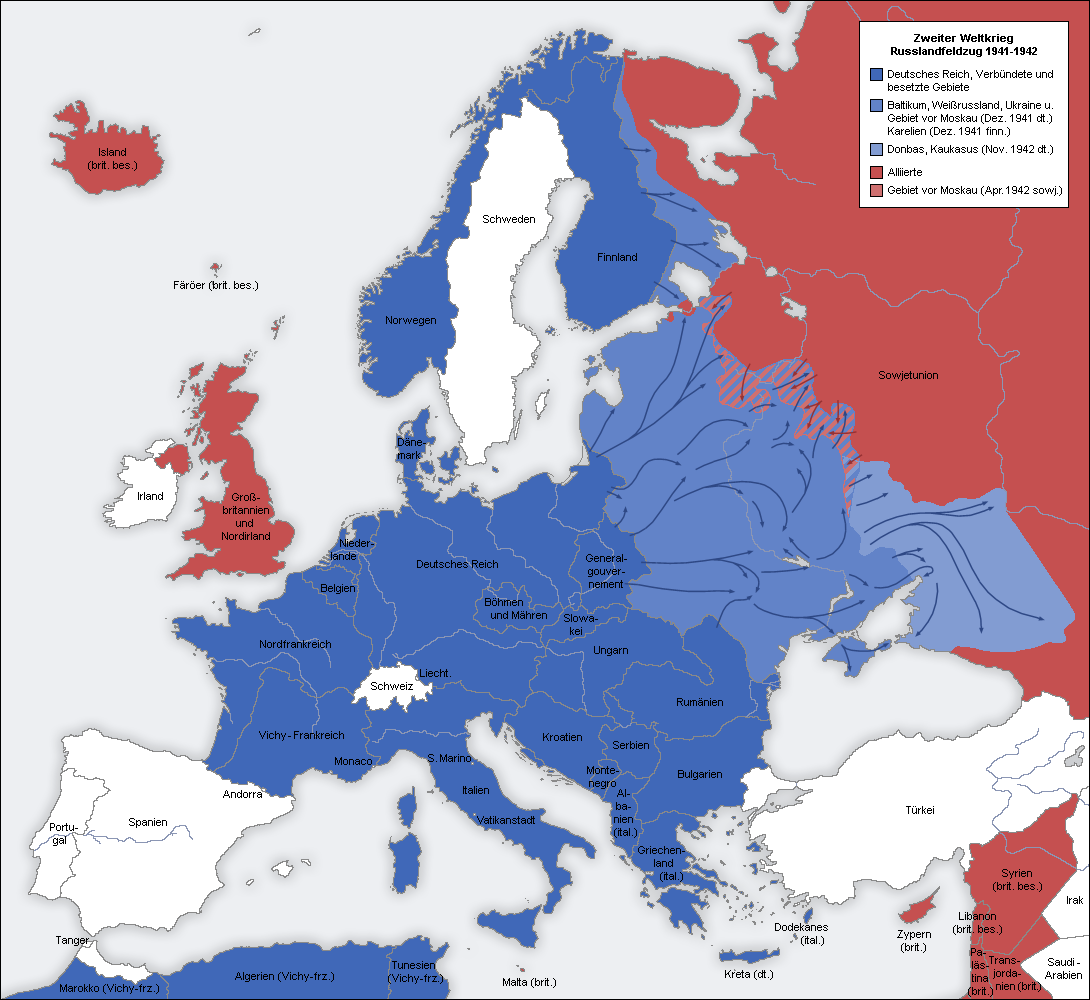
Карта военных действий 1941—1942 годов

В ходе зимнего наступления РККА Верховным Командованием СССР в летне-осенней кампании 1942 года войскам была поставлена невыполнимая задача: полностью разгромить врага и освободить всю территорию страны.

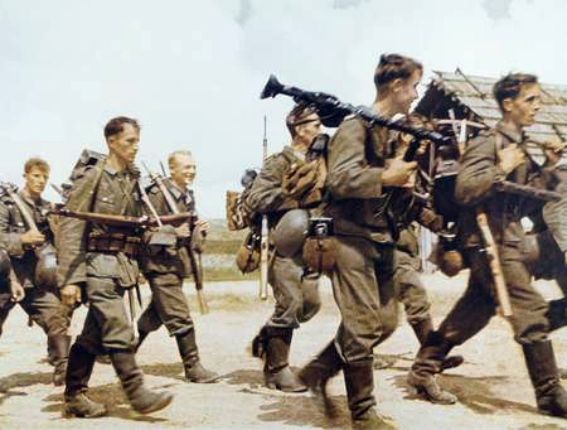
Немецкие пехотинцы в СССР

Основные военные события произошли на юго-западном направлении: поражение Крымского фронта, окружение советских войск в результате Харьковской операции (12—25 мая), Воронежско-Ворошиловградская стратегическая оборонительная операция (28 июня — 24 июля), Сталинградская стратегическая оборонительная операция (17 июля — 18 ноября), Северо-Кавказская стратегическая оборонительная операция (25 июля — 31 декабря). Немецкие войска продвинулись на 500—650 км, вышли к Волге, овладели частью перевалов Главного Кавказского хребта.
Ряд крупных операций произошёл на центральном направлении: Ржевско-Сычёвская операция (30 июля — 23 августа), слившаяся с контрударом войск Западного фронта в районе Сухиничи, Козельск (22 — 29 августа), всего 228 232 человека потерь; а также на северо-западном направлении: Любанская наступательная операция (7 января — 30 апреля), слившаяся с операцией по выводу из окружения 2-й ударной армии (13 мая — 10 июля), оказавшейся в окружении в результате первой операции; общие потери — 403 118 человек.
Для германской армии ситуация также стала принимать угрожающий оборот: хотя её потери продолжали быть значительно ниже советских, более слабая немецкая военная экономика не позволяла заменять потерянные самолёты и танки с такой же скоростью, как это делала противоположная сторона, а предельно неэффективное использование людских ресурсов в армии не позволяло пополнять дивизии, действующие на Востоке, в нужной мере, что привело к переходу ряда дивизий на шестибатальонный штат (с девятибатальонного); личный состав боевых рот на сталинградском направлении сократился до 27 человек (из 180 по штату). Кроме того, в результате операций на Юге России и без того очень длинный восточный фронт немцев значительно удлинился, собственно немецких частей уже не хватало для создания необходимых оборонительных плотностей. Значительные участки фронта заняли войска союзников Германии — румынская 3-я и формирующаяся 4-я армии, 8-я итальянская и 2-я венгерская армии. Именно эти армии оказались ахиллесовой пятой вермахта в последовавшей вскоре осенне-зимней кампании. Чтобы восполнить общие потери в 1,168 млн, понесённые на предшествующем этапе военных действий против СССР, Гитлер привлёк свежие силы германских союзников. К весне 1942 года на южном направлении театра военных действий в СССР насчитывалось не менее 52 дивизий союзников, включая 10 венгерских, 6 итальянских, 5 румынских.

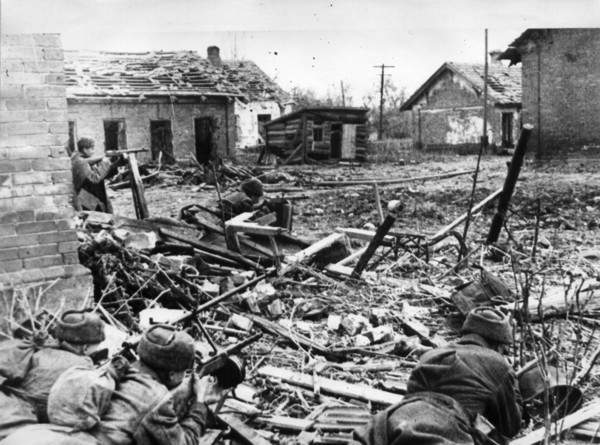
Советские солдаты ведут бои на подступах к Сталинграду. Лето 1942 года

В результате соглашений между СССР, Великобританией и США в 1941—1942 годах сложилось ядро антигитлеровской коалиции.

### Результаты первого периода войны
М. Ю. Мягков отмечает новый труд Военно-исторического исследовательского института в Потсдаме «Вторая мировая война», где выделяет главу Б. Вегнера:

Было бы ошибочно безоговорочно трактовать поражение под Сталинградом как «коренной перелом в войне»… поражение под Сталинградом, если уж быть до конца точным, обозначило заключительную стадию процесса сужения возможностей выбора военных операций, способных привести [Германию] к победе. Основными стадиями этого процесса были битва под Смоленском в июле 1941 г. и, как следствие её, приостановка наступления на Москву, его провал в декабре, с полным правом охарактеризованная как «экономический Сталинград» эвакуация большей части советской промышленности в восточные регионы страны, а также решение Гитлера о разделении участвовавших в осуществлении операции «Блау» сил в июле 1942 г. Трагедия под Сталинградом завершила этот порождавший «коренной перелом» процесс.
— Вегнер В. Второй поход Гитлера против Советского Союза.

## Экономическое противостояние
К лету 1942 года (менее чем за 1 год) завершился перевод экономики СССР на военные рельсы (в Германии это произошло только в 1943 году).

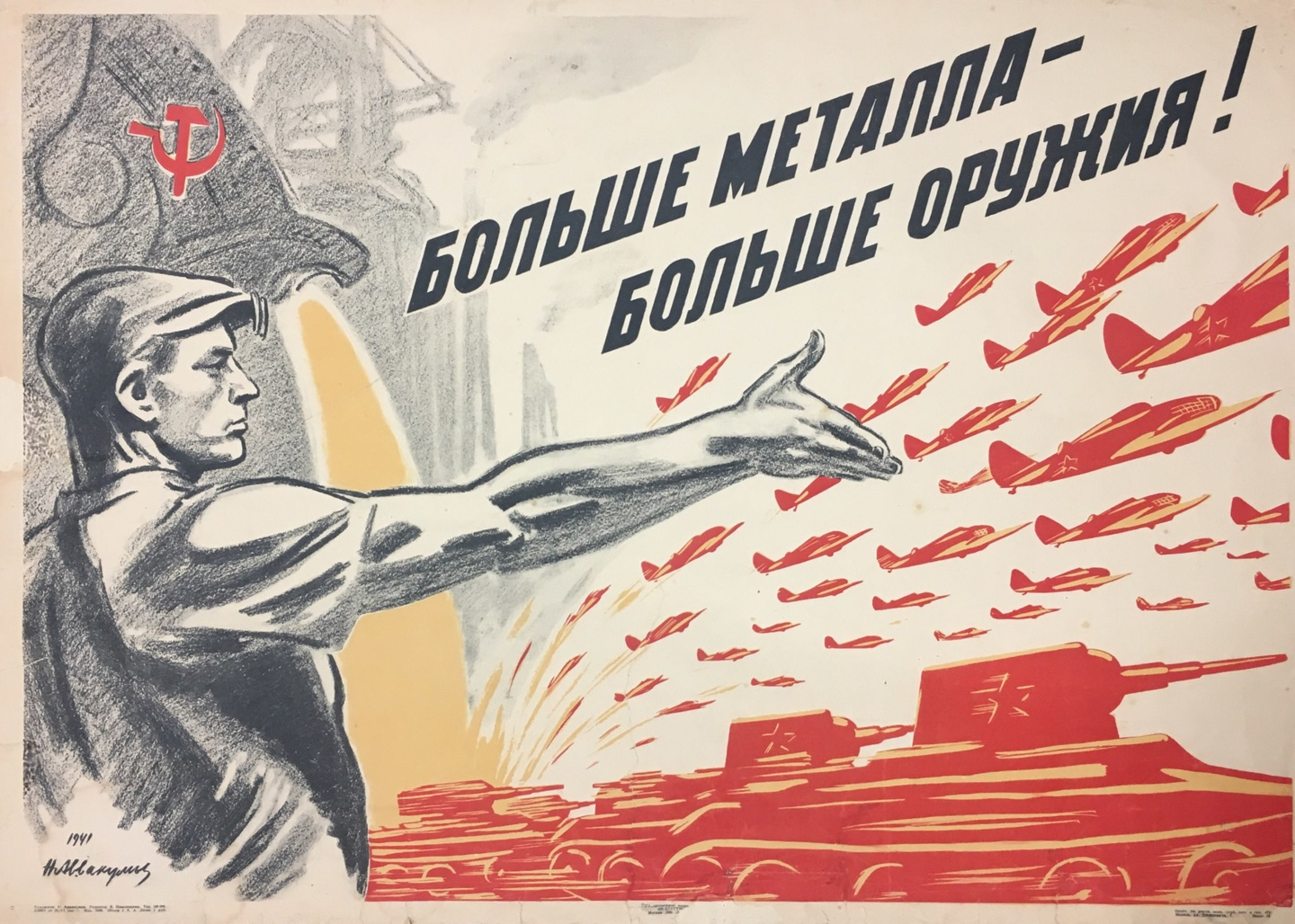
Советский плакат 1941 года

С началом войны в СССР началась массовая эвакуация населения, производительных сил, учреждений и материальных ресурсов. В восточные районы страны было эвакуировано значительное число предприятий (только во втором полугодии 1941 года — ок. 2600), вывезено 2,3 миллиона голов скота. В первом полугодии 1942 года было выпущено 10 тысяч самолётов, 11 тысяч танков, 54 тысячи орудий. Во втором полугодии их выпуск увеличился более чем в 1,5 раза. Всего в 1942 году СССР выпустил стрелкового оружия всех типов (без револьверов и пистолетов) — 5,91 миллиона единиц, орудий и миномётов всех типов и калибров (без авиационных, морских и танковых/САУ пушек) — 287,0 тысяч штук, танков и САУ всех типов — 24,5 тысяч штук, самолётов всех типов — 25,4 тысяч штук, в том числе боевых — 21,7 тысяч штук. Значительное количество боевой техники было получено и по ленд-лизу, причём все поставки равнялись 4 % советского производства, по танкам и самолётам — 10 % и 12 % соответственно, поставки же автомобилей за военные годы более чем впятеро превзошли их производство в СССР.
Размер вклада советского народа в победу определялся в том числе более высоким уровнем милитаризации советской директивной экономики в сравнении с капиталистической экономикой как противников, так и союзников СССР. В частности, в год Курской битвы (1943) при 4-кратном превосходстве Германии в выплавке стали СССР произвёл в 2,5 раза больше танков, но при этом и потери танков СССР в 1943 году также превзошли германские более чем вдвое. В то время как советский народ находился на грани физического выживания, в различных источниках приводятся такие примеры тягот военного времени в странах-союзниках СССР, как карточки на бензин, отсутствие папиросной бумаги или французских яблок.

## Оккупация и сопротивление

### Оккупация СССР и советские партизаны
Гитлер рассматривал своё нападение на СССР как «Крестовый поход», который следует вести террористическими методами. Уже 13 мая 1941 года он освободил военнослужащих от всякой ответственности за свои действия при выполнении плана «Барбаросса»:

Никакие действия служащих вермахта или же действующих с ними лиц, в случае произведения гражданскими лицами враждебных действий по отношению к ним, не подлежат пресечению и не могут рассматриваться как проступки или военные преступления…

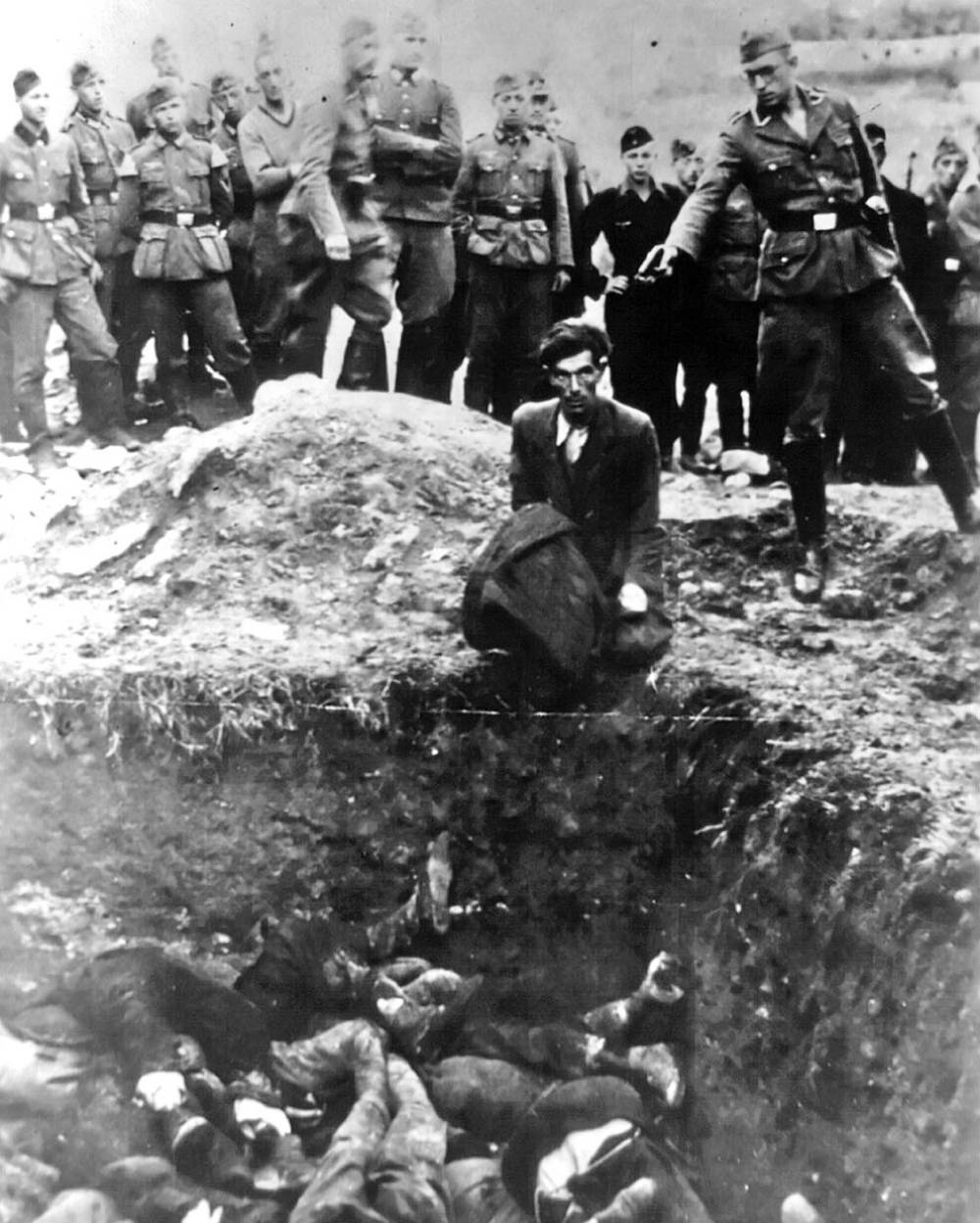
«Последний еврей Винницы»

Немецкой оккупации в ходе войны подверглись территории Белорусской, Украинской, Эстонской, Латвийской, Литовской ССР, 13 областей РСФСР.
Молдавская ССР и некоторые районы юга Украинской ССР (Транснистрия) находились под управлением Румынии, часть Карело-Финской ССР была оккупирована финскими войсками.

Война нацистской Германии против Советского Союза была с самого начала нацелена на захват территории вплоть до Урала, эксплуатацию природных ресурсов СССР и долгосрочное подчинение России германскому господству. Перед прямой угрозой планомерного физического уничтожения оказались не только евреи, но и славяне, населявшие захваченные Германией в 1941—1944 гг. советские территории. Лишь недавно предметом исследований историков ФРГ стал «другой холокост», направленный против славянского населения СССР, которое наряду с евреями было провозглашено «низшей расой» и также подлежало уничтожению.
— Вольфрем Вёрте
Области стали называться губерниями, были учреждены уезды (с января 1943 года — районы) и волости, произведена регистрация населения. Наряду с немецкими военными и административными органами власти (военными комендатурами, окружными и районными управлениями, сельскохозяйственными управлениями, гестапо и пр.) существовали учреждения местного самоуправления с полицией. Во главе городов, уездов назначались бургомистры, волостные управления возглавляли волостные старшины, в селениях назначались старосты. Для разбора уголовных и гражданских дел, не затрагивавших интересы германской армии, действовали мировые суды. Деятельность местных учреждений была направлена на исполнение приказов и распоряжений немецкого командования, осуществление политики и планов Гитлера в отношении оккупированного населения.

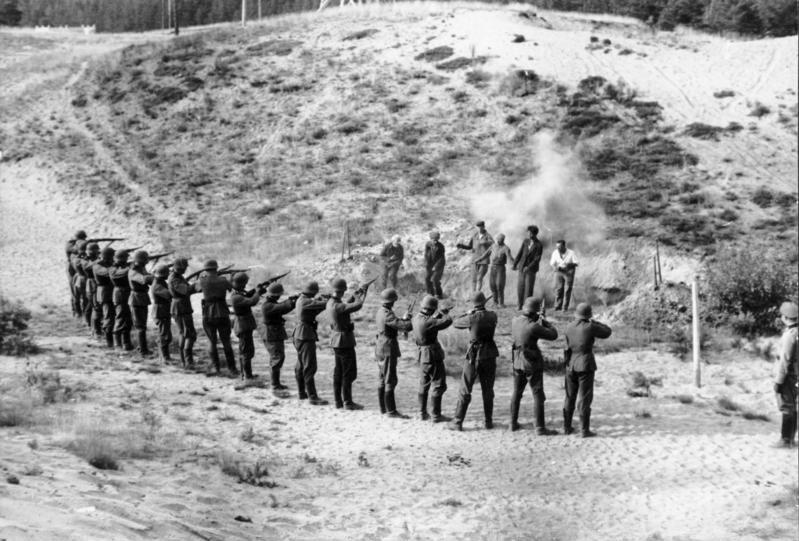
Расстрел советских партизан. Сентябрь 1941 года.

Немцами были организованы политические школы — специальное учреждение по пропаганде и агитации. Публичные лекции на политические темы проводились в обязательном порядке на предприятиях и в организациях города и в сельской местности. Читались лекции и доклады через местное радиовещание. Также Д. Малявин сообщает о пропагандистских календарях.
Было введено обязательное школьное обучение с использованием советских учебников, из которых удалялось всё, что не соответствовало нацистской идеологии. Родителей, не посылавших своих детей в школы, принуждали к этому наложением штрафов. С учителями проводились собеседования в гестапо и организовывались двухнедельные политические курсы. С апреля 1943 года преподавание истории было запрещено и введены так называемые «уроки текущих событий», для которых требовалось использовать немецкие газеты и специальные немецкие политические брошюры. В школах при церквях были организованы детские группы для обучения Закону Божьему. В это же время, германские войска уничтожили огромное количество книг в библиотеках.
Для большинства мест, подвергшихся оккупации, этот период продолжался два-три года. Захватчики ввели здесь для советских граждан в возрасте от 18 до 45 лет (для евреев — от 18 до 60 лет) жёсткую трудовую повинность. При этом рабочий день даже на вредных производствах длился 14—16 часов в сутки. За отказ и уклонение от работы, невыполнение приказов, малейшее неповиновение, сопротивление грабежу и насилию, помощь партизанам или просто в качестве возмездия за их действия, членство в коммунистической партии и комсомоле, принадлежность к еврейской или цыганской национальности следовали расстрелы, казни через повешение, избиения и пытки со смертельным исходом. Применялись штрафы, заключение в концлагеря, реквизиция скота и пр. Уничтожение всех, кто считался вредным и бесполезным рейху было планомерно организовано в рамках разветвлённой сети концлагерей и исполнялось вплоть до конца немецкой оккупации. Так, в Белоруссии в ходе всей войны погиб каждый четвёртый житель (в это число входят не только мирные жители, но также партизаны, погибшие с оружием в руках, а также призванные на фронт жители довоенной Беларуси; значительную часть «погибших» составили эвакуировавшиеся вместе с отступающими немцами на Запад участники антисоветских вооружённых формирований, сотрудники оккупационной администрации, полицаи и прочие лица, которые предпочли не испытывать судьбу и уйти от наступавших советских войск).
Всего на оккупированной территории погибло более 7,4 млн чел. мирного населения.
Большой урон советскому населению, находившемуся под оккупацией, причинил насильственный угон наиболее трудоспособной его части на принудительные работы в Германию и оккупированные промышленно-развитые страны. Советских невольников именовали там «остарбайтерами» (восточными рабочими).
Из общего числа советских граждан, насильственно вывезенных на работы в Германию (5 269 513 чел.), после окончания войны было репатриировано 2 654 100 чел. Не возвратились по разным причинам и стали эмигрантами — 451 100 чел. Остальные 2 164 313 чел. погибли или умерли в плену.
В оккупированных областях СССР организацию сопротивления оккупантам осуществлял ЦК ВКП(б) через подпольные обкомы, горкомы и райкомы партии. В начале июля 1941 года Центральный Комитет партии дал указание обкомам ВКП(б) о немедленной подготовке к переходу на нелегальное положение. В первой половине июля партийное подполье начало реально создаваться. Однако быстрое продвижение германских войск вглубь страны помешало полностью завершить эту работу.
Подпольные организации в оккупированных городах создавались стихийно. Так, в Минске первую подпольную организацию сопротивления создали интендант 3-го ранга Иван Рогов, после того как его часть была разбита на подступах к городу, партийный работник Иван Ковалёв, который по указанию секретаря ЦК КП(б)Б вернулся в Заславль, где он работал до войны, чтобы создать там подпольную организацию, и инженер-нефтяник Исай Казинец, который эвакуировался из Белостока, но сумел добраться только до Минска. Самой знаменитой подпольной организацией, благодаря одноимённому роману писателя Александра Фадеева, стала созданная в оккупированном Краснодоне молодёжная организация «Молодая гвардия». Подпольщики занимались агентурной разведкой, распространением нелегальных изданий, организовывали саботаж, устраивали диверсии, убивали коллаборационистов и представителей оккупационных властей.
В общей сложности, в 1941—1944 годах на оккупированной территории СССР действовали 6 200 партизанских отрядов и соединений, численность партизан и подпольщиков оценивается в 1 миллион человек. Есть и более высокие оценки: 1.1 миллион партизан и 220 тыс. подпольщиков.

### Несоветское Сопротивление
Также с оккупантами и коллаборационистами на оккупированной территории СССР вели борьбу польская Армия Крайова (в Литве, Западной Белоруссии, Западной Украине) и украинские отряды УПА-ПС, или «Полесской сечи», и УПА, или «бандеровцев» (в Западной Украине, см. Действия украинских националистов против немецких оккупантов). Их отношения с советскими партизанами были неоднозначными: от проведения совместных операций до открытых вооружённых столкновений; эти движения также могли конфликтовать между собой. Вспомогательной силой Красной армии и советских партизан на оккупированных территориях СССР, в Прибалтике и Германии были Боевые группы Национального комитета «Свободная Германия», сформированного из немецких военнопленных.
Помимо СССР, партизанские движения существовали и на других участках Восточного фронта, некоторые из которых поддерживались СССР: в оккупированной Польше Сопротивление вели Армия Крайова и Польское подпольное государство, бывшие сторонниками правительства Польши в изгнании, и просоветские и прокоммунистические Гвардия Людова и Армия Людова, организованные при участии Польской рабочей партии. До освобождения Чехословакии в ней действовали такие формирования как 1-я чехословацкая партизанская бригада имени Яна Жижки и Партизанская бригада им. Яна Жижки – Пола, сформированные при участии советских офицеров и коммунистов; при поддержке СССР существовало партизанское движение в Венгрии и Сопротивление в Болгарии; последнее свергло дружественный Третьему Рейху режим в 1944 году, после чего Болгария стала союзником СССР. Партизаны комитета «Свободная Германия» засылались в Восточную Пруссию, но из-за особенностей региона и других факторов успехов не добились.

## Второй период войны (коренной перелом)

Положение воюющих сторон в Европе на ноябрь 1942 г.

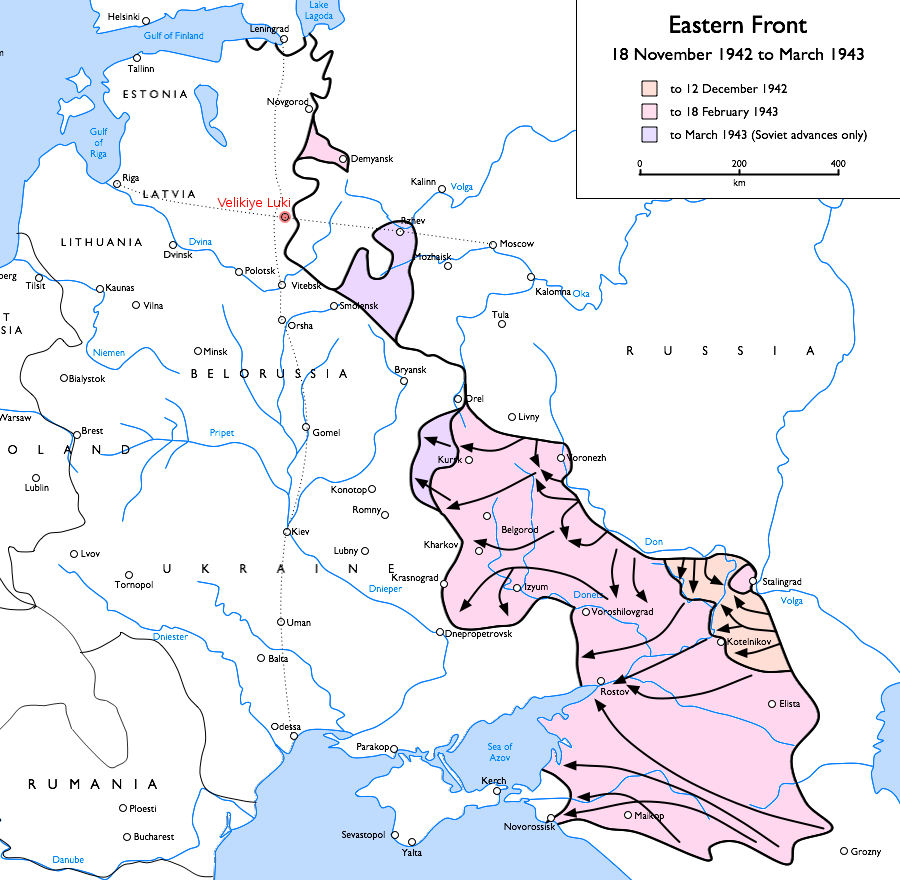
Наступление Красной армии в ноябре 1942 — марте 1943 гг.

### Зимняя кампания 1942—1943 годов

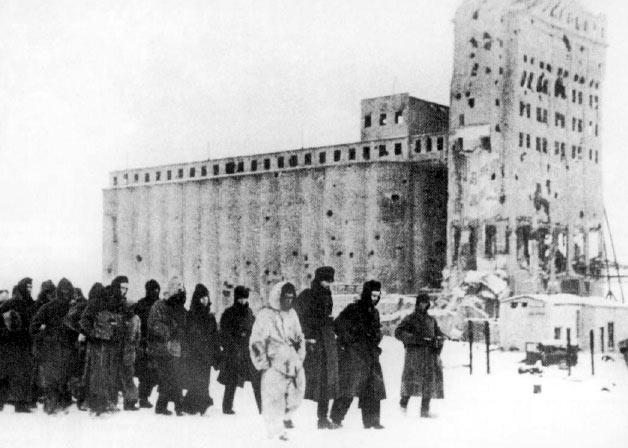
Пленённые под Сталинградом немецкие солдаты. Февраль 1943

19 ноября 1942 года началось контрнаступление советских войск, 23 ноября части Сталинградского и Юго-Западного фронтов соединились у города Калач-на-Дону и окружили 22 вражеские дивизии. В ходе начавшейся 16 декабря операции «Малый Сатурн» серьёзное поражение потерпела группа армий «Дон» под командованием Манштейна, не сумевшая деблокировать окружённую немецкую группировку в Сталинграде. 2 февраля 1943 года остатки немецкой 6-й армии во главе с фельдмаршалом Паулюсом капитулировали в Сталинграде. В плен попало около 90 тысяч немецких солдат и офицеров.
И хотя наступательные операции, предпринятые на центральном участке советско-германского фронта (операция «Марс»), закончились неудачно, однако успех на южном направлении обеспечил успех зимней кампании советских войск в целом — одна немецкая и четыре армии союзников Германии были уничтожены.
Другими важными событиями зимней кампании стали Северо-Кавказская наступательная операция (фактически преследование отводивших с Кавказа силы во избежание окружения немцев) и прорыв блокады Ленинграда (18 января 1943 года).
С 13 января по 3 марта 1943 года советские войска осуществляли Воронежско-Харьковскую стратегическую наступательную операцию. В результате этой операции было нанесено поражение немецкой группе армий «Б», были полностью разгромлены входившие в состав этой группы 8-я итальянская армия и 2-я венгерская армия, были освобождены Воронеж, Курск, Белгород, Харьков.
19 февраля 1943 года войска группы армий «Юг» под командованием Манштейна начали на южном направлении контрнаступление и вновь овладели Харьковом, что позволило временно вырвать инициативу из рук советских войск и отбросить их на восток (на отдельных направлениях на 150—200 км). Относительно небольшое количество советских частей было окружено (на Воронежском фронте, из-за ошибок командующего фронтом Филиппа Голикова, смещённого после сражения). Однако меры, принятые советским командованием, уже в конце марта позволили остановить продвижение немецких войск и стабилизировать фронт.
Зимой 1943 года немецкая 9-я армия Вальтера Моделя была вынуждена оставить ржевско-вяземский выступ (см.: Операция «Бюффель»). Войска Калининского (Максим Пуркаев) и Западного (Василий Соколовский) фронтов преследовали противника. В результате советские войска отодвинули линию фронта от Москвы ещё на 130—160 км.
В феврале—апреле 1943 года войска Северо-Западного фронта, Особой группы генерал-полковника М. С. Хозина, Ленинградского и Волховского фронтов осуществляли операцию «Полярная звезда» с целью окружения и полного разгрома немецкой группы армий «Север», освобождения Ленинградской области и создания предпосылок для успешного наступления в Прибалтику. Но эта операция завершилась провалом — ни одна из поставленных целей достигнута не была.

### Летне-осенняя кампания 1943 года

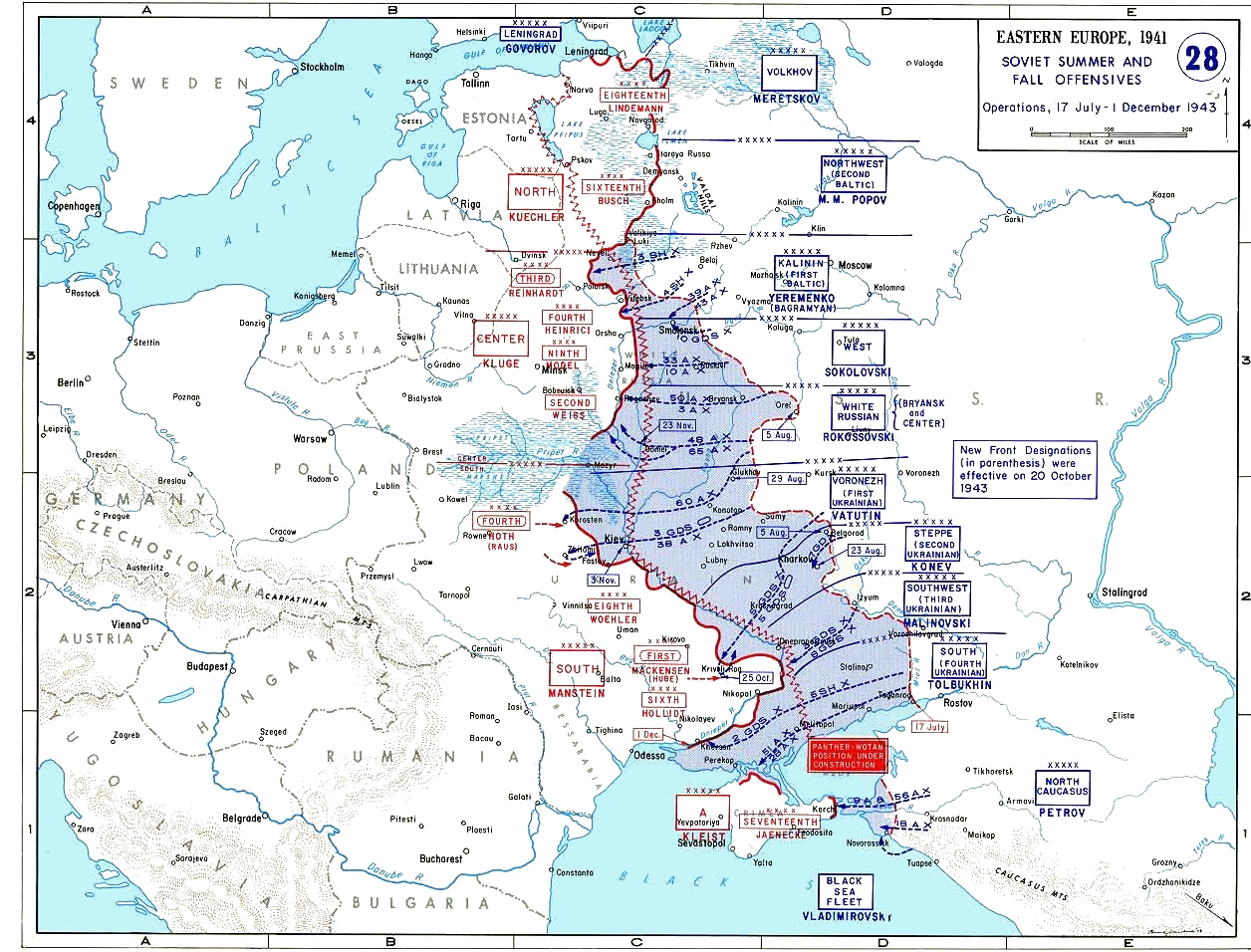
Наступление советских войск в июле-ноябре 1943 года

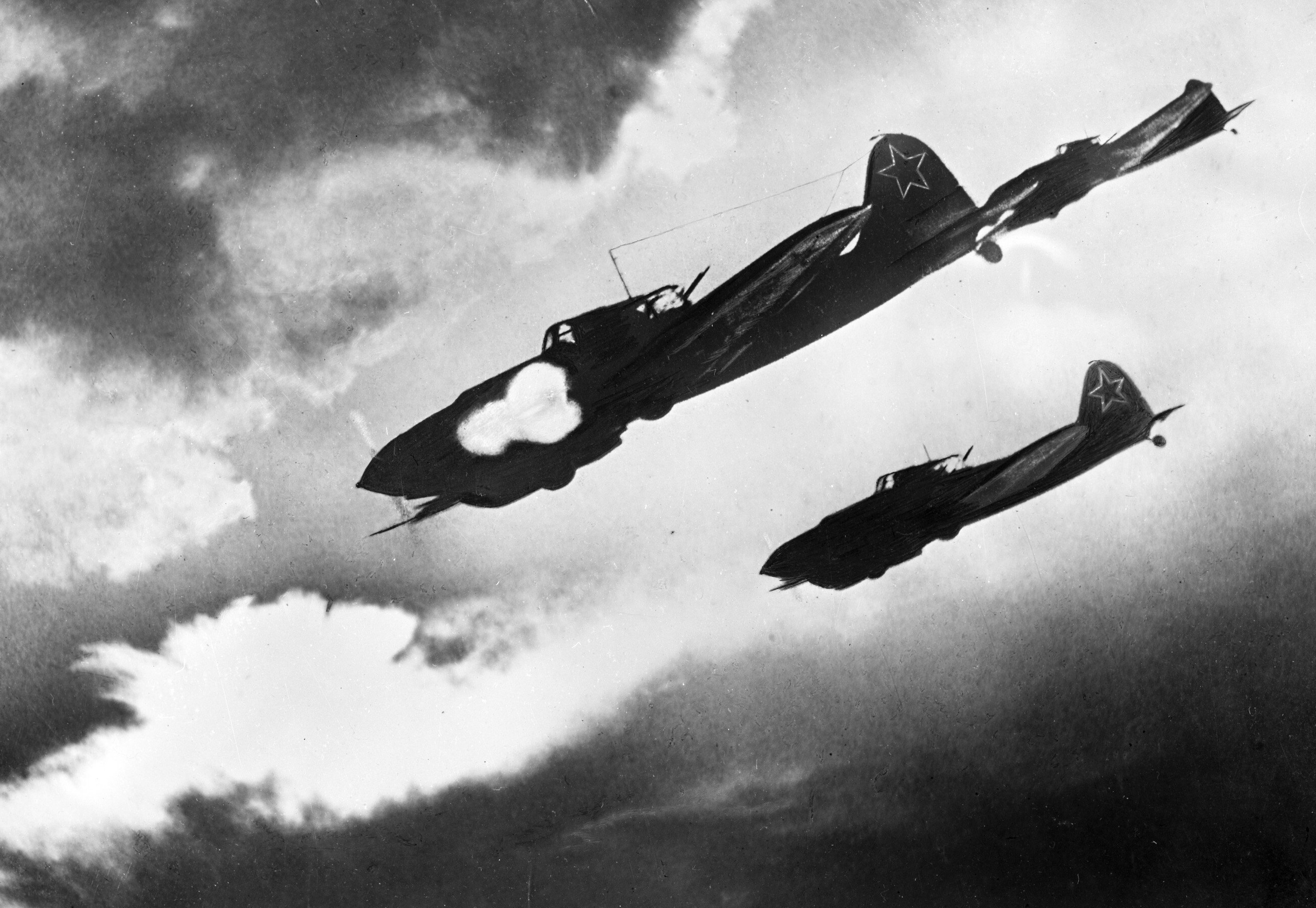
Штурмовики Ил-2 атакуют колонну противника, Воронежский фронт, 1 июля 1943 года

Стратегическая пауза, наступившая по окончании операций зимней кампании 1942—1943 годов, позволяла приступить к подготовке летних сражений. 12 апреля Ставкой ВГК были рассмотрены предложения военных советов фронтов и мнение Генерального штаба; в результате был выработан план действий на лето и осень 1943 года. Основные события предполагались в районе Курского стратегического плацдарма (курского выступа), с которого после преднамеренной обороны должны последовать фланговые удары по орловской и белгородско-харьковской группировкам противника. Удар из курского выступа открывал направление на Киев и хорошо увязывался с действиями по разгрому немецкой группы армий «Юг» и последующим освобождением Левобережной Украины.
Решающими событиями летне-осенней кампании 1943 года были Курская битва и битва за Днепр. В ходе Курской битвы Вермахт провёл последнюю стратегическую наступательную операцию на Восточном фронте, пытаясь перехватить инициативу. Однако попытка срезать курский выступ и окружить советские войска потерпела неудачу, и в ходе советского контрнаступления немецкие войска были разбиты. Красной армии удалось освободить Орёл, Белгород и Харьков.
С 7 августа по 2 октября 1943 года советские войска осуществили Смоленскую стратегическую наступательную операцию (операция «Суворов»), в результате которой 25 сентября был освобождён Смоленск, советские войска продвинулись на запад на 200—250 км.
С 13 августа по 22 сентября 1943 года советские войска осуществили Донбасскую операцию, в результате которой был полностью освобождён Донецкий угольный бассейн.
В ходе дальнейшего наступления Красной армии удалось нанести поражения немецким войскам и освободить территории к востоку от Днепра, а после прорыва на западный берег Днепра в начале ноября 1943 года освободить Киев.
С 9 сентября по 9 октября 1943 года была также проведена Новороссийско-Таманская операция, в результате которой было завершено освобождение Таманского полуострова, советские войска вышли на исходные рубежи для освобождения Крымского полуострова. В результате Мелитопольской (26 сентября — 5 ноября 1943 года) и Керченско-Эльтигенской десантной операции (31 октября — 11 ноября 1943 года) советские войска прорвали укрепления Турецкого вала на Перекопском перешейке, захватили плацдармы на южном берегу Сиваша и на Керченском полуострове, но освободить Крым сразу же не удалось — не было достаточно сил.
Итогом кампании стало продвижение РККА на запад от 500 до 1300 км, освобождение примерно 2/3 оккупированной территории, в том числе важнейших экономических (Донбасс, Харьков) и сельскохозяйственных (Черноземье, Кубань, восток Украины) районов.
Силы Германии и СССР к концу летне-осенней кампании 1943 года по большинству показателей остались практически на том же уровне, в то время как по танкам и САУ Красная армия утратила превосходство, которым она обладала перед Курской битвой (10,1 тыс. против 5,8 тыс. у немцев). За вторую половину 1943 года РККА потеряла свыше 18 000 танков и САУ против св. 3 000 танков и штурмовых орудий вермахта, зато в самолётах советские потери впервые за войну стали менее потерь противника — около 6 500 советских против примерно 10 000 немецких самолётов.
28 ноября — 1 декабря состоялась Тегеранская конференция И. Сталина, У. Черчилля и Ф. Д. Рузвельта. Основным вопросом конференции было открытие второго фронта.

## Третий период войны
Третий период войны характеризовался значительным количественным ростом германских вооружённых сил, особенно в техническом отношении. Например, количество танков и САУ в вермахте к 1 января 1945 года составило 12 990 единиц, в то время как к 1 января 1944 года — 9149, а к 1 января 1943 года — только 7927 единиц. Это было результатом деятельности Шпеера, Мильха и др. в рамках программы военной мобилизации промышленности Германии, начатой в январе 1942 года, но ставшей давать серьёзные результаты лишь в 1943—1944 годах.
Однако количественный рост, из-за огромных потерь на Восточном фронте и нехватки топлива для обучения танкистов и лётчиков, сопровождался снижением качественного уровня германских вооружённых сил. Поэтому стратегическая инициатива оставалась за СССР и его союзниками, а потери Германии значительно возросли. В то же время советские солдаты, пережившие первые годы войны, приобрели бесценный боевой опыт, которого не было у армии к началу войны.

### Зимне-весенняя кампания 1944 года
Зимнюю кампанию 1943—1944 годов Красная Армия начала грандиозным наступлением на правобережной Украине (24 декабря 1943 — 17 апреля 1944). Данное наступление состояло из нескольких фронтовых операций: Житомирско-Бердичевской, Кировоградской, Корсунь-Шевченковской, Луцко-Ровненской, Никопольско-Криворожской, Проскуровско-Черновицкой, Уманско-Ботошанской, Березнеговато-Снигирёвской и Одесской.
В результате четырёхмесячного наступления были разбиты группа армий «Юг» (командующий генерал-фельдмаршал Эрих фон Манштейн) и группа армий «А» (командующий генерал-фельдмаршал Эвальд фон Клейст). Советские войска освободили Правобережную Украину, западные области, вышли на государственную границу на юге СССР, в предгорья Карпат (в ходе Проскуровско-Черновицкой операции), а 28 марта, форсировав реку Прут, вступили в Румынию. Также, к наступлению на правобережной Украине относят Полесскую операцию 2-го Белорусского фронта, который действовал севернее войск 1-го Украинского фронта.
В наступлении принимали участия войска 1-го, 2-го, 3-го, 4-го Украинских фронтов, 2-й Белорусский фронт, корабли Черноморского флота и Азовской военной флотилии и большое количество партизан на оккупированных территориях. В результате наступления фронт был отодвинут от изначальных позиций конца декабря 1943 года на глубину 250—450 км. Людские потери советских войск оцениваются в 1,1 млн человек, из которых безвозвратные — чуть более 270 тысяч.
Одновременно с освобождением Правобережной Украины, началась Ленинградско-Новгородская операция (14 января — 1 марта 1944). В рамках данной операции проведены: Красносельско-Ропшинская, Новгородско-Лужская, Кингисеппско-Гдовская и Старорусско-Новоржевская фронтовые наступательные операции. Одной из основных целей было снятие блокады Ленинграда.
В результате наступления советские войска нанесли поражение группе армий «Север» под командованием генерал-фельдмаршала Георга фон Кюхлера. Также, была снята почти 900-дневная блокада Ленинграда, освобождены почти вся территория Ленинградской, Новгородской областей, больша́я часть Калининской области, советские войска вступили на территорию Эстонии. Это наступление советских войск лишило немецкое командование возможности перебросить силы группы армий «Север» на Правобрежную Украину, где наносили главный удар советские войска зимой 1944 года.
В операции участвовали войска Ленинградского и Волховского фронтов, часть сил 2-го Прибалтийского фронта, Балтийский флот, авиация дальнего действия и партизаны. В результате Ленинградско-Новгородской операции войска продвинулись на 220—280 км. Потери советских войск — более 300 тыс. человек, из них безвозвратные — более 75 тыс.
Апрель — май ознаменовался Крымской наступательной операцией (8 апреля — 12 мая). Во время неё были проведены две фронтовые операции: Перекопско-Севастопольская и Керченско-Севастопольская; цель операции — освобождение Крыма. Советские войска освободили Крым и разгромили 17-ю полевую армию немцев. Черноморский флот возвратил себе свою главную базу — Севастополь, что значительно улучшило условия базирования и ведения боевых действий как для самого флота, так и для Азовской военной флотилии (на базе которой была сформирована Дунайская военная флотилия). Была ликвидирована угроза тылам фронтов, освобождавших Правобережную Украину.
В освобождении Крыма участвовали войска 4-го Украинского фронта, Отдельной приморской армии под командованием Андрея Ерёменко, Черноморский флот, Азовская военная флотилия (позднее переименованная в Дунайскую военную флотилию). Потери советских войск составили чуть менее 85 тыс. человек, из которых безвозвратные — более 17 тыс. Советские войска освободили Крым за месяц с небольшим, тогда как немцам понадобилось почти 10 месяцев только чтобы захватить Севастополь.
На центральном (западном) направлении, однако, успехов у советских войск не было — немцы прочно удерживали Белоруссию. С осени 1943 года до весны 1944 года советские войска Западного фронта предприняли ряд операций с целью захвата Витебска и Орши (Оршанская и Витебская операции), но они были безуспешными.

### Летне-осенняя кампания 1944 года

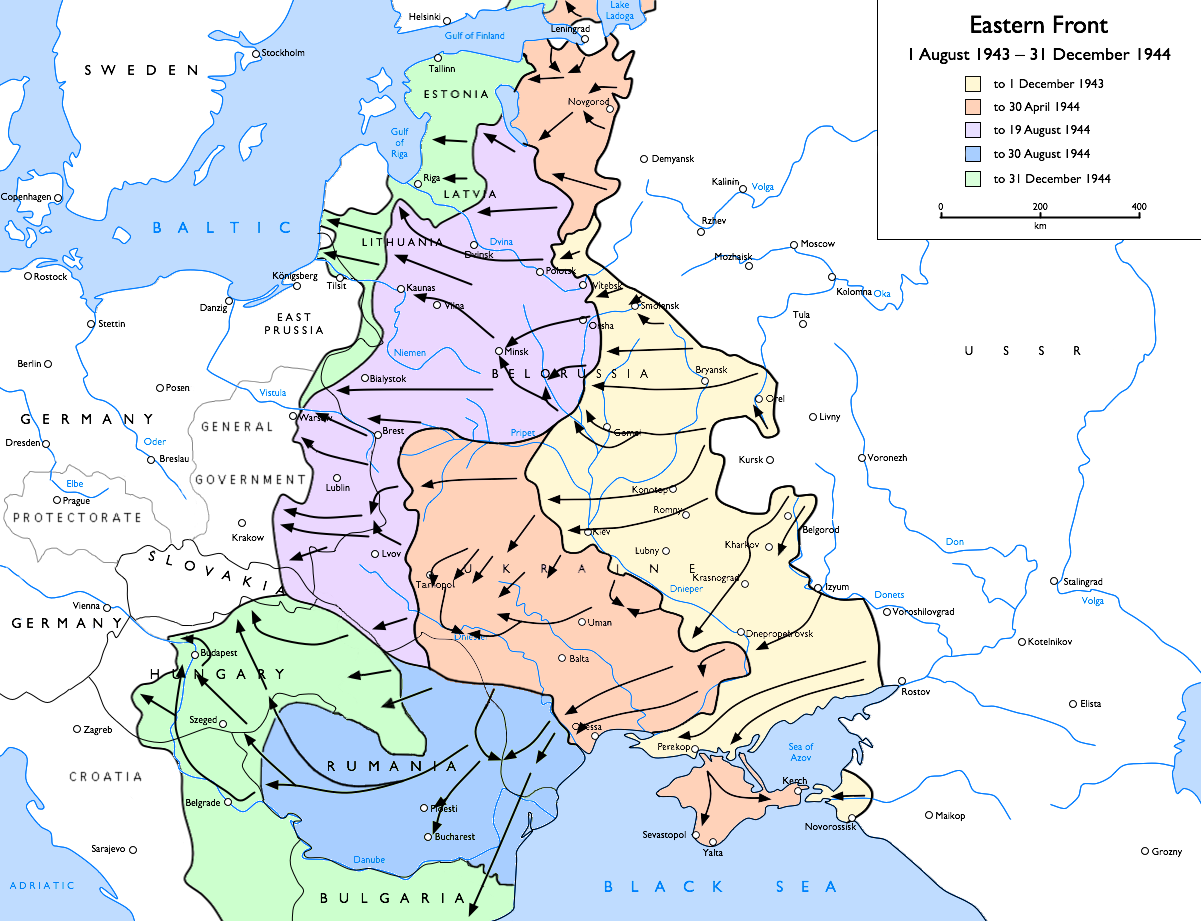
Наступление Красной армии в конце 1943—1944 гг.

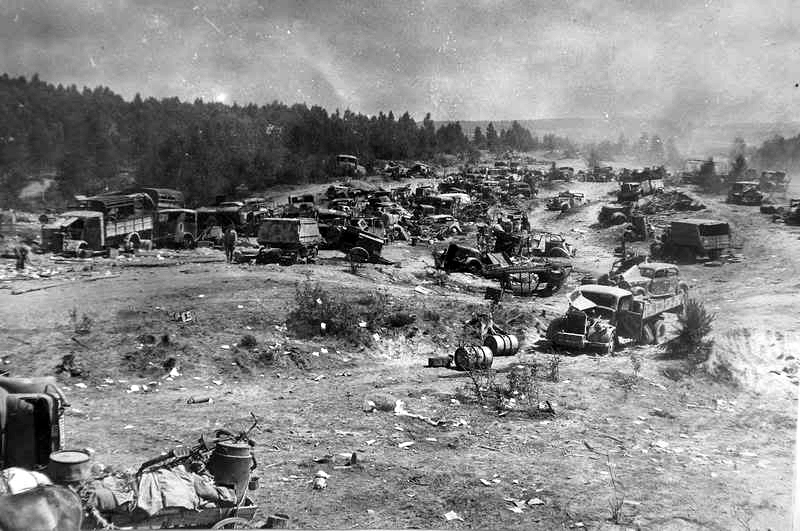
Разгромленная немецкая автоколонна в Белоруссии. Лето 1944

В июне 1944 года США и Великобритания осуществили высадку своих войск во Франции, что значительно ухудшило военное положение Германии. В летне-осеннюю кампанию Красная армия провела ряд крупных операций, в том числе Белорусскую, Выборгско-Петрозаводскую, Львовско-Сандомирскую, Ясско-Кишинёвскую, Прибалтийскую; завершила освобождение Белоруссии, Украины, Прибалтики (кроме некоторых районов Латвии); освободила северное Заполярье и северные области Норвегии. Были принуждены к капитуляции и вступлению в войну против Германии Румыния и Болгария (Болгария находилась в состоянии войны с Великобританией и США, но не с СССР, вследствие чего 5 сентября СССР объявил войну Болгарии, введя войска на её территорию, болгарские войска сопротивления не оказали). В сентябре-октябре 1944 года советские войска совместно с НОАЮ освободили восточные и южные части Югославии, включая столицу страны — Белград.
Летом 1944 года советские войска вступили на территорию Польши. Ещё до этого на территории Западной Украины и Западной Белоруссии, а также Литвы советские войска встретились с формированиями польской партизанской Армии Крайовой (АК), которая подчинялась польскому правительству в изгнании. Перед АК была поставлена задача, по мере отступления немцев — овладевать освобождёнными районами в Западной Белоруссии, на Западной Украине, в Литве, и в самой Польше, — чтобы вступающие на эти территории советские войска уже застали там сформированный аппарат новой власти, поддержанный вооружёнными отрядами, подчинёнными эмигрантскому правительству.
Советские войска сначала осуществляли совместные с АК операции против немецких войск, но затем офицеры АК подвергались арестам, а бойцы разоружались и мобилизовывались в просоветское Войско Польское генерала Берлинга. На освобождённых землях, то есть непосредственно в тылу Красной армии, продолжались попытки разоружения отрядов АК, которые уходили в подполье. Это происходило с июля и на территории самой Польши. Уже 23 августа из Люблина в лагерь под Рязанью был отправлен первый этап интернированных бойцов АК. Перед отправкой их держали в бывшем германском концлагере Майданек. 21 июля в Хелме польскими коммунистами и их союзниками был создан Польский комитет национального освобождения — временное просоветское правительство Польши, несмотря на то, что законным правительством Польши в тот момент себя считало правительство Польши в изгнании.
1 августа, когда передовые силы РККА приближались к столице Польши Варшаве, Армия Крайова подняла восстание в городе. Повстанцы два месяца сражались с превосходящими силами немецких войск, но 2 октября были вынуждены капитулировать. 1-й Белорусский фронт не оказал существенной помощи восставшим — преодолев в Белорусской операции до 600 км, он встретил под Варшавой упорное сопротивление противника и перешёл к обороне.
30 августа началось Словацкое национальное восстание против пронемецкого режима Словацкой Республики во главе с Йозефом Тиссо. Для помощи повстанцам советские войска 8 сентября начали Карпато-Дукельскую операцию. Но в начале ноября немецкие войска подавили восстание ещё до того, как советские войска смогли оказать повстанцам помощь.
25 октября Государственный комитет обороны объявил призыв на военную службу призывников 1927 года рождения. Призвали 1 156 727 человек — последний военный призыв.

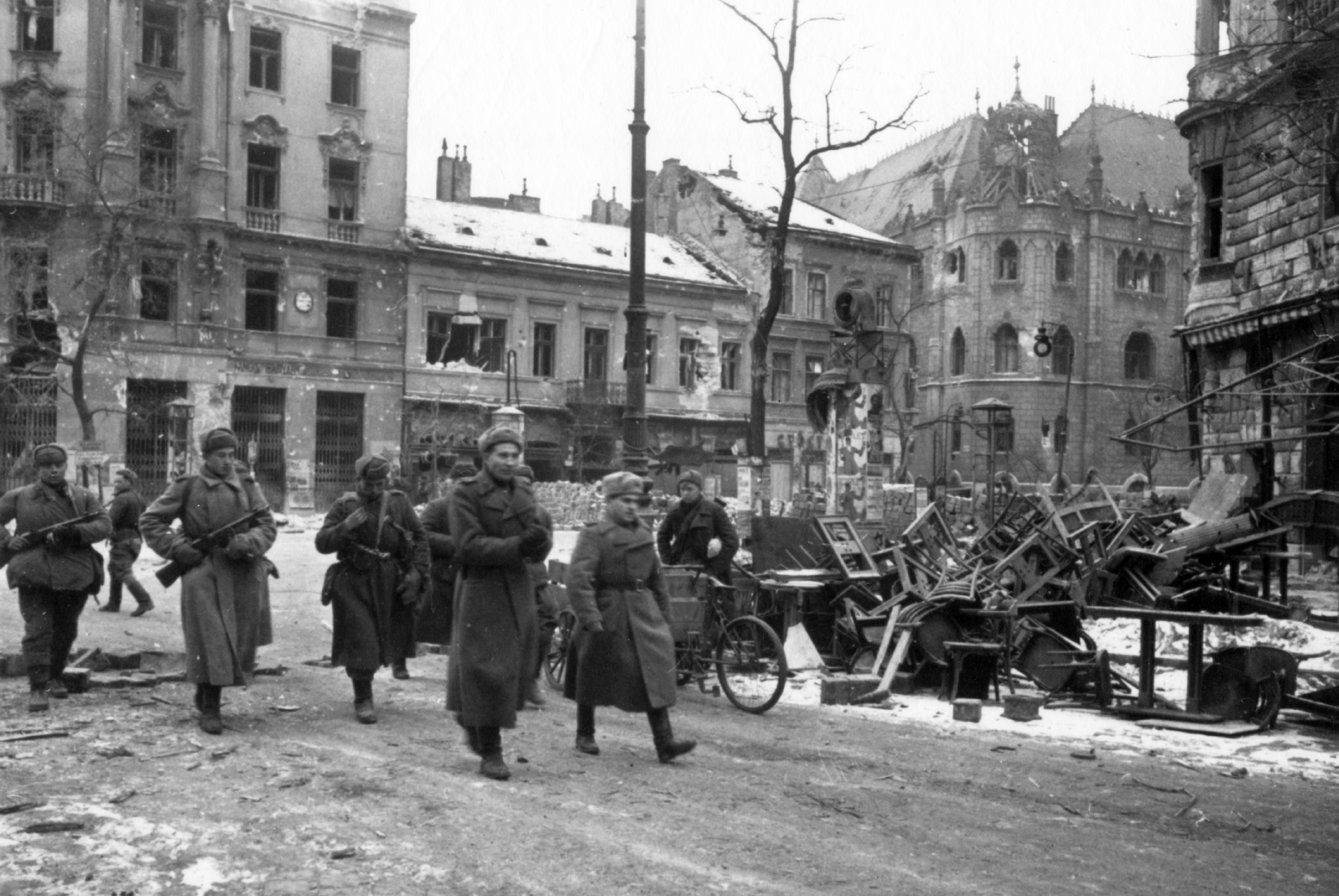
Советские солдаты на улицах Будапешта (Венгрия), 1 января 1945

В октябре советские войска успешно провели Дебреценскую операцию и начали Будапештскую операцию с целью разгрома немецких войск на территории Венгрии и вывода её из войны. 28 декабря было создано временное правительство Венгрии, которое 20 января 1945 заключило перемирие с СССР. Однако немецкие войска в Будапеште капитулировали только 13 февраля 1945 года.

### Зимне-весенняя кампания 1945 года

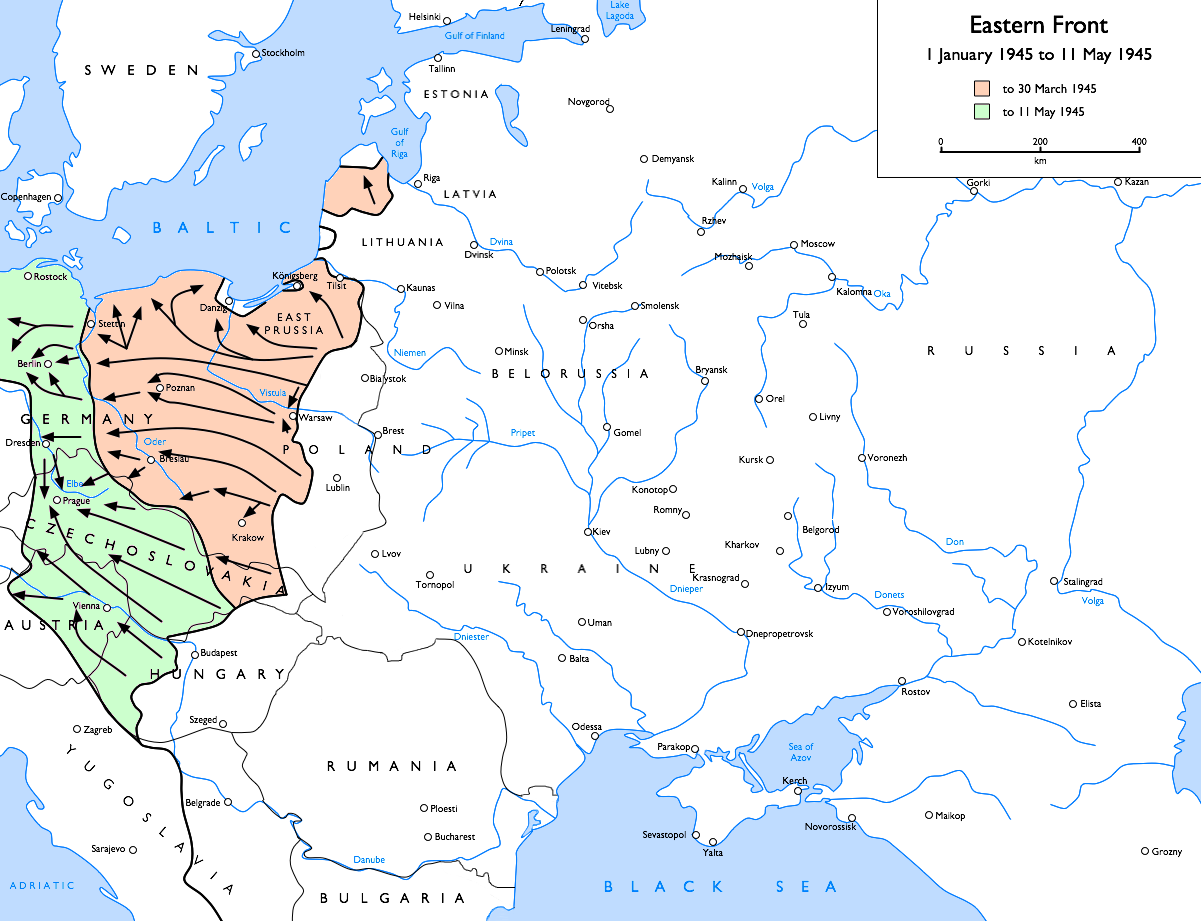
Наступление Красной армии. Январь — май 1945 г.

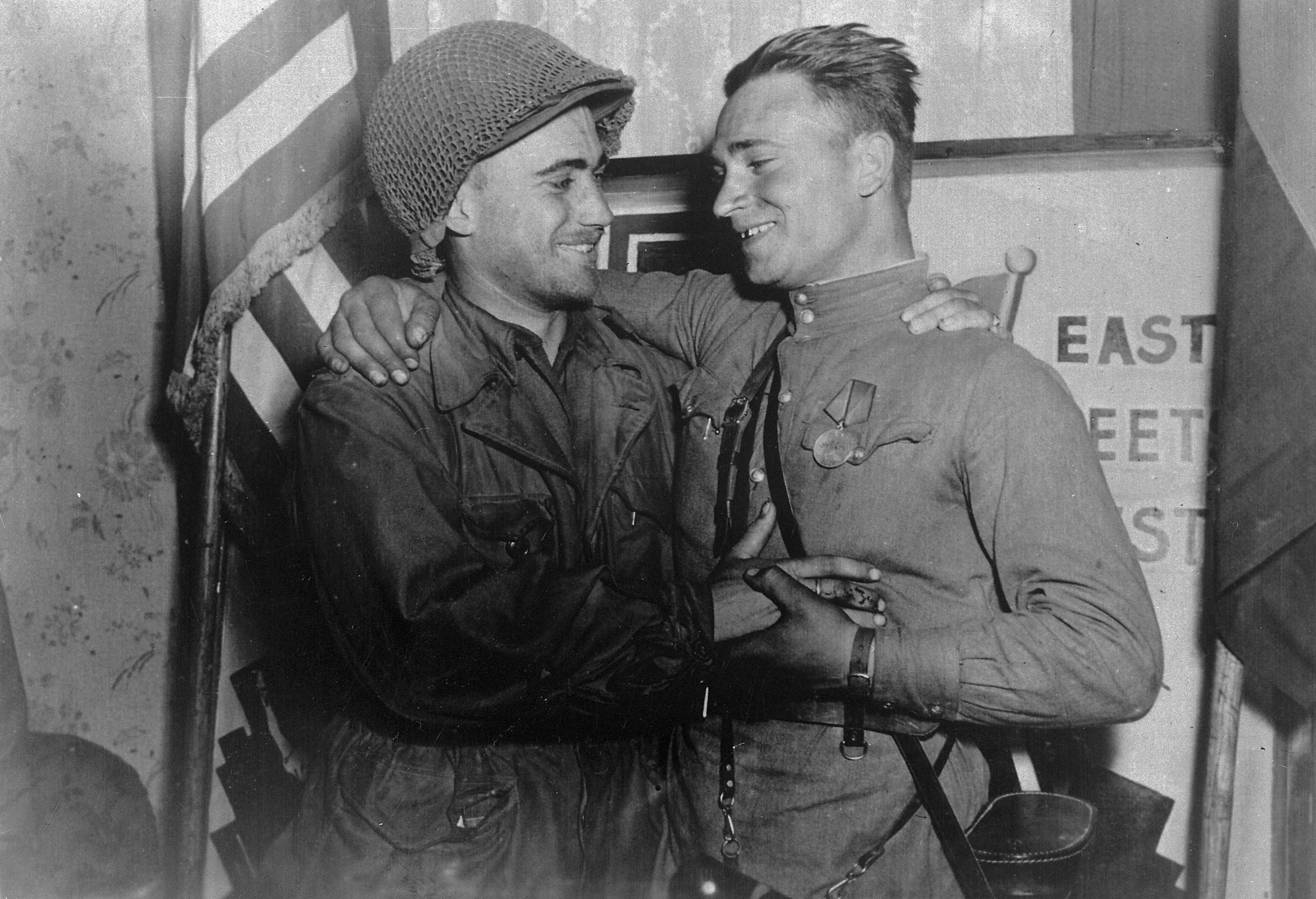
2-й лейтенант У. Робертсон и лейтенант А. С. Сильвашко на фоне надписи «Восток встречается с Западом», символизирующей историческую встречу союзников на Эльбе

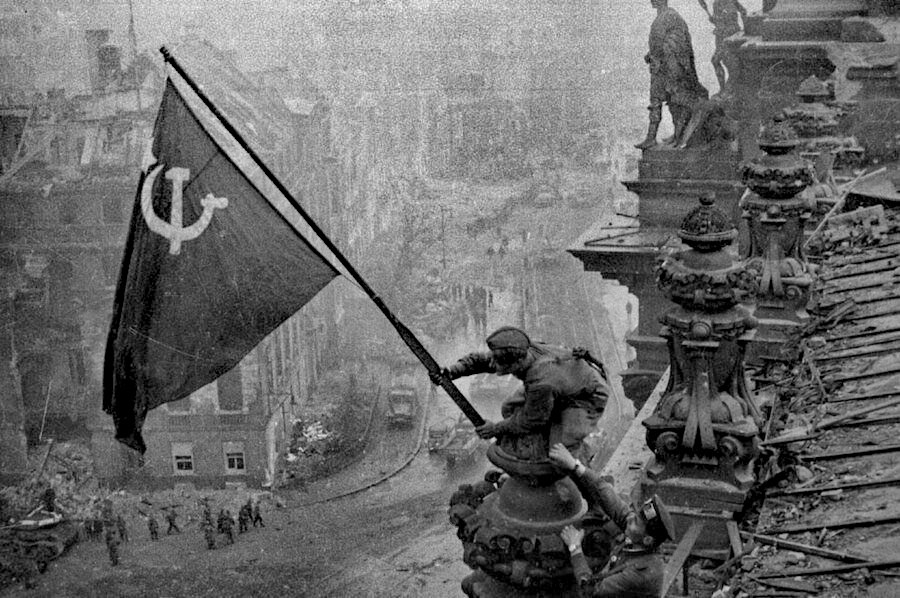
Знамя Победы над рейхстагом (фото Халдея)

#### Военный фронт
Наступательные действия советских войск на западном направлении возобновились только в январе 1945 года. 13 января началась Восточно-Прусская операция. На млавском направлении целью был разгром млавской группировки противника и отсечения группы армий «Центр», оборонявшейся в Восточной Пруссии, от остальных сил немецких армий. В результате боёв советские войска заняли часть Восточной Пруссии, освободили территорию Северной Польши и, блокировав с запада и юго-запада восточно-прусскую группировку противника, создали благоприятные условия для её последующего разгрома (см. Млавско-Эльбингская операция). Войска 3-го Белорусского фронта начали наступательную операцию против тильзитско-инстербургской группировки немецких войск. В результате продвинулись на глубину до 130 км и разгромили основные силы немцев, создав условия для завершения совместной со 2-м Белорусским фронтом Восточно-Прусской операции (см.: Инстербургско-Кёнигсбергская операция).
В Польше 12 января началась (Висло-Одерская операция), в ходе которой к 3 февраля от немецких войск была очищена территория Польши к западу от Вислы и захвачен плацдарм на правом берегу Одера, использованный впоследствии при наступлении на Берлин. В Южной Польше и Чехословакии войска 4-го Украинского фронта преодолели большую часть Западных Карпат, и к 18 февраля вышли в район верхнего течения Вислы, чем способствовали продвижению 1-го Украинского фронта в Силезии.
10 марта советские войска начали Моравско-Остравскую наступательную операцию в Чехословакии. В отчаянной попытке защитить единственный угольный бассейн, оставшийся к апрелю 1945 года в руках Третьего рейха, командование вермахта направляло на этот участок фронта дополнительные силы. Город Моравска-Острава советским войскам удалось занять лишь 30 апреля.
После отражения ожесточённого наступления в районе озера Балатон, 16 марта начинается Венская наступательная операция по овладению городом Вена. На пути к Вене была разгромлена 6-я танковая армия СС. В начале апреля на территории Чехословакии советские войска с ожесточёнными боями продвигаются дальше на запад. 7 апреля подступают к пригородам Вены, где встречают упорное сопротивление немцев. Начинаются тяжёлые бои за Вену, которая была взята 13 апреля.
С 10 февраля по 4 апреля была успешно проведена Восточно-Померанская операция (северо-восточнее Берлина), в которой участвовали войска 1-го Белорусского фронта.
В это же время в Восточной Пруссии начинаются бои за Кёнигсберг (см. Кёнигсбергская операция). Советские войска отвоёвывают километр за километром, начинаются уличные бои. В результате кёнигсбергской операции основные силы восточнопрусской группировки немцев были разгромлены. На севере часть отступившей группы армий «Север», блокированная в Курляндском котле, продолжала сопротивление до самой капитуляции Германии.
К марту 1945 года войска 1-го Белорусского и 1-го Украинского фронтов вышли на рубеж рек Одер и Нейсе. По кратчайшему расстоянию от кюстринского плацдарма до Берлина оставалось 60 км. Американские и британские войска завершили ликвидацию рурской группировки немецких войск и к середине апреля передовыми частями вышли к Эльбе. Потеря важнейших сырьевых районов обусловила спад промышленного производства Германии. Увеличились трудности с восполнением людских потерь, понесённых зимой 1944—1945 годов. Тем не менее, вооружённые силы Германии ещё представляли собой внушительную силу. По информации разведуправления Генштаба Красной Армии, к середине апреля в их составе насчитывалось 223 дивизии и бригады.
16 апреля 1945 года началась Берлинская наступательная операция советских войск. К 25 апреля советские войска полностью окружили Берлин. 25 апреля 1945 года советские войска на реке Эльба впервые встретились с американскими войсками, наступавшими с Запада. 30 апреля, находясь в окружённом Берлине, фюрер Германии Адольф Гитлер покончил с собой. 2 мая 1945 года гарнизон Берлина капитулировал.
15 апреля 1945 года 3-й Украинский фронт начал Грацско-Амштеттенскую наступательную операцию, 8 мая советские войска встретились с американцами, вошедшими в Австрию с запада.
Уже после взятия Берлина советские войска провели Пражскую операцию — последнюю стратегическую операцию в войне. В течение 6—11 мая советские войска разгромили остатки немецкой группы армий «Центр», взяв в плен более 800 тысяч немецких солдат и офицеров.
9 мая на датский остров Борнхольм был высажен советский десант, принявший капитуляцию немецких войск на острове, 10 мая капитулировала немецкая группировка в Курляндском котле.

#### Политический фронт
19 января 1945 года последний командующий АК Леопольд Окулицкий издал приказ о её роспуске. В феврале 1945 года представители эмигрантского польского правительства, находившиеся в Польше, большинство делегатов Совета Национального единства (временного подпольного парламента) и руководители АК были приглашены генералом НКГБ И. А. Серовым на конференцию по поводу возможного вхождения представителей некоммунистических группировок во Временное правительство, которое поддерживалось Советским Союзом. Полякам были даны гарантии безопасности, однако их арестовали в Прушкуве 27 марта и доставили в Москву, где над ними состоялся суд.
4—11 февраля 1945 года состоялась Ялтинская конференция Сталина, Черчилля и Рузвельта. На ней обсуждались основные принципы послевоенной политики.

## Окончание войны

Генерал-фельдмаршал Вильгельм Кейтель подписывает акт о капитуляции германского вермахта в штабе 5-й ударной армии в Карлсхорсте, Берлин, 8 мая 1945

Война в Европе завершилась капитуляцией вооружённых сил Германии 8 мая в 22 часа 43 минуты по центрально-европейскому времени. Боевые действия продолжались 1418 дней. Тем не менее, приняв капитуляцию, Советский Союз не подписал мир с Германией, то есть формально СССР остался с Германией в состоянии войны. Война с Германией была формально окончена 25 января 1955 года изданием Президиумом Верховного Совета СССР указа «О прекращении состояния войны между Советским Союзом и Германией».
24 июня в Москве состоялся парад Победы. На прошедшей в июле — августе 1945 года Потсдамской конференции руководителей СССР, Великобритании и США была достигнута договорённость по вопросам послевоенного устройства Европы.

## Битвы, операции и сражения
Наиболее крупные сражения Великой Отечественной войны:
| - Оборона Заполярья (29 июня 1941 — 1 ноября 1944) - Битва за Москву (30 сентября 1941 — 20 апреля 1942) - Блокада Ленинграда (8 сентября 1941 — 27 января 1944) - Ржевская битва (8 января 1942 — 31 марта 1943) - Сталинградская битва (17 июля 1942 — 2 февраля 1943) - Битва за Кавказ (25 июля 1942 — 9 октября 1943) - Курская битва (5 июля — 23 августа 1943) | - Битва за Правобережную Украину (24 декабря 1943 — 17 апреля 1944) - Белорусская операция (23 июня — 29 августа 1944) - Прибалтийская операция (14 сентября — 24 ноября 1944) - Будапештская операция (29 октября 1944 — 13 февраля 1945) - Висло-Одерская операция (12 января — 3 февраля 1945) - Восточно-Прусская операция (13 января — 25 апреля 1945) - Битва за Берлин (16 апреля — 8 мая 1945) |

## Итоги Великой Отечественной войны
Великая Отечественная война (Германско-советская война в западной формулировке) в 1963 году была описана берлинским историком Эрнстом Нольте в часто цитируемой формулировке как «самая чудовищная война на порабощение и уничтожение, известная современной истории»; он отличал эту войну от «нормальной войны», которую, к примеру, Германия вела против Франции.

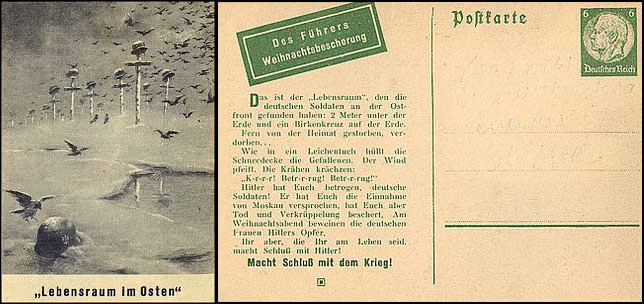
Советская маркированная военно-пропагандистская почтовая карточка, декабрь 1941. Открытка изображает заснеженное солдатское кладбище с крестами, немецкими касками на них и надписью: «Lebensraum im Osten» («Жизненное пространство на востоке»)

Несмотря на различные оценки российских и западных историков о роли СССР во Второй мировой войне, они сходятся в понимании того, что Великая Отечественная война закончилась полной военно-политической, экономической и идеологической победой Советского Союза, предопределив исход Второй мировой войны в целом. Основным положительным результатом войны стал разгром нацистской Германии и освобождение оккупированных территорий и стран Европы от нацизма.
На освобождённых от немецких войск территориях СССР, стран Восточной Европы и Германии СССР проводил широкие мероприятия по налаживанию мирной жизни: восстановлению продовольственного снабжения населения, восстановлению производственных мощностей, вёл беспощадную борьбу со всеми видами немецкого и националистического подполья, мародёрством, различными уголовными преступлениями как со стороны местного населения, так и отдельных представителей советских военнослужащих.

### Потери

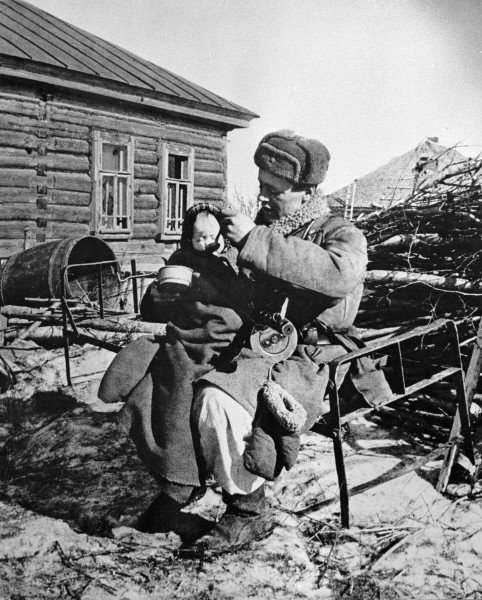
Советский солдат кормит ребёнка, у которого убили мать. 1 октября 1943

Достоверные данные о потерях СССР во Второй мировой войне замалчивались, а официально озвученные — постоянно менялись в разные годы. Согласно рассекреченным данным Госплана СССР, потери Советского Союза во Второй мировой войне составляют 41 миллион 979 тысяч, а не 27 миллионов, как считалось ранее. По оценке кандидата военных наук, профессора Академии военных наук генерал-полковника Г. Ф. Кривошеева, общие демографические потери СССР (включающие погибшее мирное население на оккупированной территории и повышенную смертность на остальной территории СССР от невзгод войны) — 26,6 млн человек. Однако, по мнению профессора международной политической экономии в Вулверхэмптонского университета М. Хейнса, число полученное группой Г. Ф. Кривошеева, задаёт лишь нижний предел всех потерь СССР в войне. Реальное общее число потерь СССР в результате войны, где причиной смерти стали военные насилия, недоедания, болезни или репрессии, колеблется где-то между 26,6 и 42,7 млн человек.
По официальной версии ВС РФ озвученной в 1993 году, безвозвратные военные потери СССР составляют 11 444 100 человек, из этого погибло военнослужащих — 8 668 400 человек (6 818 300 солдат погибло в боях, госпиталях и при прочих происшествиях, а 1 850 100 человек не вернулось из плена), потери гражданского населения в зоне оккупации оцениваются в 13 684 700 человек (из них: преднамеренно истреблено — 7 420 400 человек, не вернулось из отправленных на принудительные работы в Германии — 2 164 300 человек, погибло от голода, болезней и отсутствия мед. помощи — 4 100 000 человек). Кормак О’Града оценивает гибель гражданского населения от голода на территориях, оккупированных Германией и её союзниками, в 6-7 млн человек.
В этот список не включены большие, но трудно поддающиеся подсчёту, потери различных многочисленных партизанских формирований и гражданского населения СССР от боевых действий противоборствующих сторон в прифронтовых районах, блокадных и осаждённых городах. Так, во время блокады Ленинграда погибло 658 000 человек. При бомбардировках Сталинграда — более 40 000 человек. Десятки тысяч человек погибло от бомбардировок Севастополя, Одессы, Керчи, Новороссийска, Смоленска, Тулы, Харькова, Минска и Мурманска. Согласно гитлеровскому Плану голода, надлежало лишить продовольствия около 30 млн человек на оккупированных территориях СССР, особенно в крупных городах. В 2015 году Министерство обороны РФ объявило следующие данные: безвозвратные военные потери — около 12 000 000 человек, общие людские потери страны (СССР) — военнослужащих и гражданского населения — 26 600 000 человек. Прямой материальный ущерб достиг почти трети всего национального богатства СССР. Население СССР, в том числе за счёт снижения рождаемости, сократилось за годы войны на 42 млн чел.
По оценке комиссии ВС РФ безвозвратные потери Вермахта, войск СС и прочих военных формирований Германии, действовавших на советско-германском фронте, составили 7 181 100 человек. Безвозвратные потери войск союзников Германии составили в общей сложности 1 468 145 человек. Число погибших солдат составляет 4 270 700 и 806 000 человек соответственно. Общие демографические потери Германии, Венгрии, Италии, Румынии, Финляндии и Словакии составили 11,9 млн человек.
Безвозвратные потери вооружённых сил СССР и стран Оси на восточном фронте — 11 444 100 и 8 649 200 человек соответственно. Соотношение безвозвратных потерь составляет приблизительно около 1,3:1. В безвозвратные потери включены солдаты, не вернувшиеся из плена: за годы войны при практически равном количестве военнопленных (4 559 000 советских солдат и 4 376 300 немецких солдат) из советского плена вернулось на родину 90,4 % или 3 956 300 немецких солдат, из немецкого — 45,2 % или 2 059 000 советских солдат.

### Политика памяти
После Второй мировой войны сформировался так называемый «нюрнбергский консенсус», согласно которому «основная вина и ответственность за беспримерное зло, олицетворением которого служит Холокост, лежит на нацистской Германии, которую разгромил союз стран разных, но единых в стремлении защитить ценности гуманизма». «Нюрнбергский консенсус» не стал общепризнанным в мировом масштабе, поскольку во многих странах восприятие войны существенно различалось, однако внимание на этих отличиях не акцентировалось. Ведущие державы бывшей антигитлеровской коалиции, уже находясь по разные стороны фронта Холодной войны, тем не менее, разделяли общую рамочную позицию. В новейший период в западных странах «нюрнбергский консенсус» был вытеснен нарративом о существовании двух тоталитарных режимов, нацистского и коммунистического, которые в равной степени ответственны за все преступления во время Второй мировой войны. В рамках этого подхода Россия как наследник СССР рассматривается не в качестве ведущей силы в борьбе с нацизмом, а как его пособник по развязыванию войны. Российское руководство продолжает отстаивать основные черты «нюрнбергского консенсуса» на международном уровне и во внутренней политике. Отчасти затенённая ранее «полифония памятей» трансформируется в войну памяти.
В 1950-х годах по всему СССР создавали мемориалы посвящённые погибшим воинам и гражданским, самым известным в РСФСР стал Монумент героическим защитникам Ленинграда, в УССР — Пантеон Вечной Славы внутри Крепости Святой Елисаветы, в БССР — мемориальный комплекс в Хатыни.
Память о войне в России также претерпевает значительные изменения. Ранее основное внимание уделялось героизму победителей, однако в новейший период всё большую роль отводят темам страданий и жертв. Эти изменения отражены в трансформации экспозиции главного Музея Победы на Поклонной горе, за которым следуют и другие музеи; проходящих во многих российских регионах судах, рассматривающих преступления военного времени; центральной роли, которую в российской политике памяти занял федеральный проект «Без срока давности», начатый в 2019 году с целью изучения преступлений нацистских оккупантов на территории России. Факты соучастия во вторжении в СССР, оккупации и преступлениях представителей ряда стран Европы (Италии, Венгрии, Румынии, Финляндии, Норвегии и др.) перестали затеняться и стали более акцентироваться. В феврале 2024 года МВД России объявило в розыск ряд политиков балтийских стран за «надругательство над исторической памятью» — участие в разрушении памятников советским солдатам, погибшим во время Второй мировой войны.

### Освободительный характер войны
Освободительный характер Великой Отечественной войны проявился в следующем:
- Советский народ сыграл решающую роль в уничтожении германского нацизма, являвшегося глобальной угрозой человечеству;
- Советский народ защитил своё право на независимое и самостоятельное развитие;
- Военные действия Красной армии за пределами территории СССР способствовали освобождению стран Европы от фашизма и спасению миллионов человеческих жизней;
- Результаты победы — Ялтинско-Потсдамская система и Организация Объединённых Наций означали освобождение человечества от абсолютизации войны как универсального средства регулирования международных отношений.

Задача освобождения народов от фашизма с самого начала войны ставилась в качестве важнейшей. Так, уже в выступлении по радио 3 июля 1941 года Иосиф Сталин заявил:

Целью этой всенародной Отечественной войны против фашистских угнетателей является не только ликвидация опасности, нависшей над нашей страной, но и помощь всем народам Европы, стонущим под игом германского фашизма. В этой освободительной войне мы не будем одинокими. <…> Наша война за свободу нашего Отечества сольётся с борьбой народов Европы и Америки за их независимость, за демократические свободы. Это будет единый фронт народов, стоящих за свободу против порабощения и угрозы порабощения со стороны фашистских армий Гитлера.

В дальнейшем эта задача была конкретизирована в постановлениях Государственного комитета обороны, а также в директивах и приказах Верховного главнокомандующего.
Нюрнбергский трибунал вынес обвинительные приговоры в адрес 19 обвиняемых в военных преступлениях (из них 12 к смертной казни, а — 3 к пожизненному заключению), в том числе пропагандистам, и на мировом уровне осудил фашизм как явление. Освобождение мира от угрозы фашизма стало главным военно-политическим событием XX века.
Роль СССР в разгроме нацистской Германии и её союзников, значимость вклада СССР в становление послевоенной системы международных отношений часто полярно оценивается в рамках различных современных идеологических концепций. В странах Восточной Европы часто настаивают на том, что действия советских войск на их территории в 1944—1945 годах привели к освобождению от нацизма, но не к освобождению как таковому, имея ввиду установление в этих странах после войны просоветских режимов, значительно ограничивавших права и свободы и существовавших вплоть до конца 1980-х годов.

#### Германия

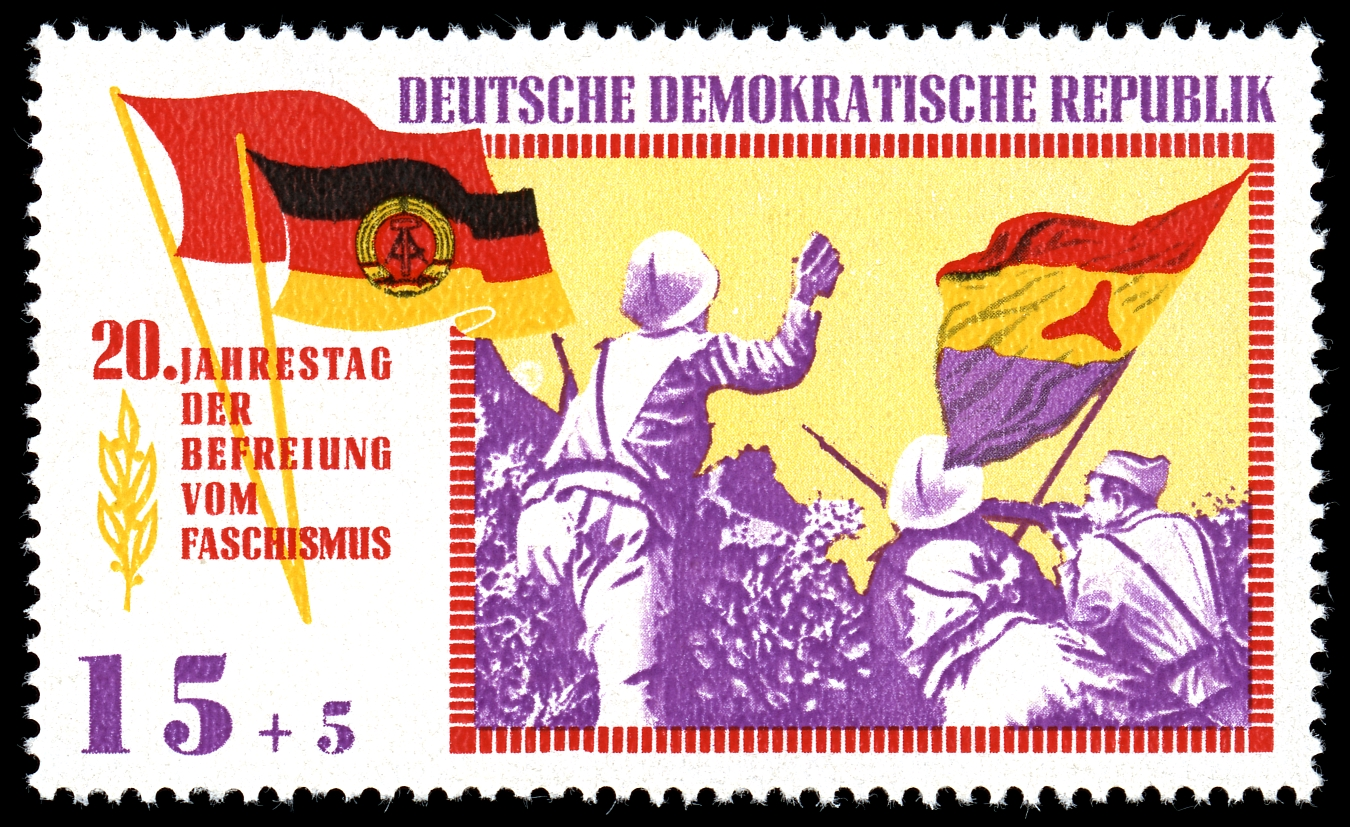
Серия почтовых марок «20-летие освобождения от фашизма» (20. Jahrestag der Befreiung vom Faschismus) с изображением испанских интербригад

В современной ФРГ в общественном сознании превалирует трактовка крушения национал-социалистического государства и его ликвидации по итогу поражения в войне как освобождение Германии от режима диктатуры: так, в ходе проведённого в 2005 году опроса 76 % респондентов оценили 8 мая как день освобождения, а в 2020 году — 77 %. В ФРГ День освобождения не является государственным праздником, как это было в ГДР в 1950—1966 и 1985 годах, но в этот день проводятся различные мероприятия.
В послевоенной Германии эта тема была проблемной, а консервативная точка зрения настаивала на трактовке конца войны как «поражения» и национального позора, пытаясь утвердить немецкую нацию жертвой. Большинство немцев не чувствовало себя «освобождёнными», и в обществе лояльность режиму была высокой до конца войны; в ГДР, напротив, «День освобождения от гитлеровского фашизма» был государственным праздником и одной из важнейших памятных дат, а государство себя легитимизировало посредством представления себя итогом антифашистского и коммунистического Сопротивления в Германии и использовало такую легитимизацию в борьбе с ФРГ, что дискредитировало эту трактовку и дату в ФРГ, где использовались и широко используются до сих пор термины «нулевой час» и «коллапс». В 1985 году в ФРГ вспыхнули дебаты о значении итога войны после того, как президент Рихард фон Вайцзеккер в своей речи заявил, что «8 мая было Днём освобождения». Известный писатель Генрих Бёлль писал: «Вы всегда сможете различать немцев по тому, как они называют 8 мая: днём поражения или днём освобождения».

#### Украина
В 2015 году Верховная Рада Украины приняла закон «Об увековечивании победы над нацизмом во Второй мировой войне 1939—1945 годов», одновременно отменив закон «Об увековечивании победы в Великой Отечественной войне 1941—1945 годов». В тексте нового закона термин «Великая Отечественная война» не используется. 9 мая объявлено Днём победы над нацизмом во Второй мировой войне, а 8 мая — Днём памяти и примирения.

#### Польша
В 2019 году Россия не была приглашена на мероприятия, посвящённые годовщине начала Второй мировой войны, а президент Польши Анджей Дуда заявил, что СССР и Германия в 1939 году были союзниками, по итогам войны Польша не обрела свободу, а оказалась «заложником коммунизма», в ней проводились репрессии вплоть до 1960-х годов и окончательно война закончилась для Польши в 1989 году.

#### Болгария
4 сентября 2019 года МИД Болгарии в преддверии организованной посольством РФ «Выставки 75 лет освобождению Восточной Европы от нацизма» сделал заявление, в котором признал роль СССР в победе над нацизмом, но при этом призвал не закрывать глаза на «полувековые репрессии, удушающее гражданское сознание, деформированное экономическое развитие и оторванность от динамики процессов в развитых европейских странах». Также термин «освобождение» был назван сомнительным, дающим преимущества определённым кругам во внутриполитических дебатах в Болгарии.

## СССР и антигитлеровская коалиция
Как правило, Вторая мировая война рассматривается историками в качестве вооружённого столкновения двух крупнейших коалиций — стран «оси» (фактически развязавших войну) и стран антигитлеровской коалиции, которая вынужденно им противостояла. Такой подход в целом справедлив, однако коалиции сформировались не сразу, а первоначально каждое государство действовало независимо и в соответствии со своими интересами.
Советский Союз до своего открытого военного столкновения с Германией 22 июня 1941 года, вёл свои собственные захватнические войны, преследуя свои геополитические цели и интересы, играя на противоречиях двух противоборствующих коалиций. В предвоенный период конца 1930-х годов между СССР и Германией были налажены активные экономические взаимоотношения и торговля. Пытаясь разграничить сферы влияния с Германией и её союзниками СССР чуть было не оказался в германской коалиции пакта четырёх держав — тем более, что ранее практически как союзники, РККА вместе с Вермахтом уже участвовала в разгроме и захвате Польши. Однако непомерные (по мнению Гитлера) геополитические аппетиты Сталина в итоге не позволили ему присоединиться к пакту четырёх держав и привели к войне германской коалиции государств против СССР, на стороне находившегося практически в полной международной изоляции СССР выступили только марионеточные просоветские режимы Монголии и Тувы (последняя в итоге была аннексирована Советским Союзом в 1944 году). И только нежелание распространения германского геополитического влияния на всю Европу и Евразию подтолкнули страны антигитлеровской коалиции рассмотреть СССР (волею обстоятельств оказавшегося противником германской экспансии) в качестве естественного союзника в борьбе с Германией, что и побудило Англию и США начать оказывать всевозможную военную помощь СССР в войне против Германии, а Советский Союз также оказался среди стран антигитлеровской коалиции, в итоге сыграв решающую роль в её победе.
Уже 22 июня 1941 года премьер-министр Великобритании Уинстон Черчилль заявил:

Опасность, угрожающая России, — это опасность, грозящая нам и Соединённым Штатам, точно так же, как дело каждого русского, сражающегося за свой очаг и дом, — это дело свободных людей и свободных народов во всех уголках земного шара…

12 июля СССР подписал соглашение с Великобританией о совместных действиях в войне против Германии. 18 июля аналогичное соглашение было подписано с эмигрантским правительством Чехословакии, а 30 июля — с польским эмигрантским правительством (Соглашение Сикорского-Майского).
14 августа с польским эмигрантским правительством была достигнута договорённость о формировании в СССР армии из польских граждан, попавших в советский плен в результате Польского похода РККА 1939 года, а также польских граждан, которые были депортированы или подвергнуты заключению (в отношении них 12 августа был принят указ об амнистии).

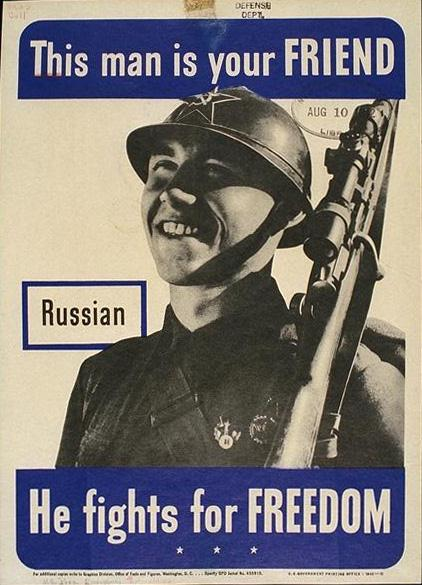
«Русский. Этот человек — твой друг. Он сражается за свободу», плакат США, 1942

24 сентября 1941 года СССР присоединился к Атлантической хартии, высказав при этом своё особое мнение по некоторым вопросам. 29 сентября — 1 октября 1941 года в Москве состоялось совещание представителей СССР, США и Великобритании, закончившееся подписанием протокола о взаимных поставках. Первый британский арктический конвой «Дервиш» с военными грузами для СССР прибыл в Архангельск ещё до этого, 31 августа 1941 года. Для обеспечения поставок военных грузов в СССР по южному маршруту в августе 1941 года советские и британские войска были введены в Иран.
151-е истребительное авиакрыло Королевских ВВС Великобритании в начале сентября 1941 года прибыло в Ваенгу вблизи Мурманска и осуществляло боевые вылеты до середины октября 1941 года, когда британские истребители были переданы СССР.

«Мы никогда не считали, что наша помощь по ленд-лизу является главным фактором в советской победе над Гитлером на Восточном фронте. Она была достигнута героизмом и кровью русской армии»— Гарри Гопкинс, советник и доверенное лицо президента Ф. Рузвельта.

Государственный секретарь Э. Стеттиниус подчеркивал: «За эту помощь русские уже заплатили цену, которая не поддаётся измерению в долларах или тоннах. Это миллионы нацистских солдат, убитых или взятых в плен, нацистские танки, превращённые в груды железного лома на поле боя, пушки и грузовики, брошенные отступающими германскими армиями».

Интенсивность поставок по лендлизу: осень-зима 1941 г. — 0,5 % от общего объёма поставок в СССР за военный период, 1941—1942 годы — 7 %, достигнув максимума в 1944—1945 гг.
Глубокой осенью Уинстон Черчилль, раздражённый советским послом Иваном Майским, требовавшим помощи большей, чем могла предоставить Великобритания, и недвусмысленно намекавшим (в случае отказа) на возможный проигрыш СССР в войне, заявил:

Вспомните, что ещё четыре месяца назад мы на нашем острове не знали, не выступите ли вы против нас на стороне немцев. Право же, мы считали это вполне возможным. Но даже тогда мы были убеждены в нашей конечной победе. Мы никогда не считали, что наше спасение в какой-либо мере зависит от ваших действий. Что бы ни случилось и как бы вы ни поступили, вы-то не имеете никакого права упрекать нас.
Оригинальный текст (англ.)Remember that only four months ago we in this Island did not know whether you were not coming in against us on the German side. Indeed, we thought it quite likely that you would. Even then we felt sure we should win in the end. We never thought our survival was dependent on your action either way. Whatever happens, and whatever you do, you of all people have no right to make reproaches on us.
— Черчилль, Уинстон, The Second World War. Volume three, The Grand Alliance 

Идеальным исходом войны на Востоке был бы такой, когда последний немец убил бы последнего русского и растянулся мёртвым рядом.
— Рандольф Черчилль, сын Уинстона Черчилля

Если мы увидим, что выигрывает Германия, то нам следует помогать России, а если выигрывать будет Россия, то нам следует помогать Германии, и, таким образом, пусть они убивают как можно больше, хотя мне не хочется ни при каких обстоятельствах видеть Гитлера в победителях.
Оригинальный текст (англ.)If we see that Germany is winning we ought to help Russia and if Russia is winning we ought to help Germany, and that way let them kill as many as possible, although I don’t want to see Hitler victorious under any circumstances.

— Гарри Трумэн. «New York Times», 24.06.1941
Профессор А. С. Барсенков, в свою очередь, трактует слова А. Микояна как его личную оценку значимости ленд-лиза, а также отмечает, что по ряду видам поставок помощь была значимой и укрепляла, без сомнения, военную мощь СССР.
Всего по американским официальным данным, к концу сентября 1945 года по программе ленд-лиза в СССР было отправлено из США: 14 795 самолётов, 7056 танков, 8218 зенитных орудий, 131 600 пулемётов; из Великобритании (до 30 апреля 1944) — 3384 самолёта и 4292 танка; из Канады — 1188 танков. Кроме вооружения из США по ленд-лизу направлялись автомобили, тракторы, мотоциклы, суда, локомотивы, вагоны, продовольствие и другие товары. Однако часть транспортных конвоев были уничтожены германским военно-морским флотом (кригсмарине).
Значительную помощь СССР оказала Монголия, предоставив СССР около 500 000 лошадей (20 % от общего количества лошадей в Красной армии), 30 000 лошадей были отправлены местными жителями, значительными были также монгольские поставки мяса (500 000 т), шерсти, полушубков и так далее.
В июне—сентябре 1944 года осуществлялась советско-американская операция по бомбардировке объектов в Германии с челночным движением американских бомбардировщиков по треугольнику Англия — Италия — Полтава.

## Великая Отечественная война в историографии
Великая Отечественная война, как и в целом Вторая мировая война, представляет собой острую дискуссионную тему как в российской историографии, так и в зарубежной.

### Проблемы оценки военных событий
Споры связаны, прежде всего, с изначальной разницей между изложением военных событий в советских, германских документах и архивах третьих стран. В западной исторической науке, посвящённой данной тематике, даже имеют место «германская» и «советская» школы исследования конфликта. До сих пор спорными остаются вопросы о внешней политике СССР накануне войны в 1939—1941 годы, о состоянии экономики, промышленности, реальной готовности Советского Союза к войне, множество разногласий по поводу неудач первого периода войны, дальнейших событий, в том числе о роли Советского Союза в победе над фашизмом.
В послевоенной историографии характерной чертой было то, что на труды как советских, так и западных историков существенное влияние оказывало идеологическое противостояние двух мировых полюсов, выражавшееся в «Холодной войне». Так, советские историки отмечали, что труды их западных коллег носили ярко выраженный пропагандистский характер, в них зачастую на первое место вставала идеологическая составляющая, а не фактология. По мнению советских исследователей войны, зарубежные авторы активно стремились умалить роль СССР в победе над фашизмом, нередко давая неверную оценку историческим фактам. Однако и в советской историографии трактовка военных событий менялась в зависимости от политического курса руководства страны и идеологических изменений.
В первые годы после войны изучение военных событий в СССР было существенно затруднено засекреченностью большинства материалов. Статьи, выпущенные в это время, были строго выдержаны в рамках официальной идеологии, вольность в трактовке не допускалась. Даже в период хрущёвской «оттепели», когда был рассекречен значительный массив документации, и исследователи обрели относительную свободу в выдвижении тех или иных соображений, идеология продолжала существенно влиять на изложение. Это проявилось и в первом фундаментальном труде по Великой Отечественной войне, вышедшем в 6 томах в 1960 году.

### Советская историография
Одним из основных обсуждаемых в историографии событий накануне войны является заключение советско-германского пакта о ненападении 23 августа 1939 года. Изменения в трактовке этих событий в советской историографии начались с эпохой перестройки, в конце 1980-х годов. Комиссия ЦК КПСС по вопросам международной политики, созданная в этот же период, представила новый взгляд на события конца 1930-х годов. Советская историография считала подписание договора о ненападении с Германией единственной возможностью избежать войны с Германией и другими странами Антикоминтерновского пакта в 1939 году, когда СССР, как утверждается, находился в полной международной изоляции, не имея союзников. Многие же современные российские историки считают, что этот договор стал лишь одним из проявлений экспансионистских устремлений Сталина и всей партийной верхушки СССР с их давней изначальной декларацией об экспорте «мировой революции», которые стремились столкнуть Германию с «западными демократиями», а после их взаимного ослабления — советизировать всю Европу.
Также многими обсуждался вопрос о причинах неудач СССР на первом этапе войны. В советской историографии вплоть до 1960-х годов не существовало полного монографического исследования Великой Отечественной войны, в наличии имелись в основном архивные, в большей части засекреченные, документы. Первым фундаментальным трудом стала шеститомная монография «Великая Отечественная война Советского Союза 1941—1945 гг.», изданная в 1960 году. В этой монографии впервые была дана целостная картина четырёх военных лет, был произведён анализ исторических событий. При этом, однако, учитывались не все факторы. В том числе, неготовность советской армии к войне объяснялась лишь тем, что Сталин был уверен в неготовности Германии напасть на СССР, а просчёты отдельных командующих объяснялись прежде всего репрессиями 1937—1938 годов в отношении командного состава РККА. Безосновательно также утверждалось, что германские вооружённые силы якобы имели количественное преимущество в технике перед РККА.

### Постсоветская историография

#### В России
Разделение отечественного историографического материала о Великой Отечественной войне на две основных группы — советскую и постсоветскую — объясняется, прежде всего, коренным переломом, произошедшим после распада СССР. Уже в годы перестройки начали рассекречиваться многие архивные материалы, что ещё активнее продолжилось с образованием Российской Федерации. Однако и для современных историков остаётся ряд затруднений, в первую очередь связанных с нерассекреченными до сих пор важнейшими архивами (в частности, так называемый президентский архив).
В постсоветский период отечественная историография обрела гораздо большую степень свободы в трактовке событий, что привело к существенному переосмыслению множества спорных вопросов.
В первую очередь, была поставлена под сомнение не подвергавшаяся обсуждению ранее стратегия, избранная руководством страны перед началом войны. Ранее традиционно утверждалось, будто бы Сталин избрал для СССР исключительно оборонительный вариант: когда предполагалось разгромить первый натиск противника, а затем подтянуть основные масштабные силы РККА. Тогда как хорошо известно, что предвоенная военная доктрина РККА имела исключительно наступательный характер, основным тезисом которой был: «бить врага малой кровью, на чужой территории». Подобный подход в итоге сыграл немаловажную роль в том, что РККА практически не изучала оборонительный характер ведения манёвренных боевых действий в отступлении, в окружении, и так далее, что в итоге крайне плачевно сказалось в ходе начального периода войны 1941—1942 годов. Об этом факте очень много говорили впоследствии многие советские военачальники, как например И. С. Конев и другие.
В постсоветский период ряд историков, например М. Мельтюхов, стали утверждать, что план превентивного удара нападения на Германию существовал, в том числе и в рамках экспортной стратегии развязывания мировой революции. Неудача же данного плана, связывается со множеством просчётов советского руководства, в том числе и в определении срока начала войны. К моменту начала Великой Отечественной войны силы Красной армии были стянуты к западным границам, снабжающие склады также находились близко к границе. Некоторые историки считают такое положение складов, а также слабую подготовку РККА к оборонным действиям — прямым следствием, а вместе с тем и явным свидетельством подготовки именно превентивной войны.

#### В других странах
Особенностью постсоветской историографии служит также то, что некоторые исследователи на постсоветском пространстве используют тему Великой Отечественной войны в рамках борьбы с коммунистической идеологией, лишая свои исследования объективности и непредвзятости.

### Комментарии
1. ↑  Чехословацкие части РККА (поступавшие на фронт с января 1943 года) действовали от имени правительства в изгнании
2. ↑  В 1941 году от имени правительства в изгнании была сформирована Армия Андерса, не принявшая участия на Восточном фронте; в 1943 году началось создание польской армии РККА[англ.], с 1944 года действовавших от имени ПКНО
3. ↑  с ноября 1944 года началось создание норвежских формирований РККА[1]
4. ↑  В 1944 году на фронт были отправлены югославские части РККА[1]; совместные операции НОАЮ и РККА проводились с 1944 года; см. также Народно-освободительная война Югославии.
5. ↑  Из румынских военнопленных до перехода Румынии на сторону Антигитлеровской коалиции было создано две дивизии РККА (см. 1-я румынская добровольческая пехотная дивизия имени Т. Владимиреску, 2-я румынская добровольческая пехотная дивизия «Хория, Клошка ши Кришан»).
6. ↑  См. Монголия во Второй мировой войне.
7. ↑  см. Авиаполк «Нормандия — Неман».
8. ↑  см. Операция «Бенедикт», арктические конвои и Соглашение от 16.08.1941
9. ↑  см. ленд-лиз и Операция Frantic
10. ↑  Также вели боевые действия против Армии Крайовой, НВС, УПА, Полесской сечи, «Лесных братьев».
11. ↑  Также вели боевые действия против ЮВуО.
12. ↑  Также вели боевые действия против НОАЮ; предпринимали попытки сотрудничества с СССР
13. ↑  Также вели боевые действия против Армии Крайовой, НВС, УПА.
14. ↑  Включая формирования иностранных добровольцев из дружественных государств, не объявлявших войну СССР:
  -  Независимое государство Хорватия: Хорватские легионы Германии и Италии,
  -  Франкистская Испания: Голубая дивизия, Голубой легион и Голубые эскадрильи[укр.] (до 1944),
  -  Вишистская Франция: Французский легион, бригада СС «Шарлемань»,
  -  Дания: Корпус СС «Данмарк»;

а также формирования из граждан оккупированных стран, включая территории СССР
15. ↑  Не объявляла войну, до вступления СССР в Югославию непосредственно армия Хорватии не вела действий против СССР, но «Хорватский легион» вермахта был частью армии Хорватии де-юре
16. ↑  см. Испания во Второй мировой войне
17. ↑  не перечислены формирования германских военных структур
18. ↑  Также вели боевые действия между собой и в 1942—1944 годах вели действия против Германии
19. ↑  После ликвидации администраций в 1944 году — как партизанское движение
20. ↑  до 1944 — только Национальные вооружённые силы
21. ↑  формально Белорусская краевая оборона не входила в германские военные структуры
22. ↑  в январе 1945 ВС КОНР формально вышли из состава вермахта, в мае выступили против Германии в Пражском восстании
23. ↑  В общее число (26,6 млн) безвозвратных людских потерь СССР также включены и коллаборационисты.
24. ↑  Общие демографические потери Германии и её союзников в Европе за всю Вторую мировую войну
25. ↑  Политическое руководство Польши бежало в Румынию, оттуда — во Францию и затем в Англию. Было образовано Правительство Польши в изгнании. Из польских эмигрантов были сформированы военные силы, принимавшие участие в войне на стороне антигитлеровской коалиции, начиная с 1940 года.